# Biserica de lemn din Căpâlna, Bihor

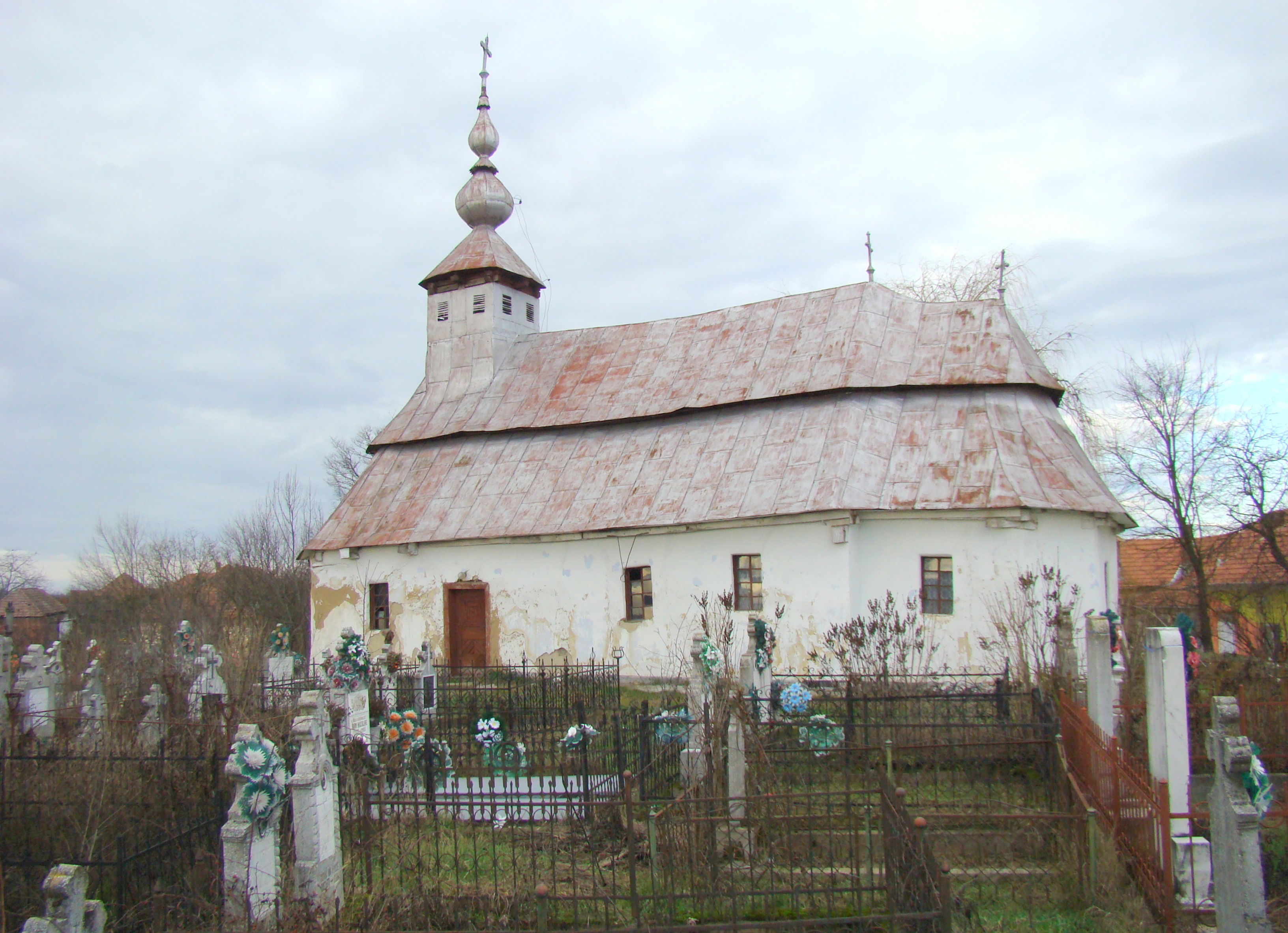
Biserica de lemn „Sfântul Ierarh Nicolae” din Căpâlna, comuna Căpâlna, județul Bihor, foto: ianuarie 2010.

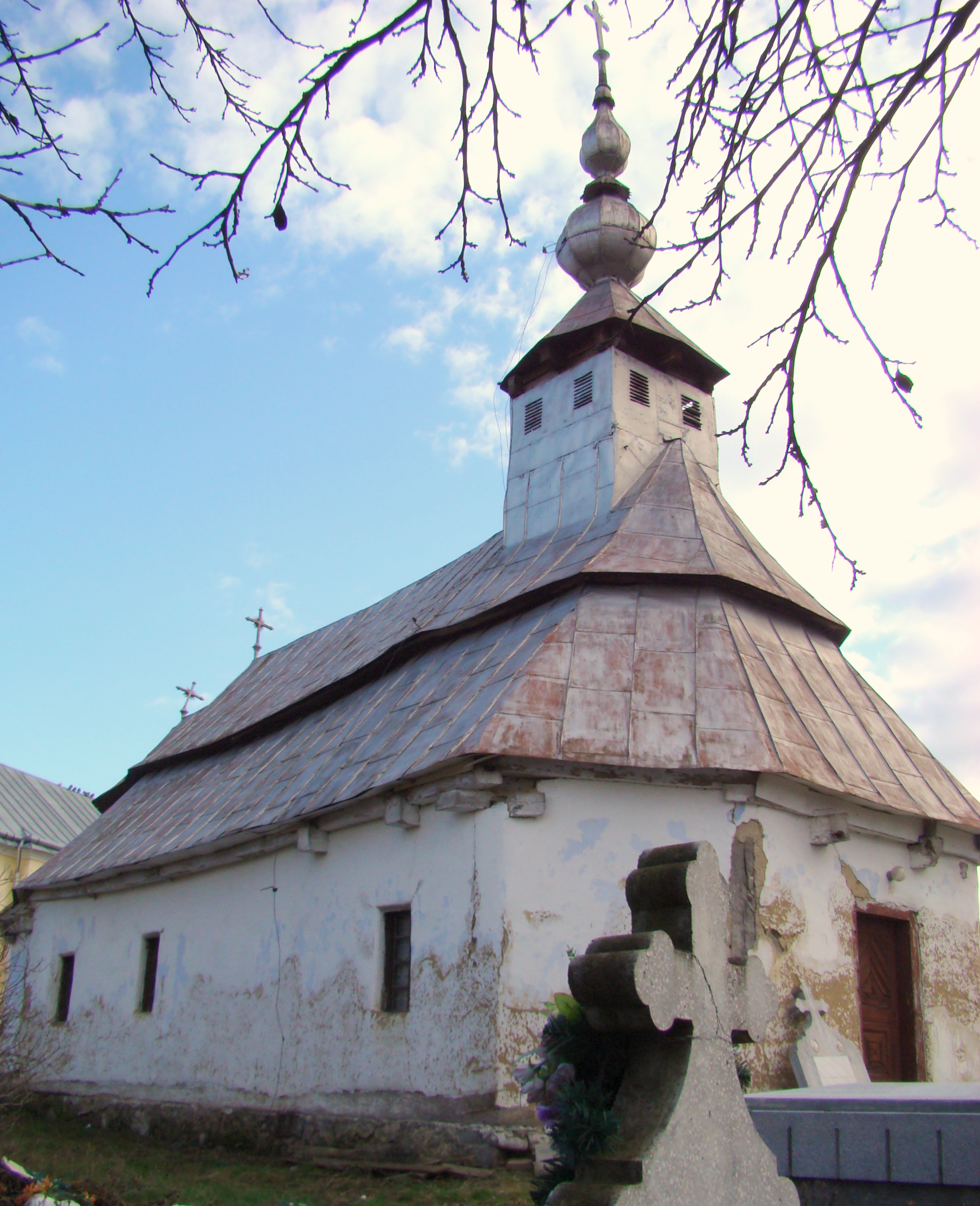
Biserica (nord-vest)

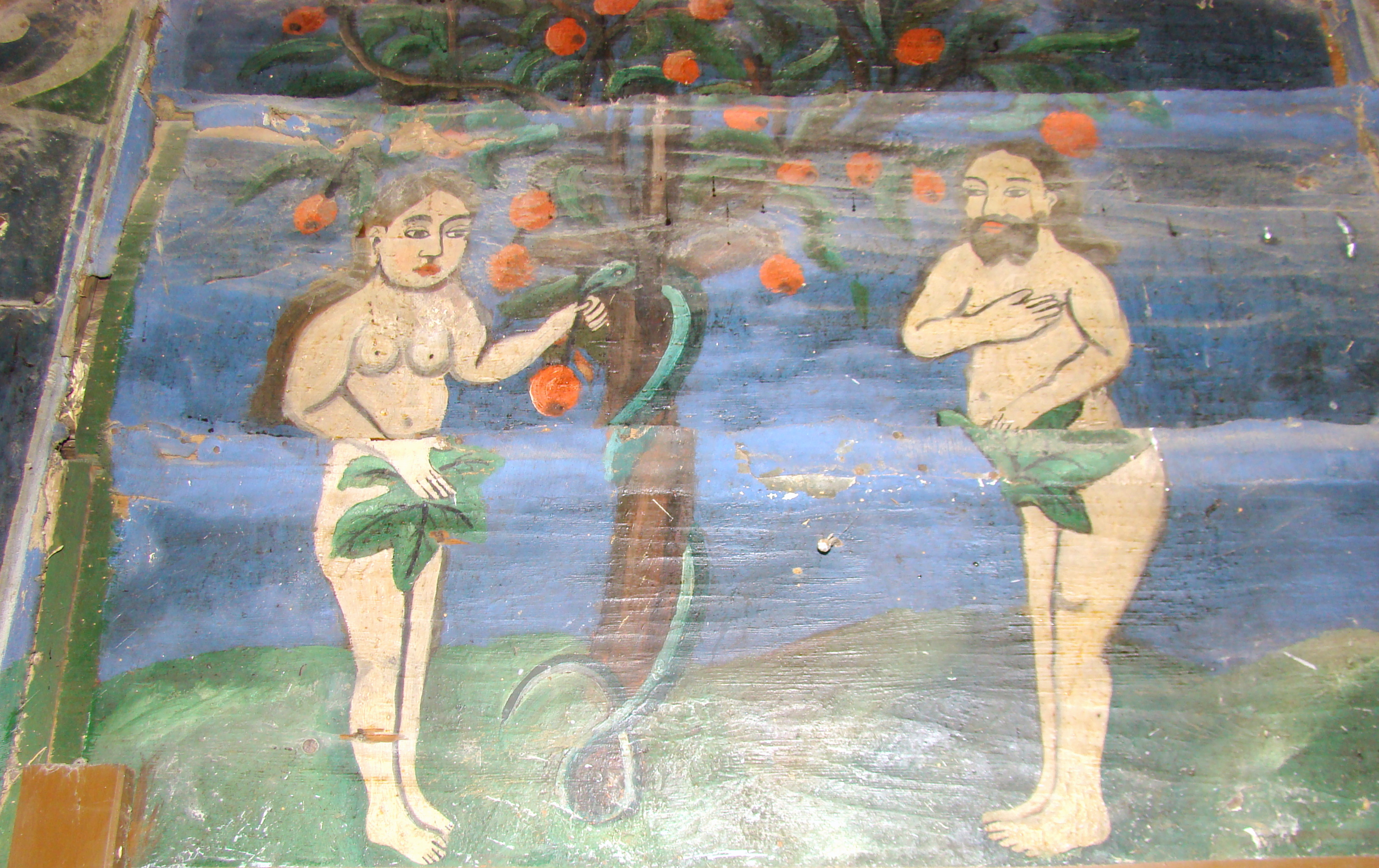
Scena păcatului originar

Biserica de lemn din Căpâlna, comuna Căpâlna, județul Bihor, datează din secolul XVIII (1720) . Are hramul „Sfântul Ierarh Nicolae”. Biserica se află pe noua listă a monumentelor istorice sub codul LMI:  BH-II-m-B-01126.

## Istoric și trăsături
Un document din anul 1724 amintește la Căpâlna de un preot pe nume Gheorghe, hirotonisit preot în 1719 de episcopul Sofronie; același document spune că „biserica este bună”, indiciu care ne arată că, probabil, biserica fusese construită nu cu foarte mulți ani înainte. În 1883 au fost executate lucrări ample de renovare a bisericii de lemn, din loc în loc fiind adăugați stâlpi montanți de legătură între bârne. Vechea tindă a fost înglobată naosului pentru a mări spațiul, o noua tindă, poligonală, fiind adăugată spre vest. Totodată, a fost înlocuit acoperișul din șindrilă cu unul de tablă, în trepte. Pereții au fost repictați (tot în 1883), acea pictură păstrându-se în condiții destul de bune până azi.

## Imagini din exterior

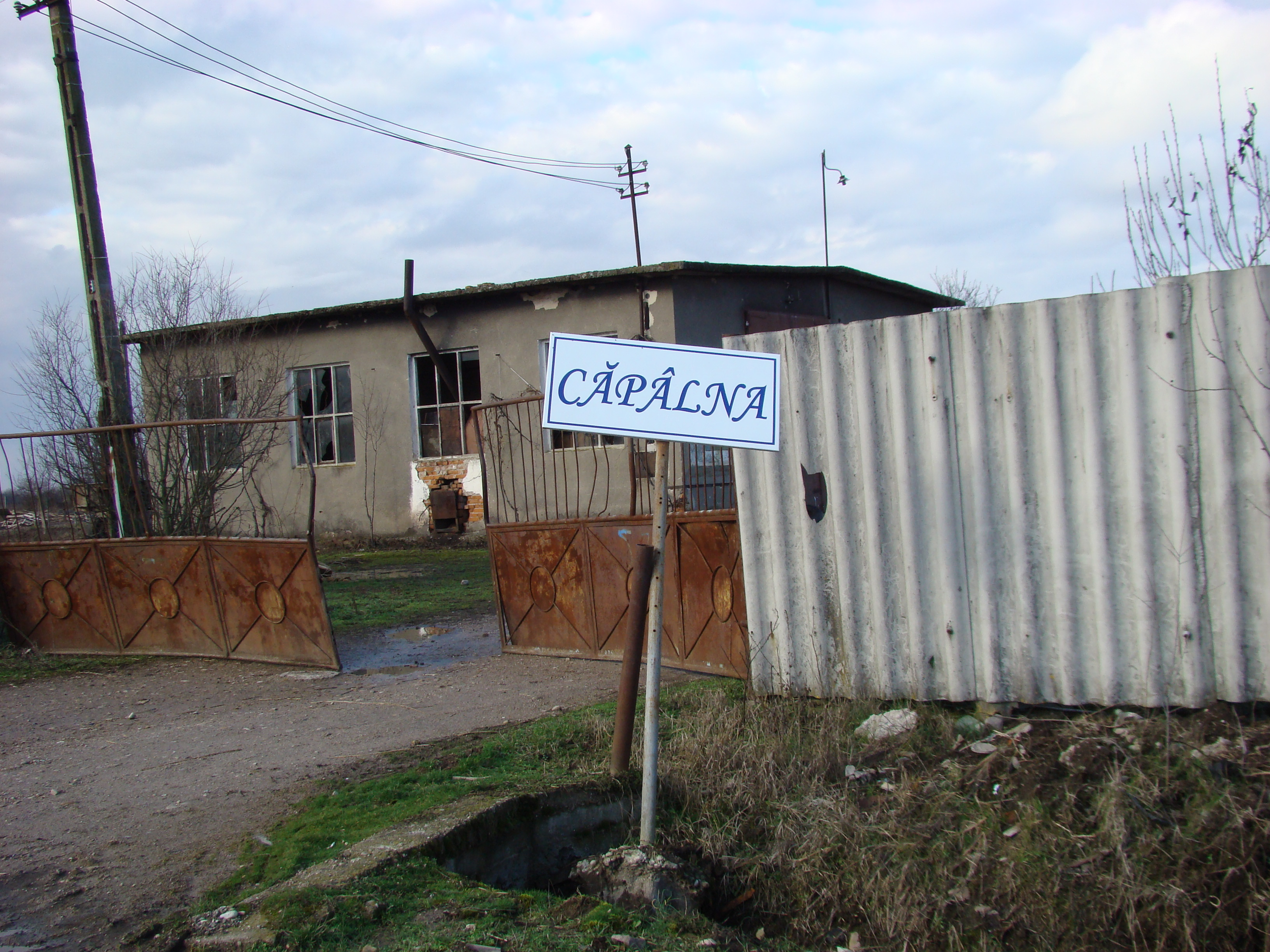
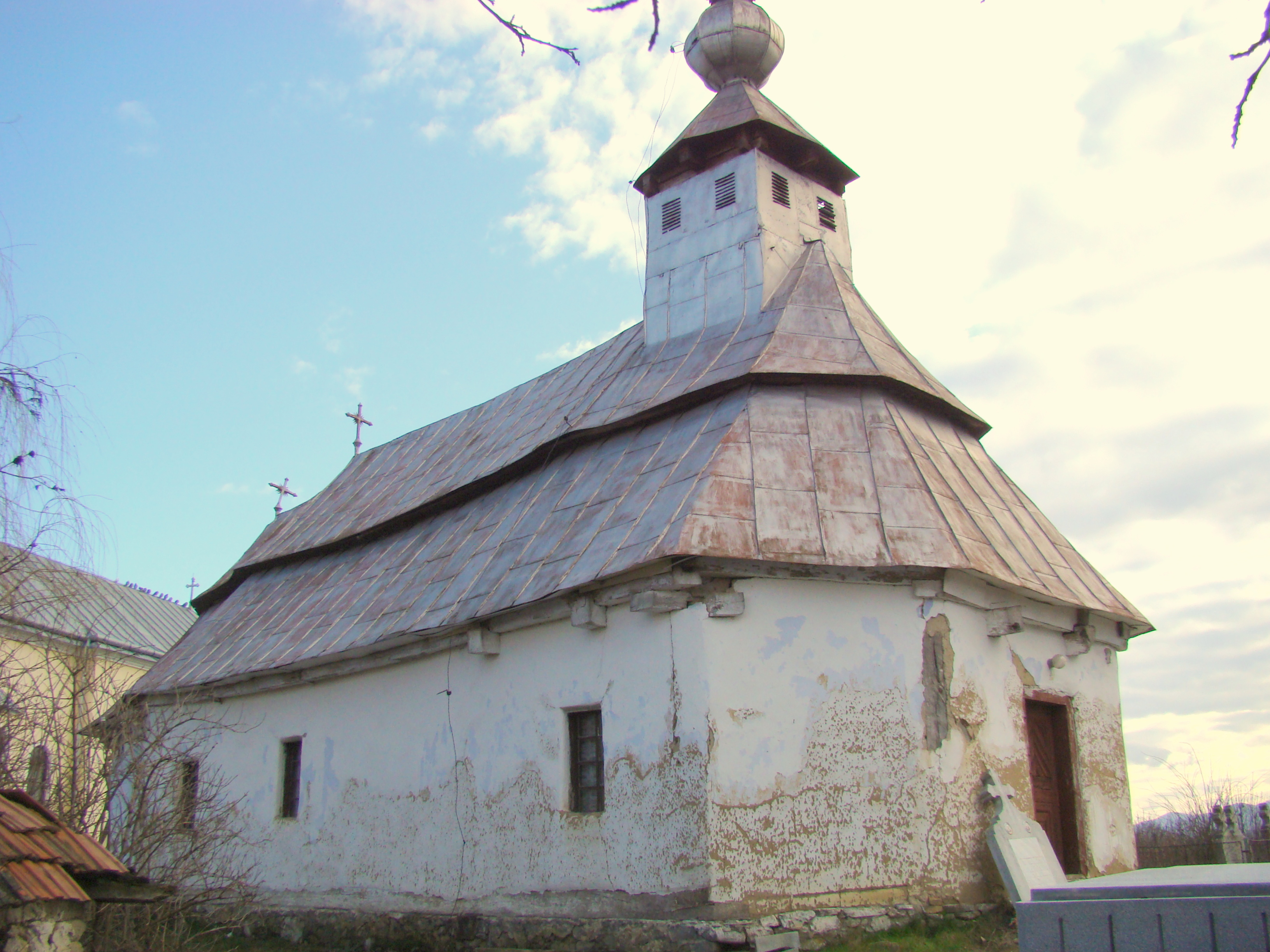
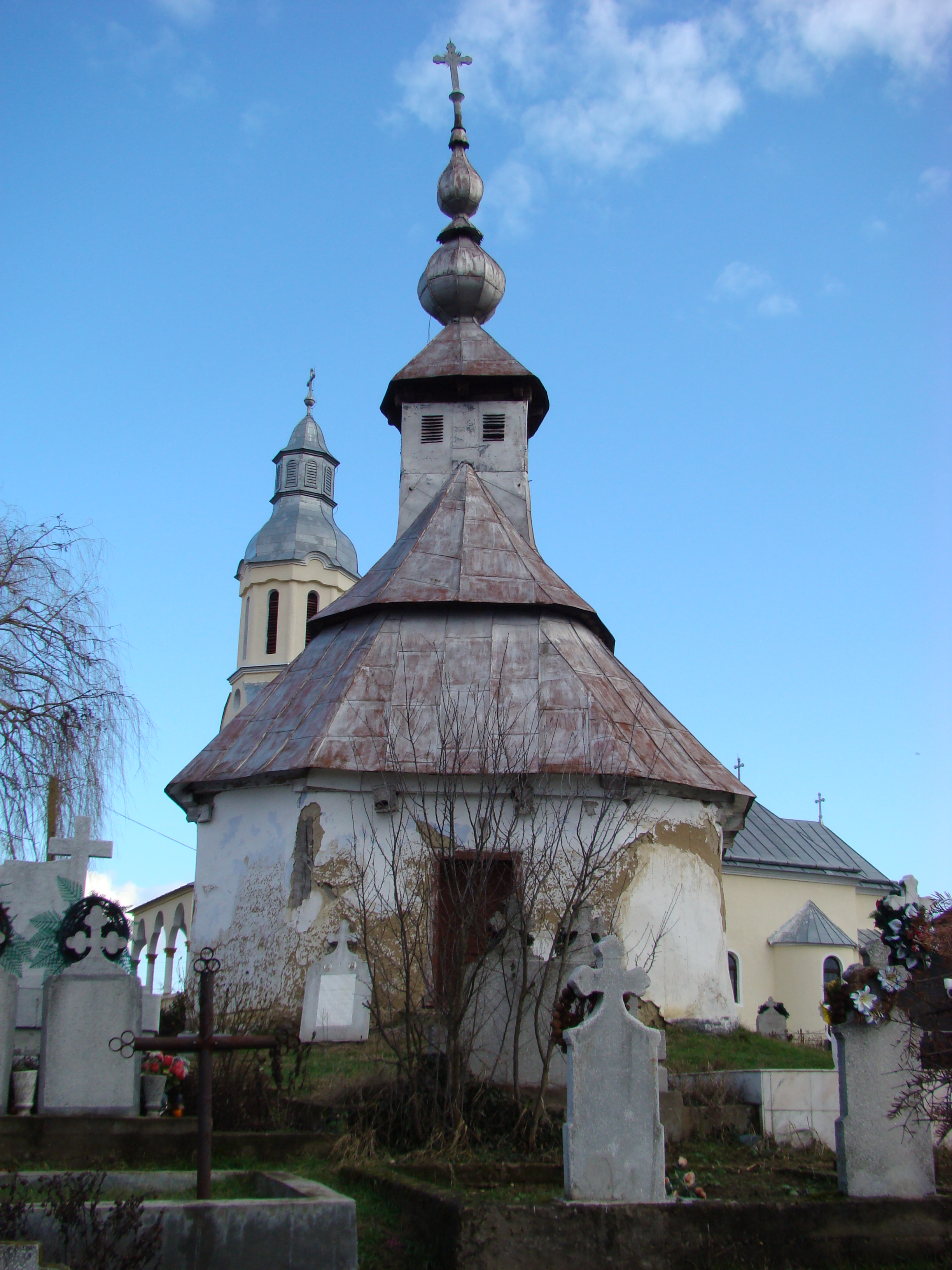
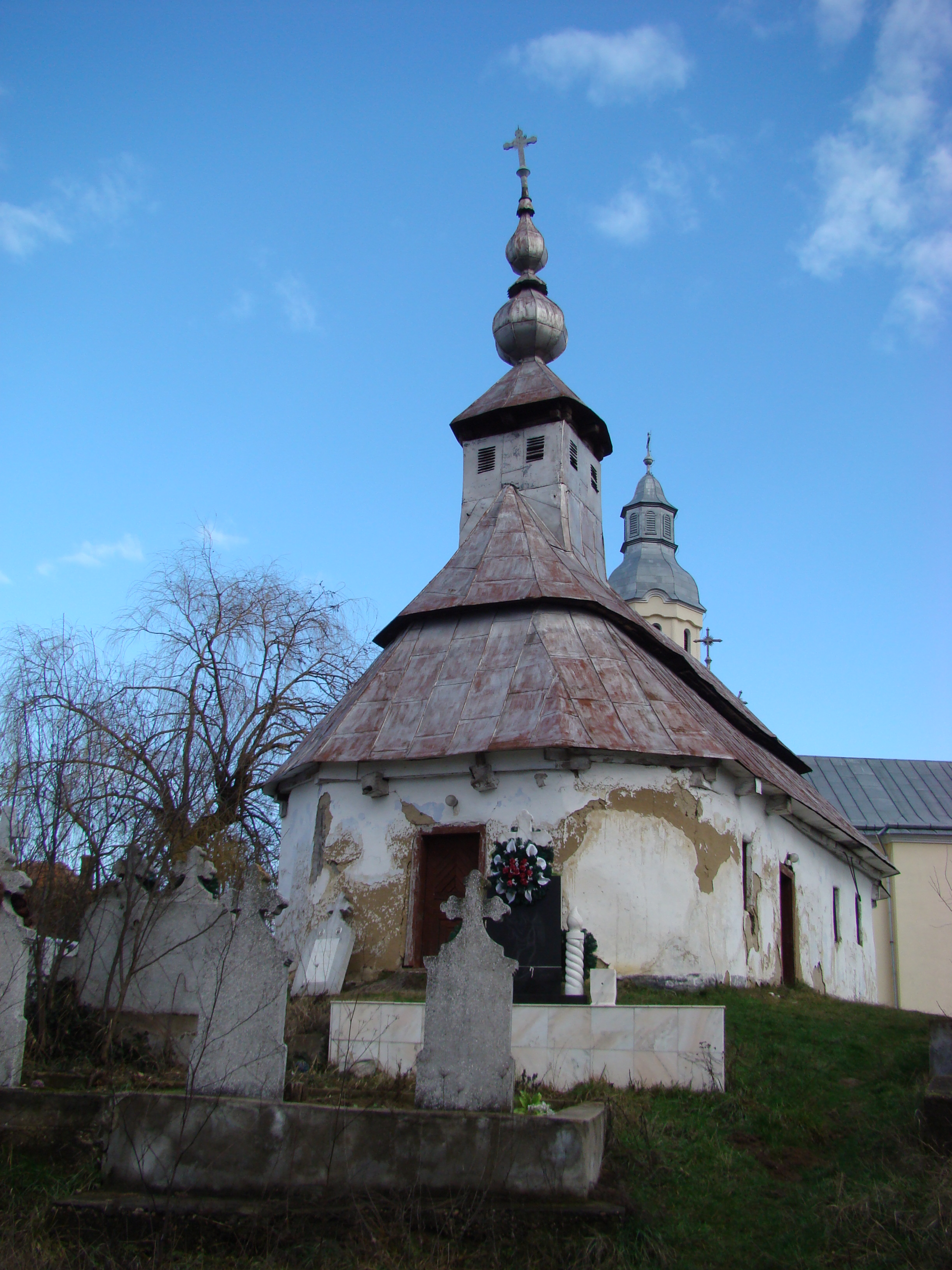
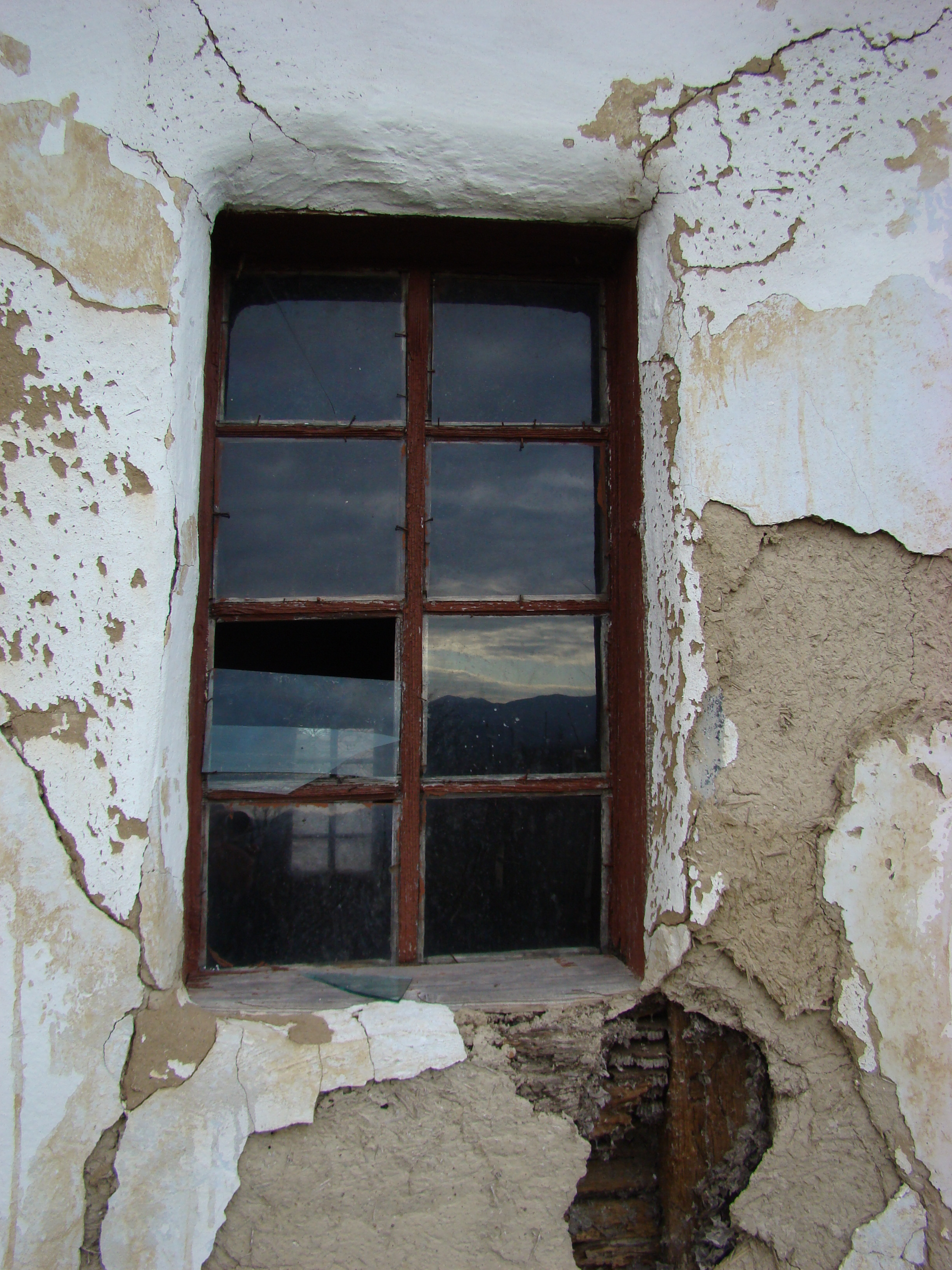
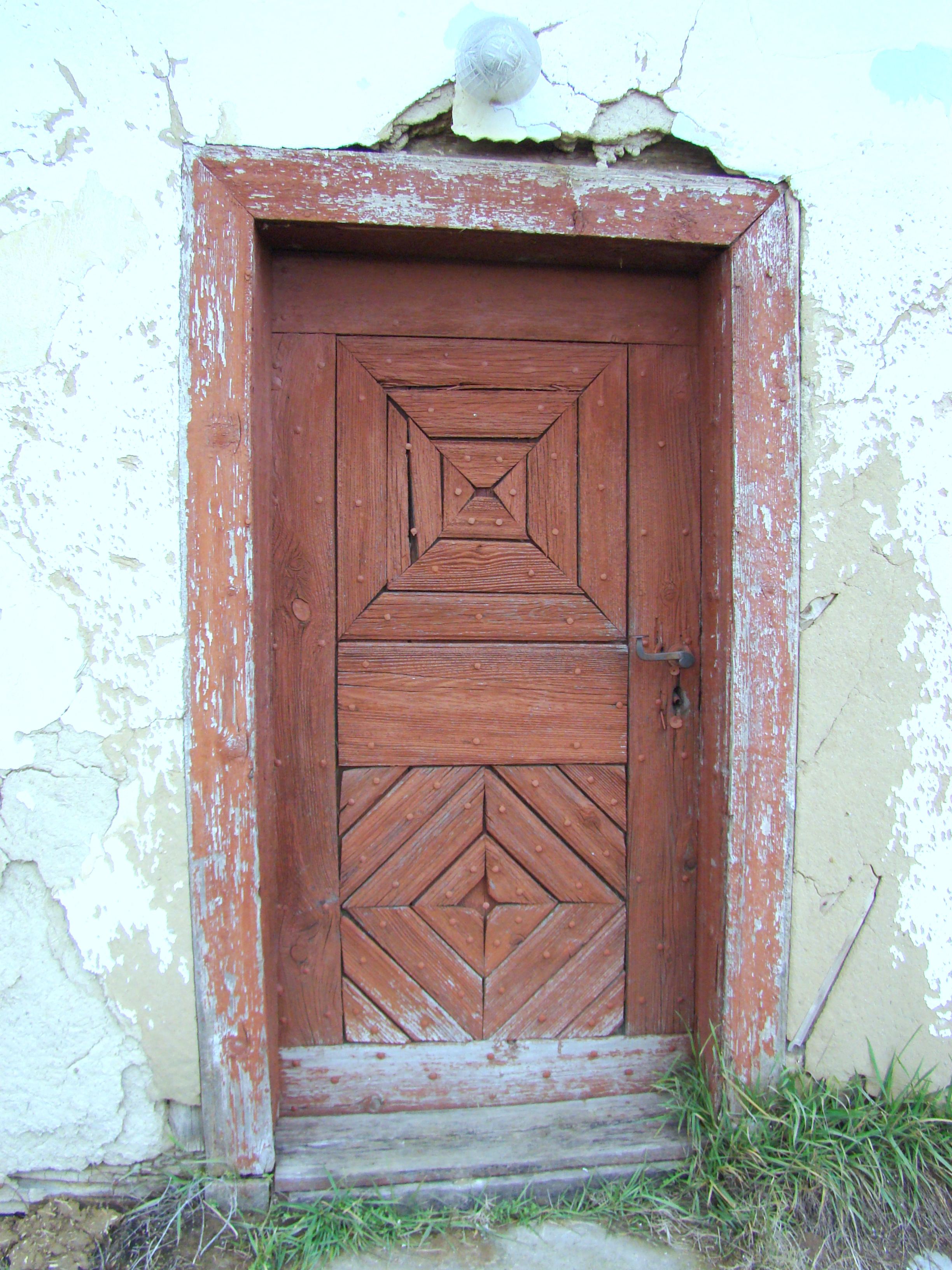
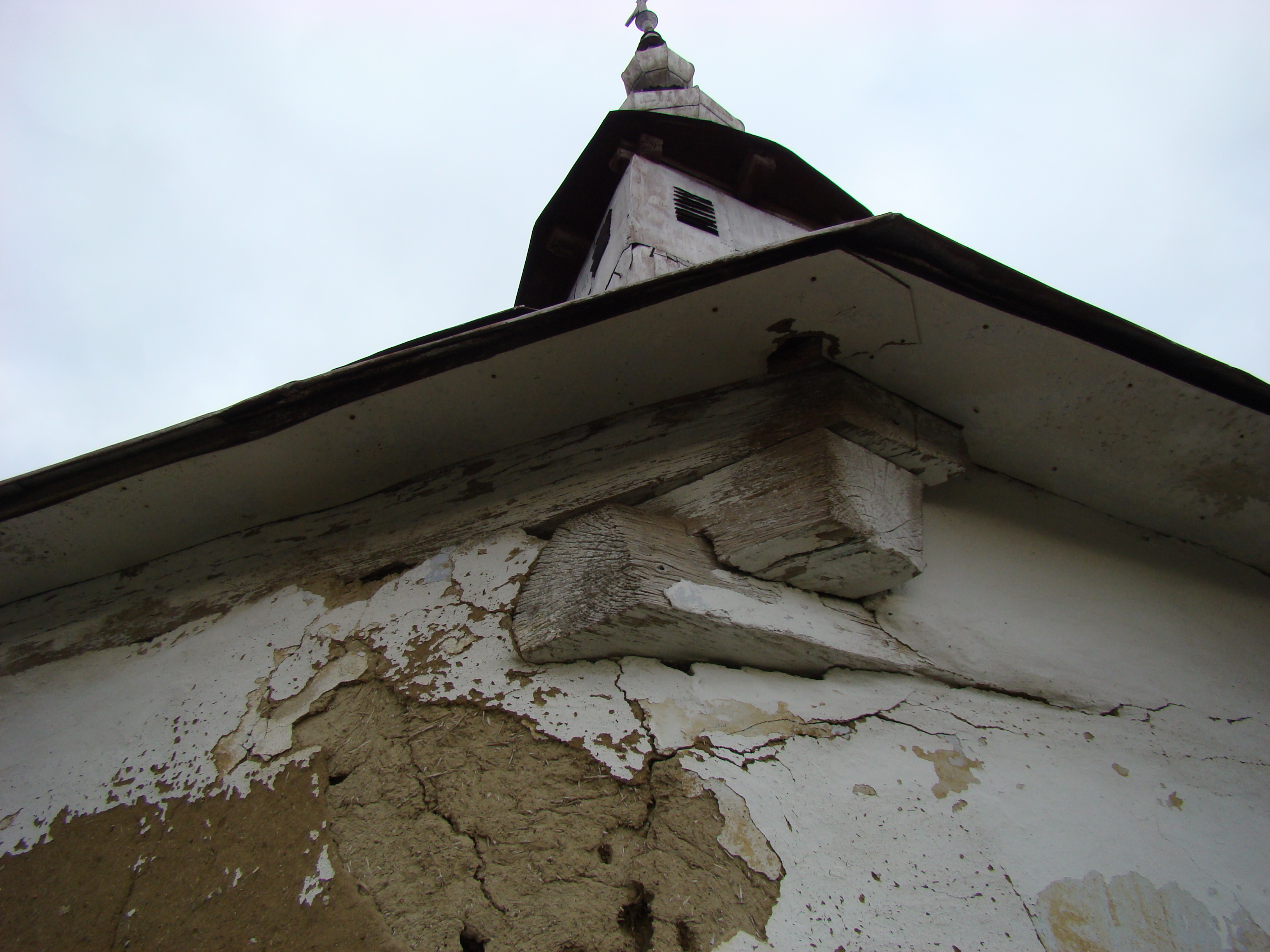
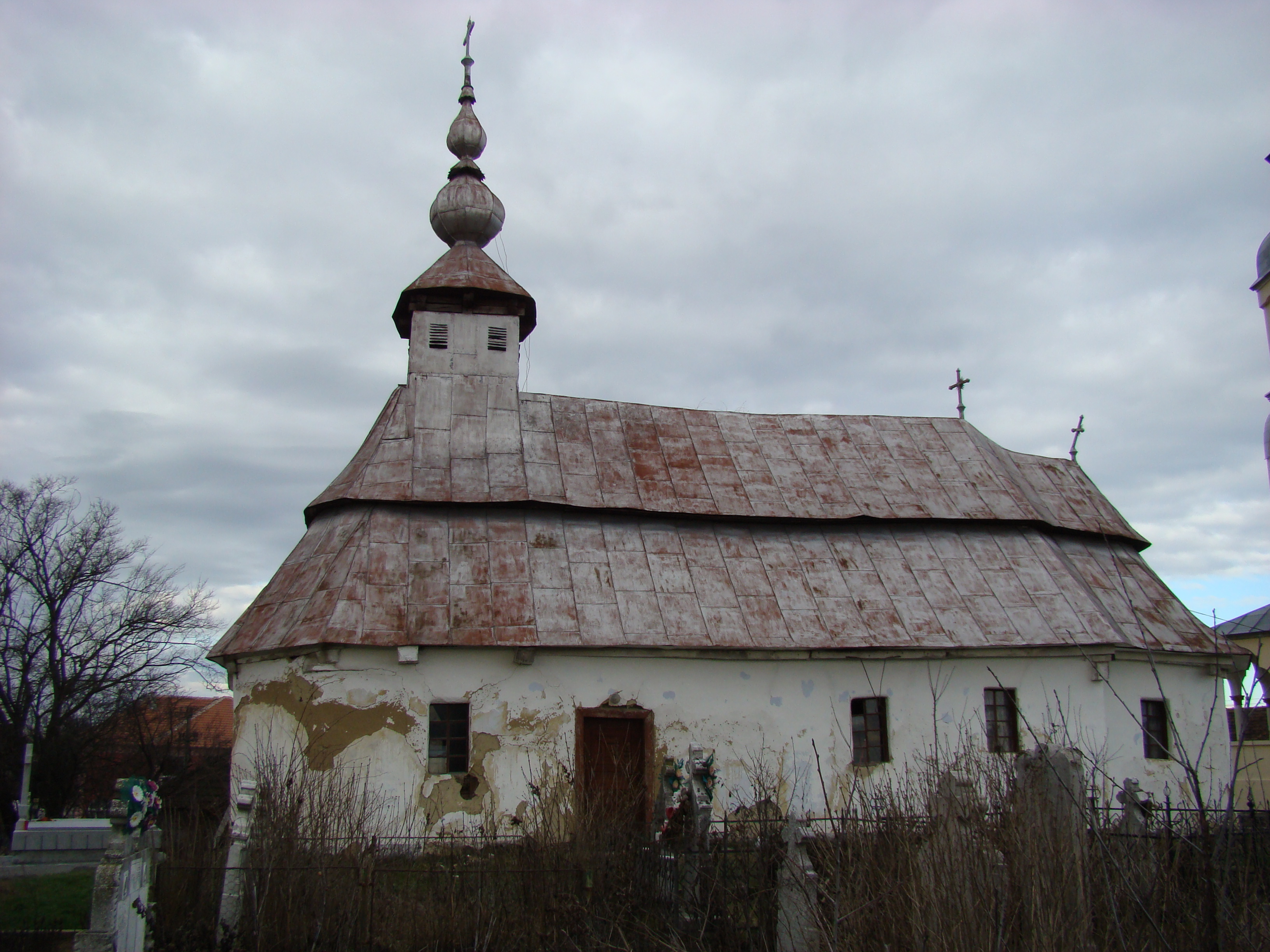
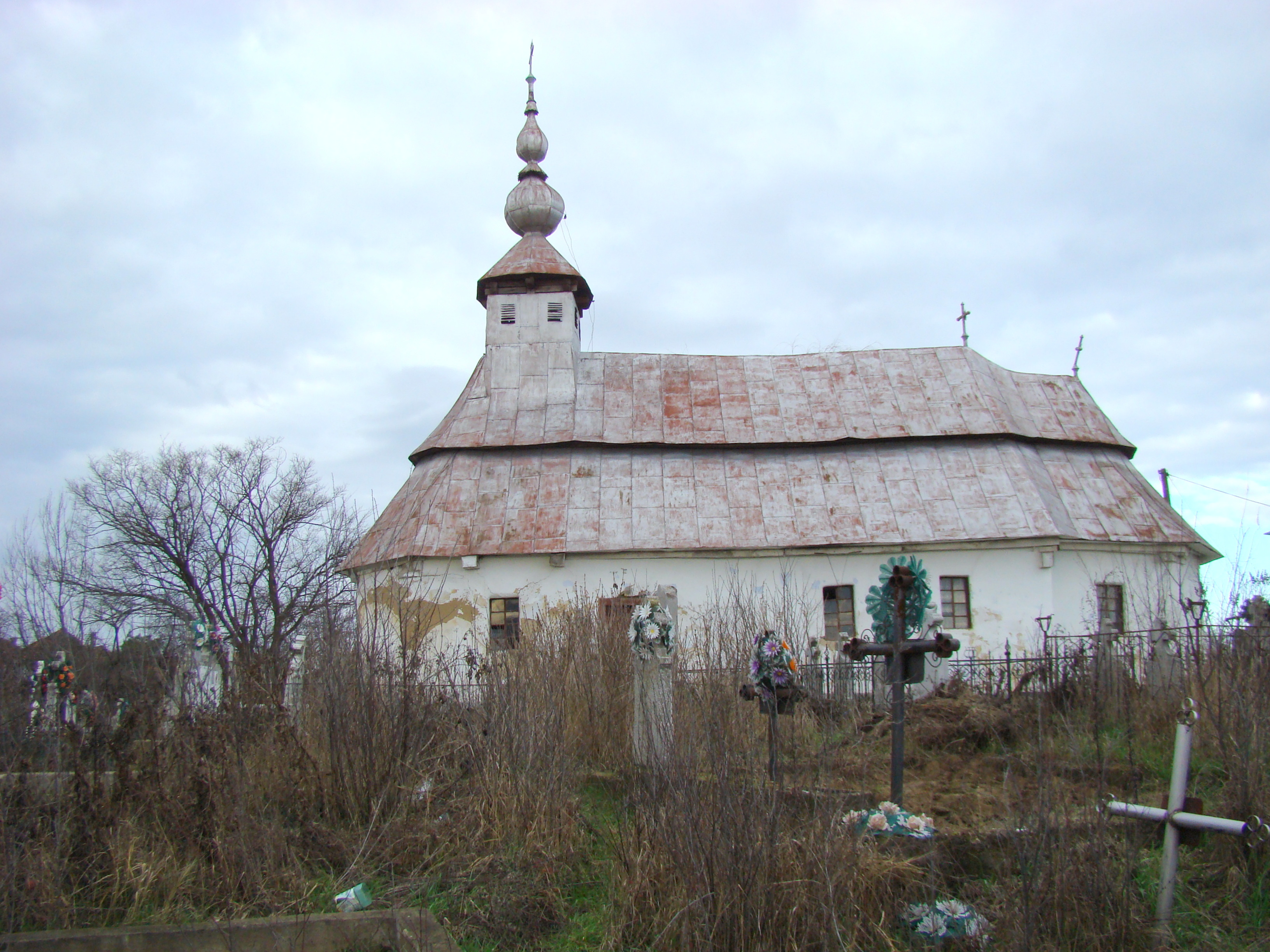
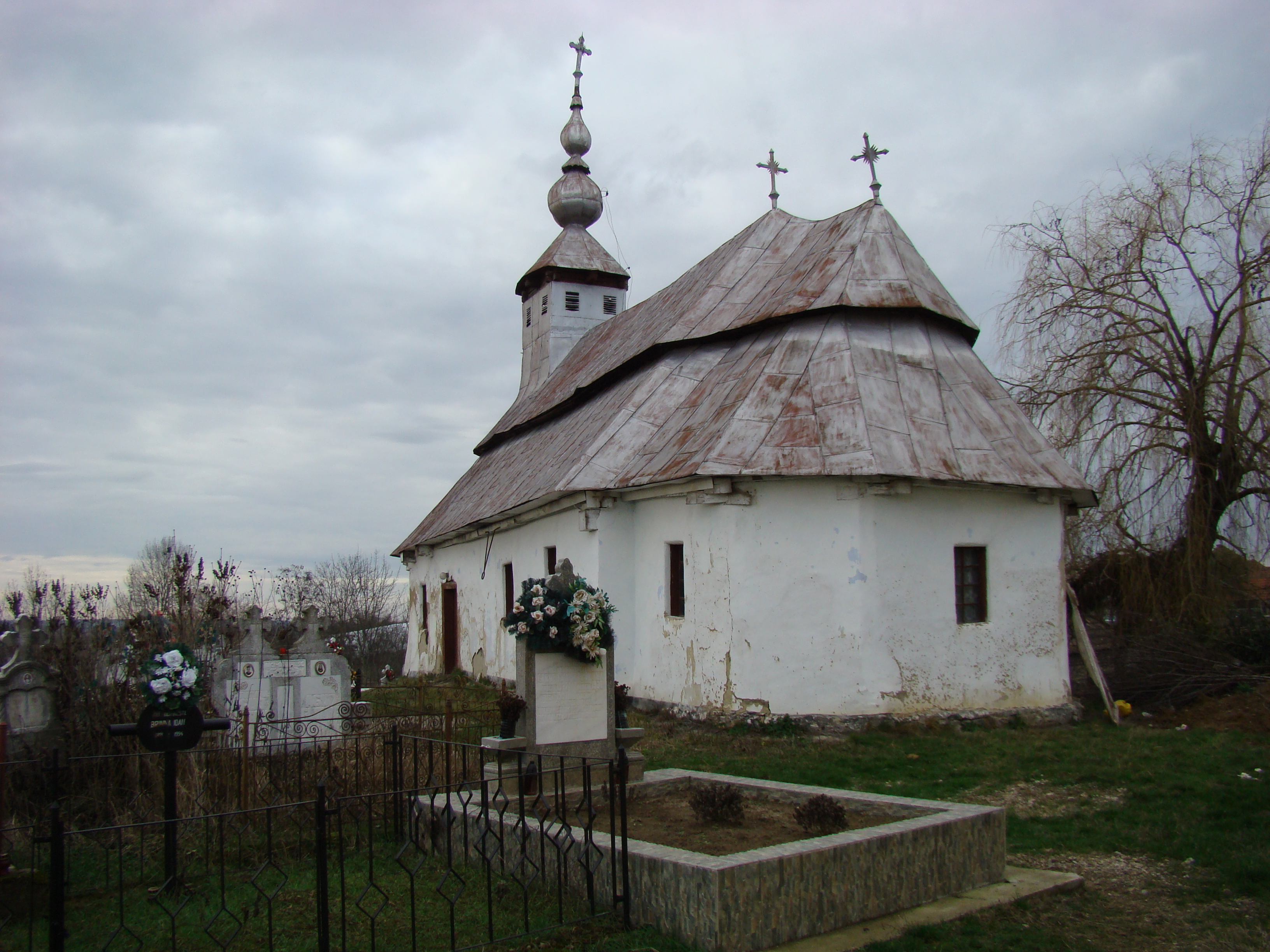
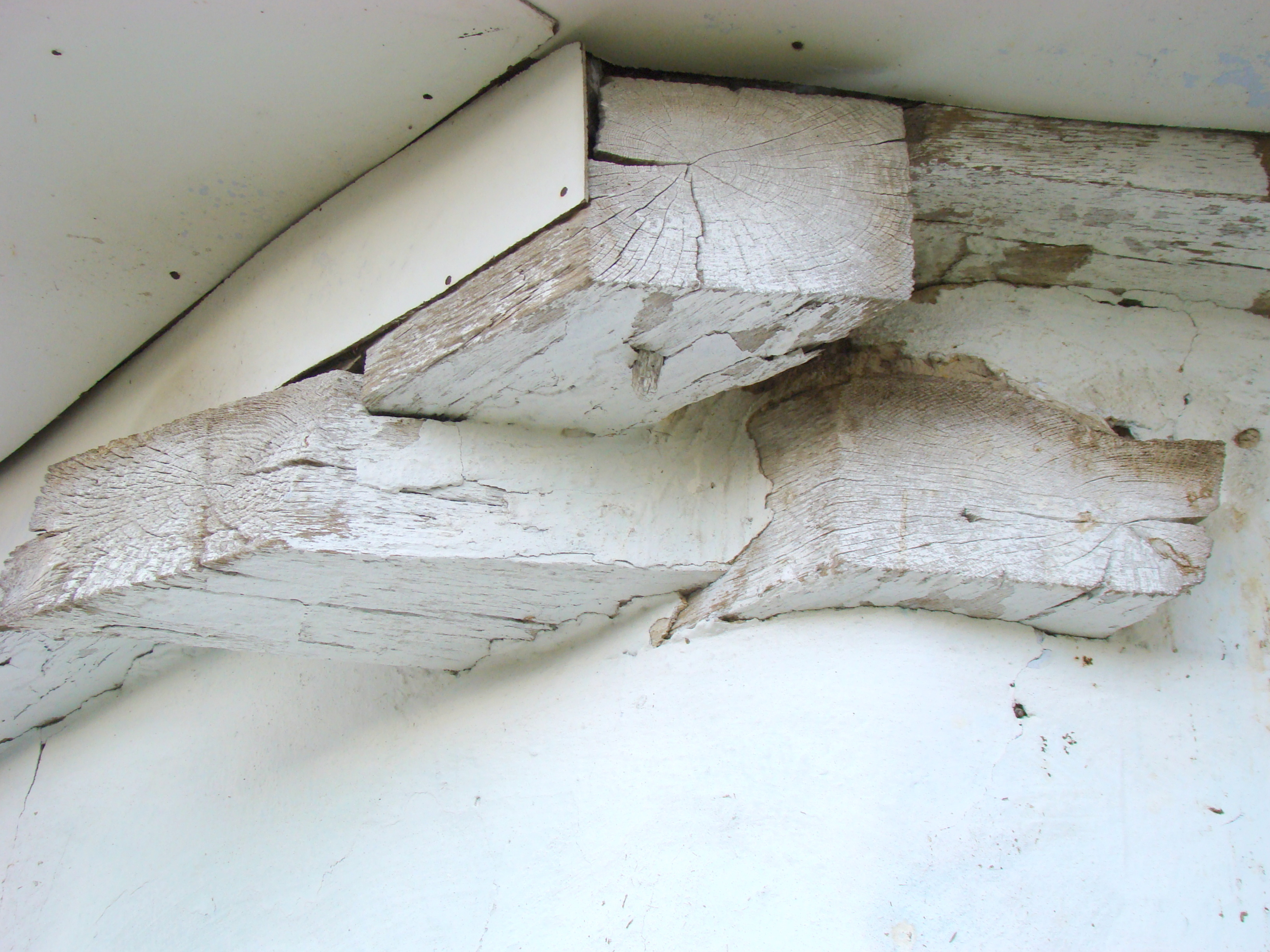
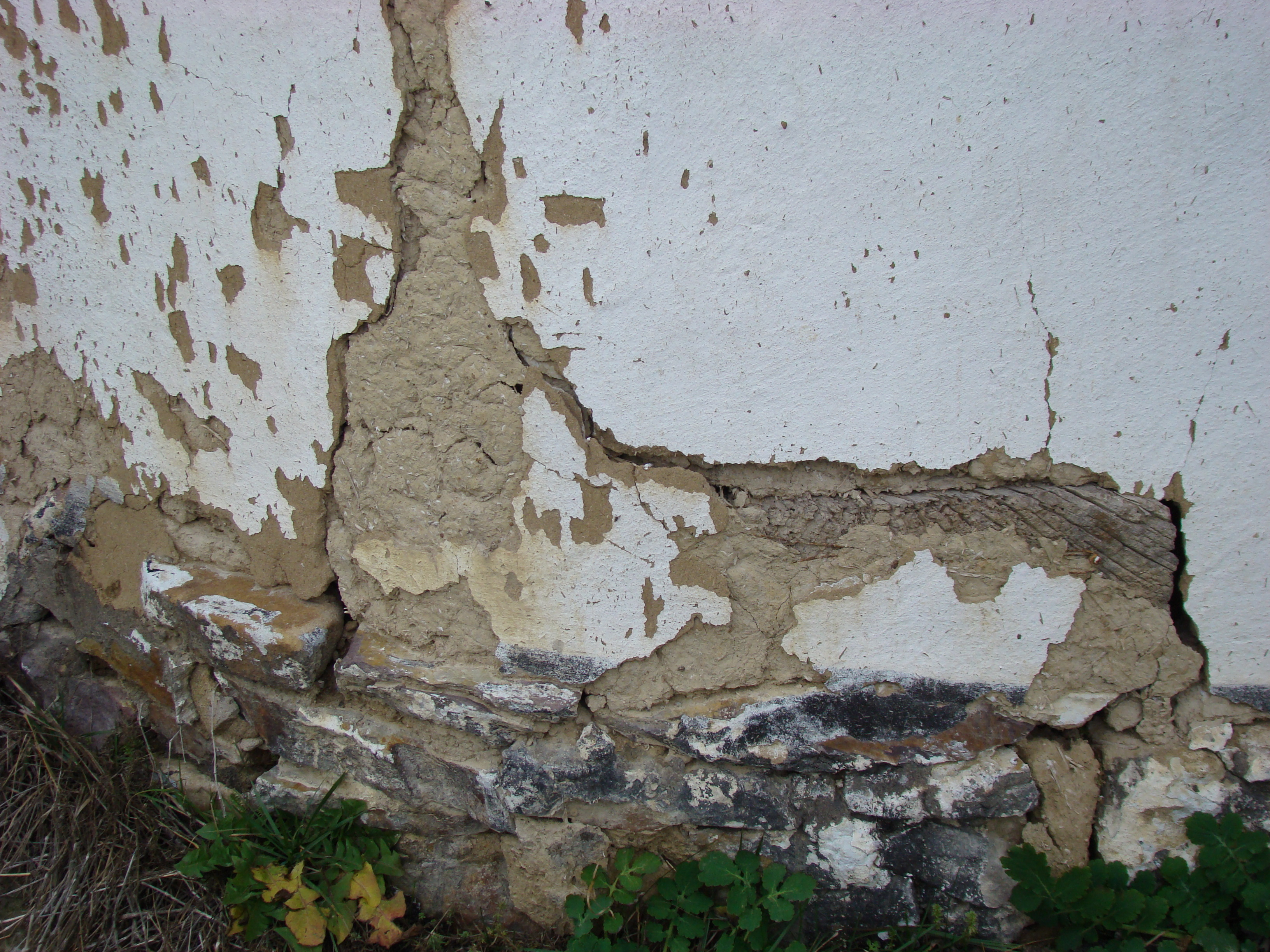
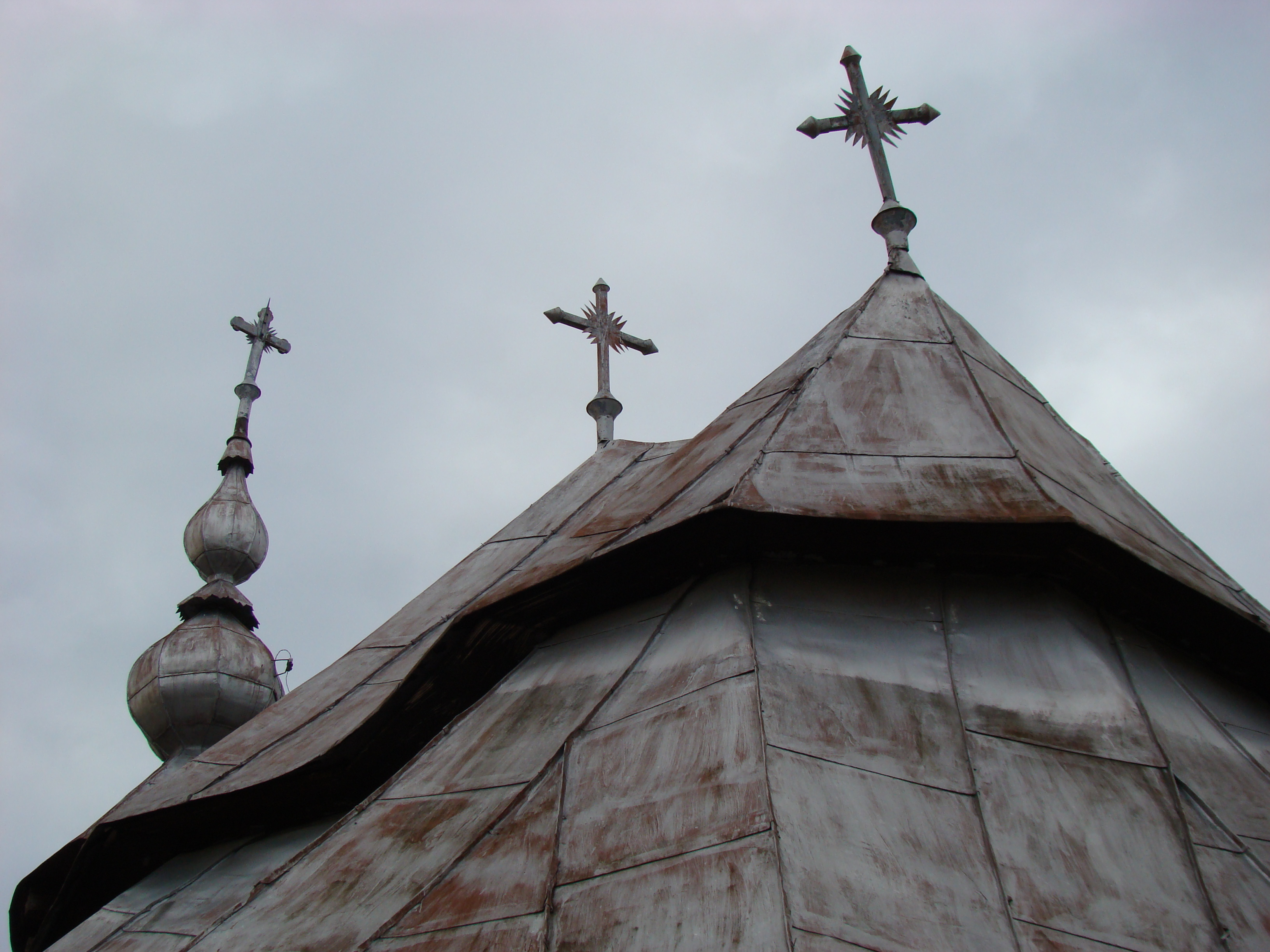
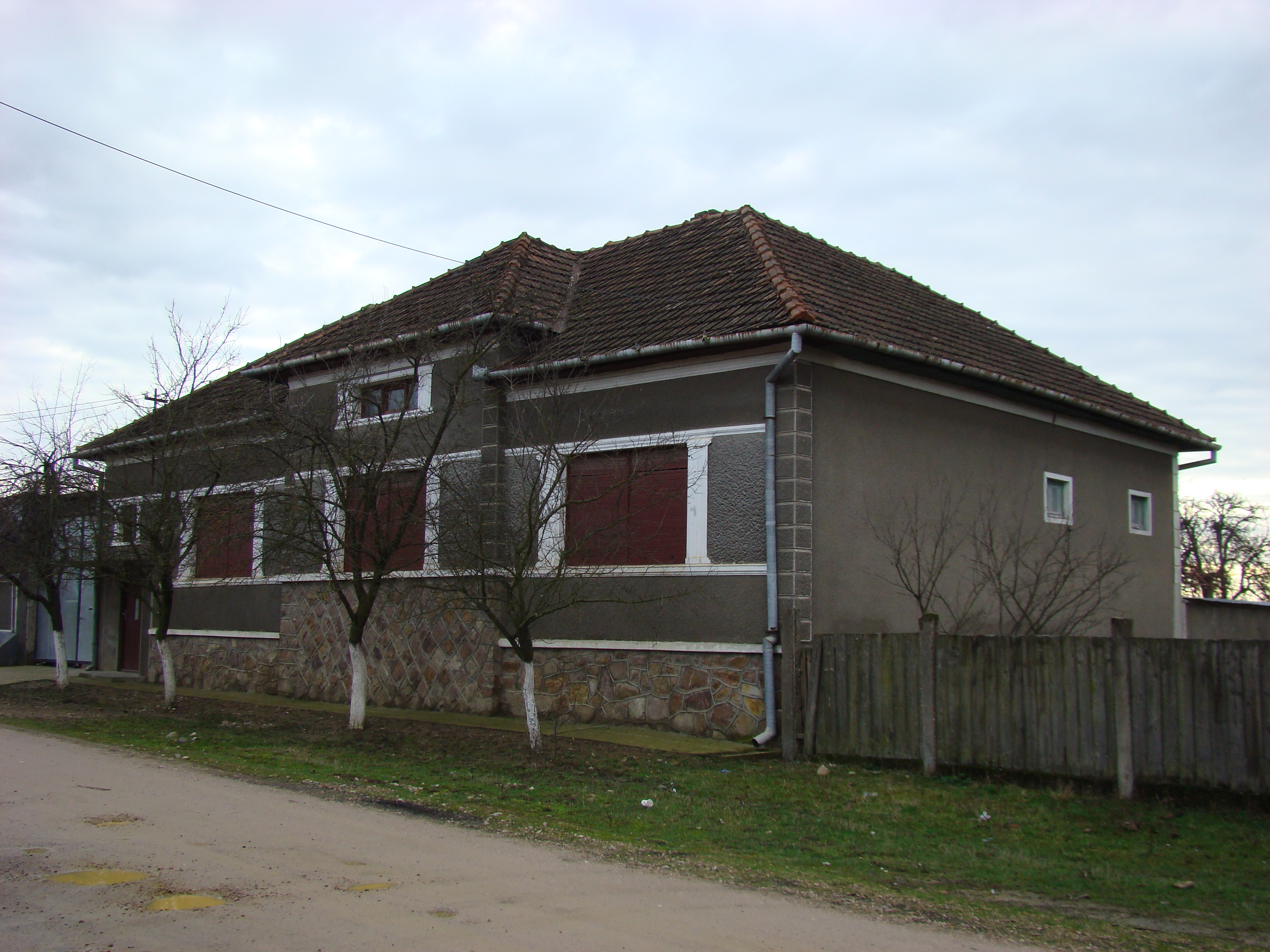
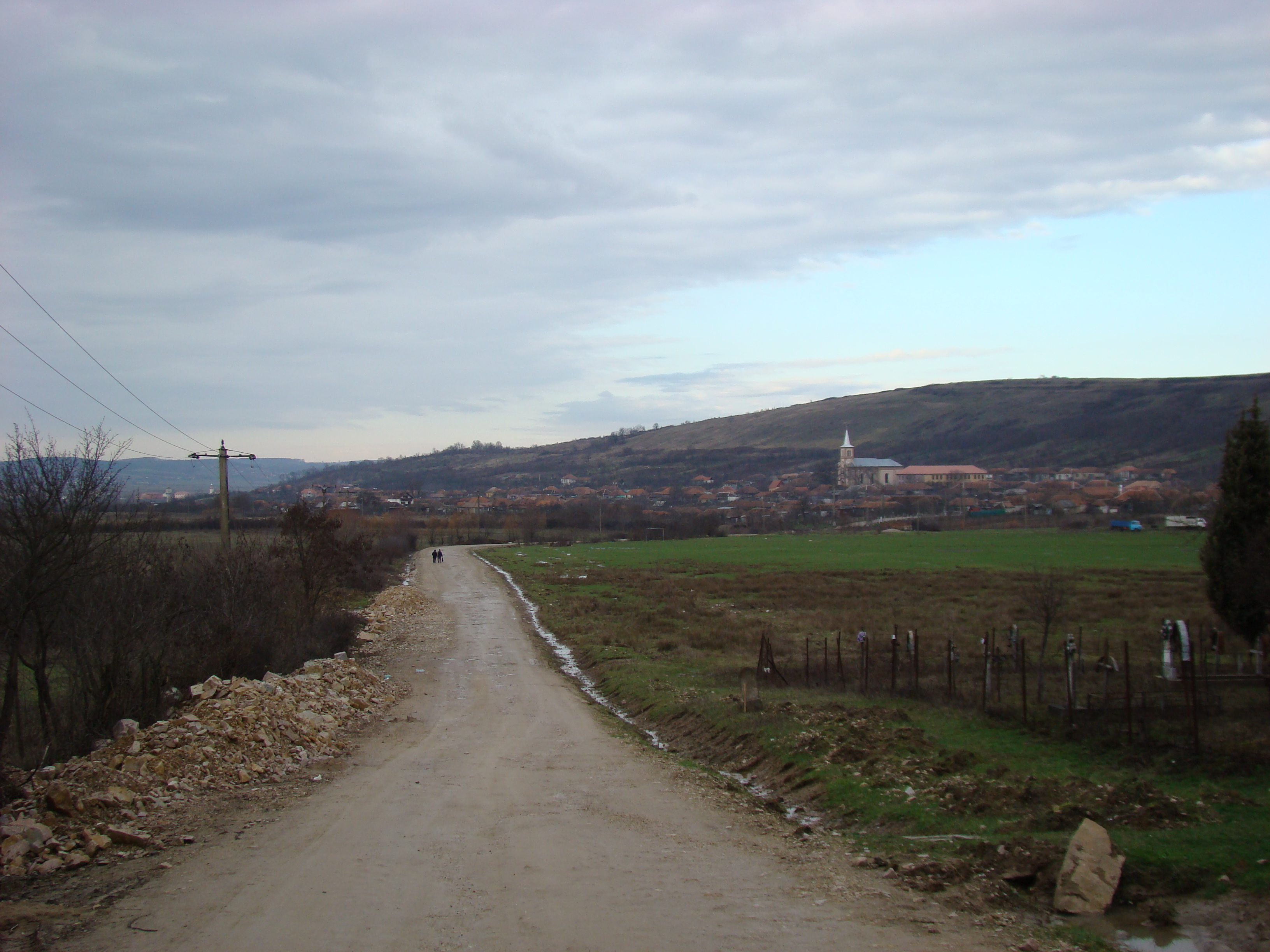

## Imagini din interior

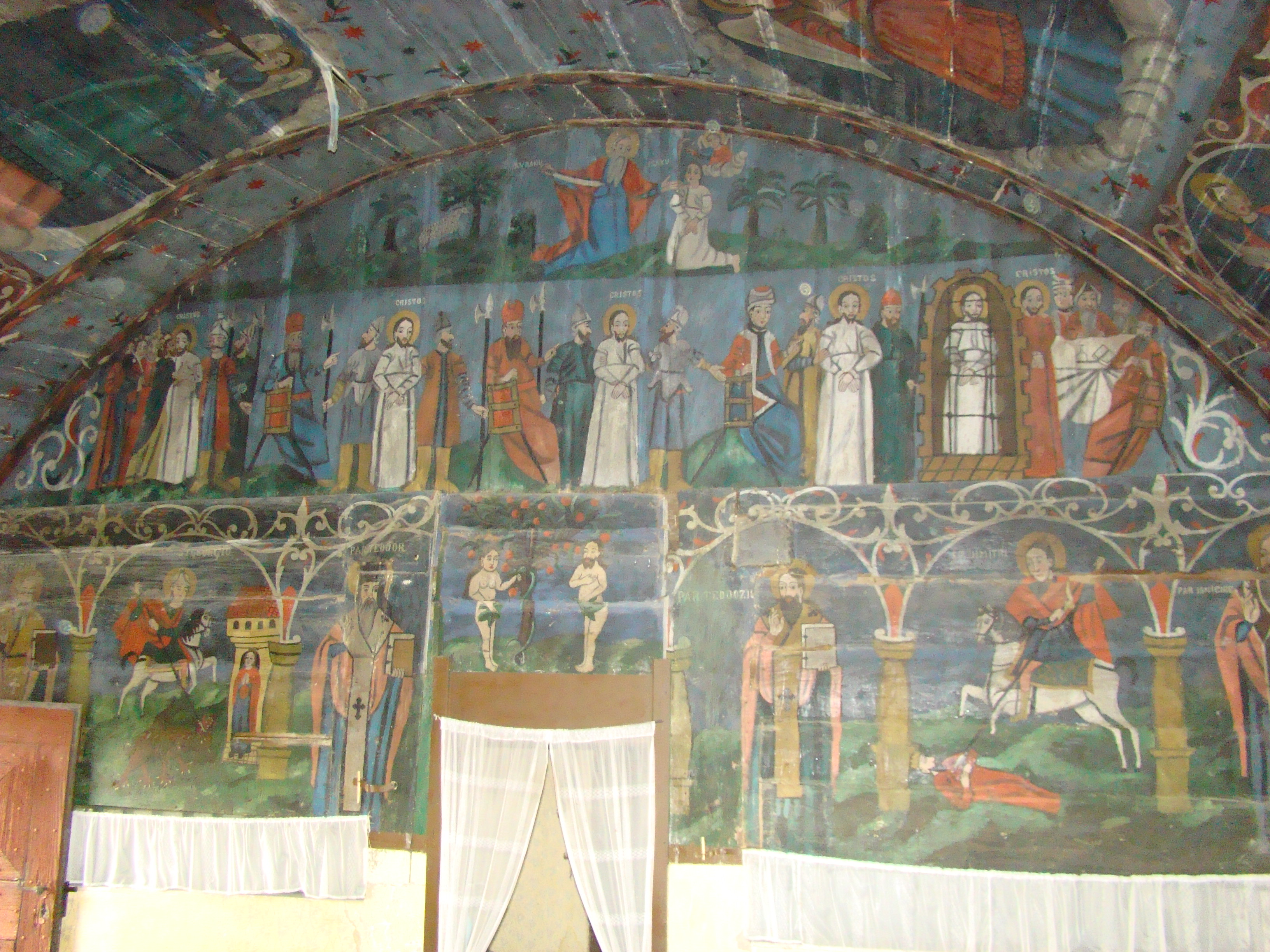
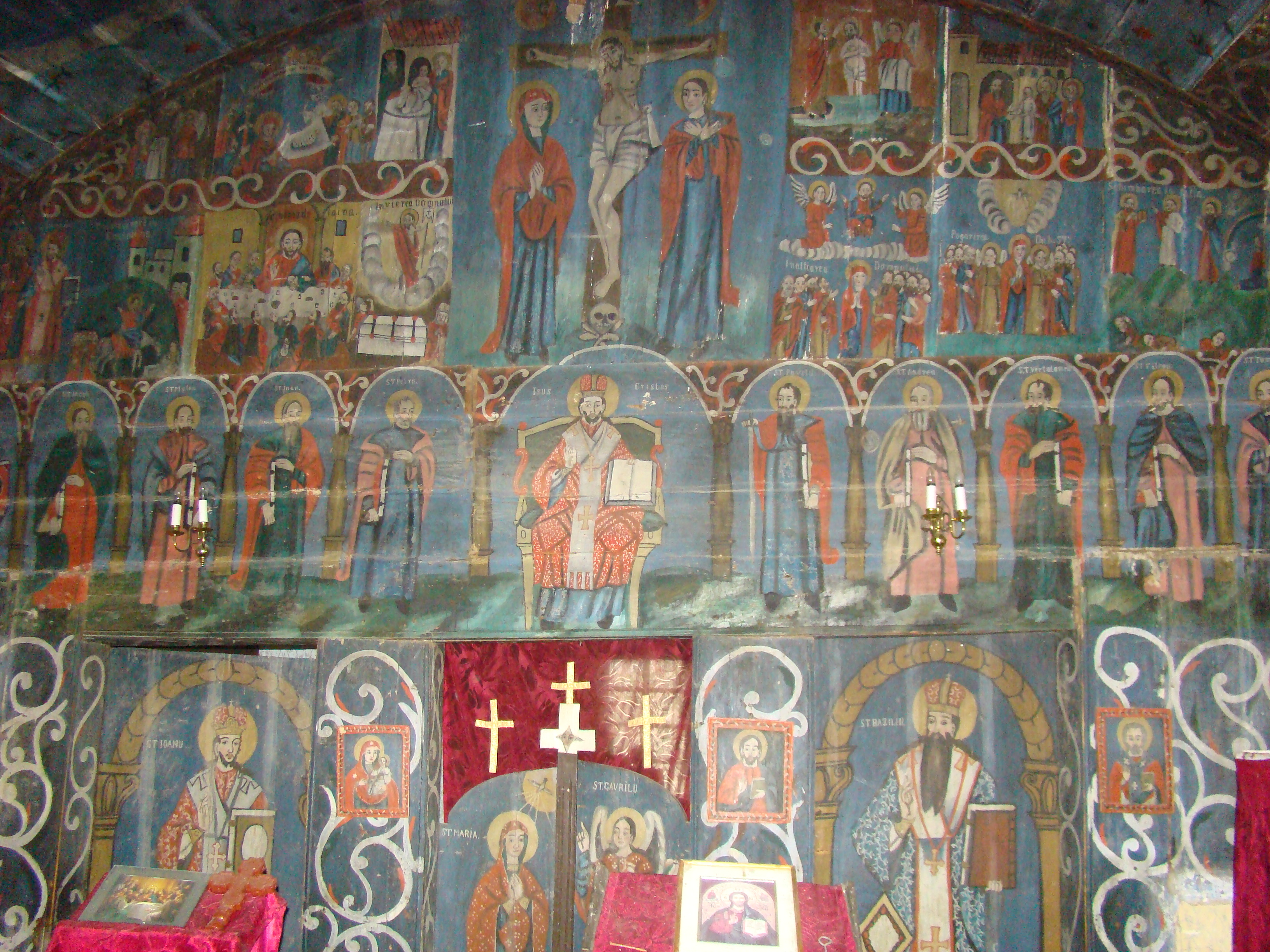
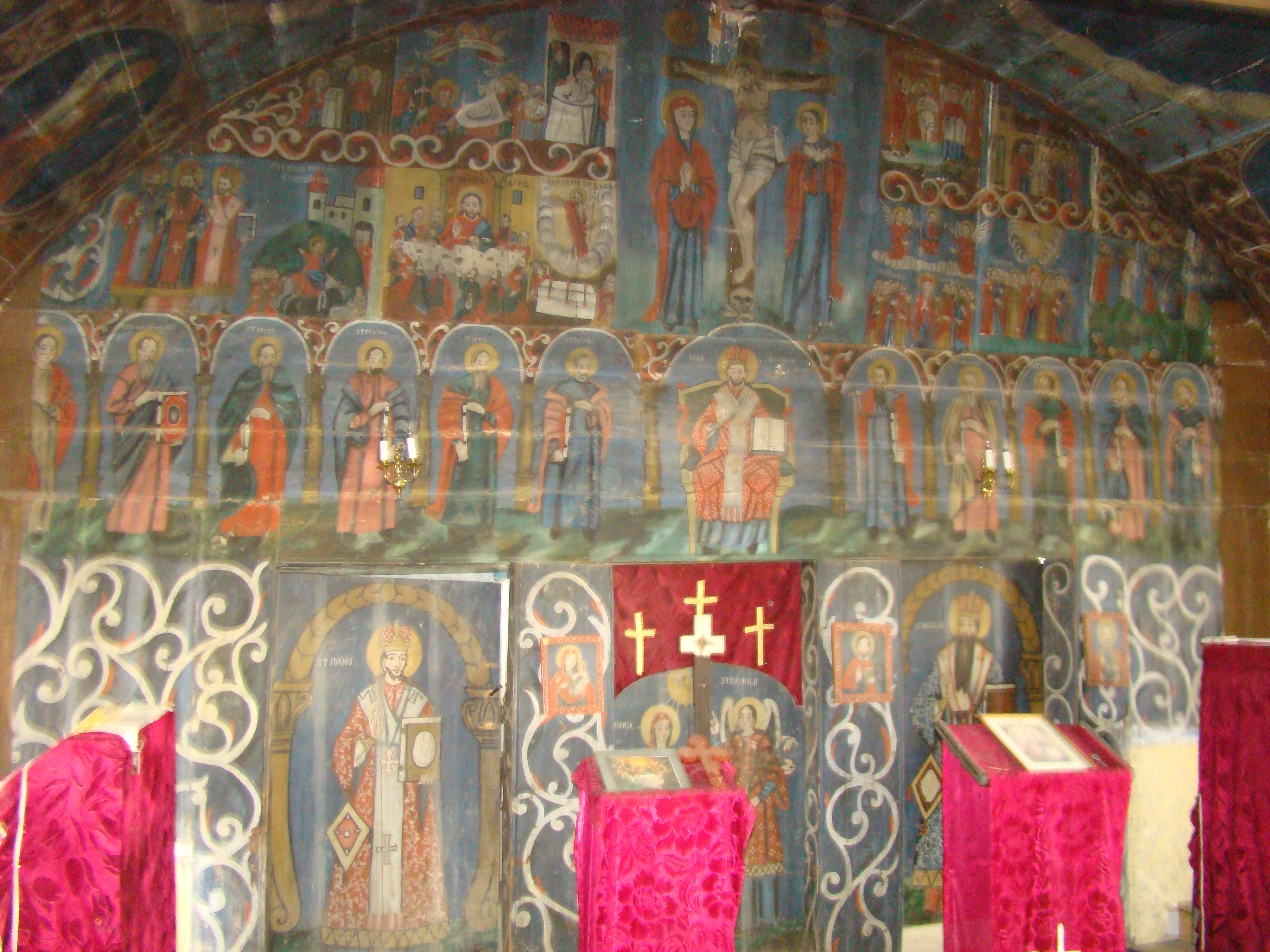
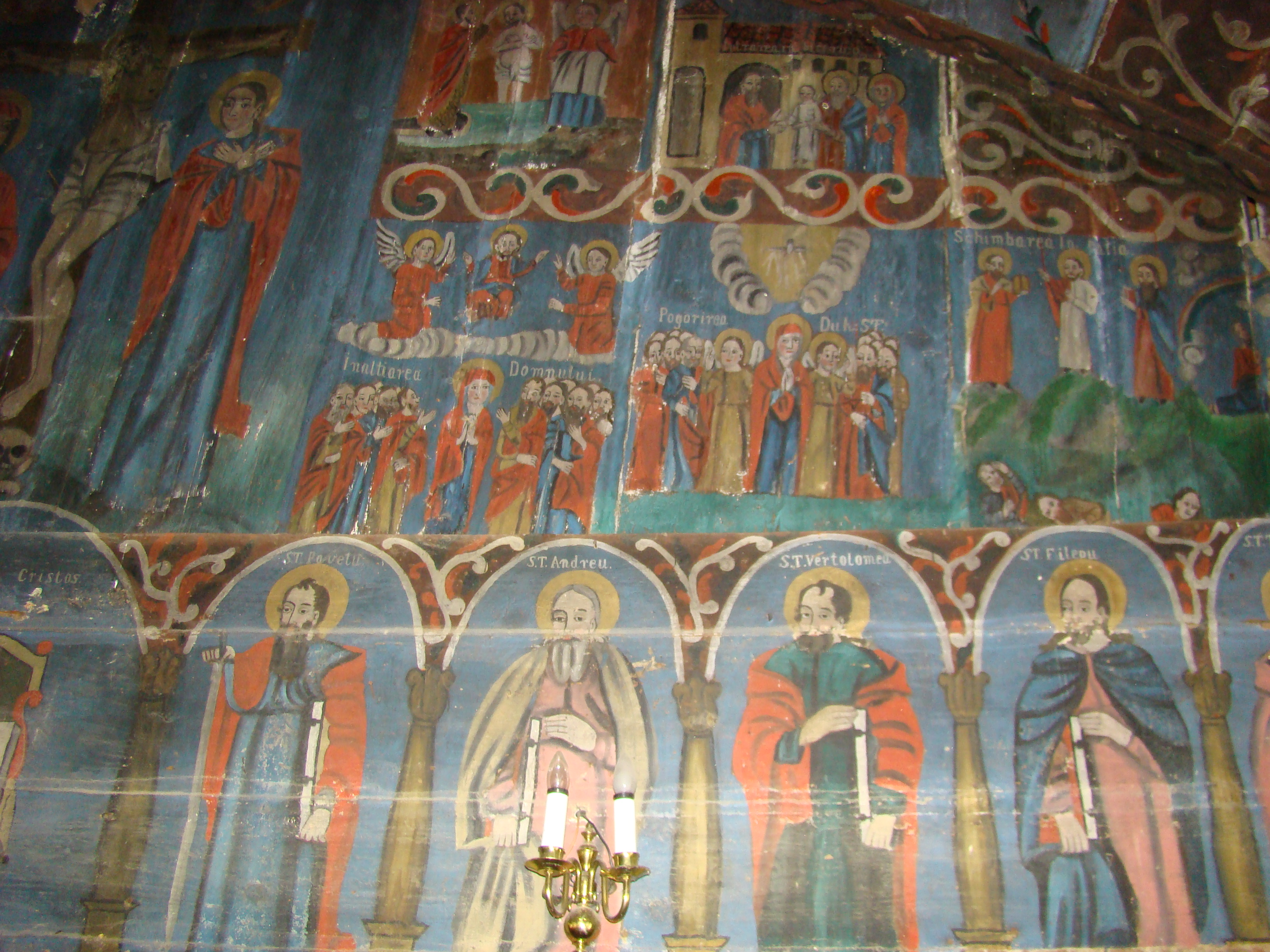
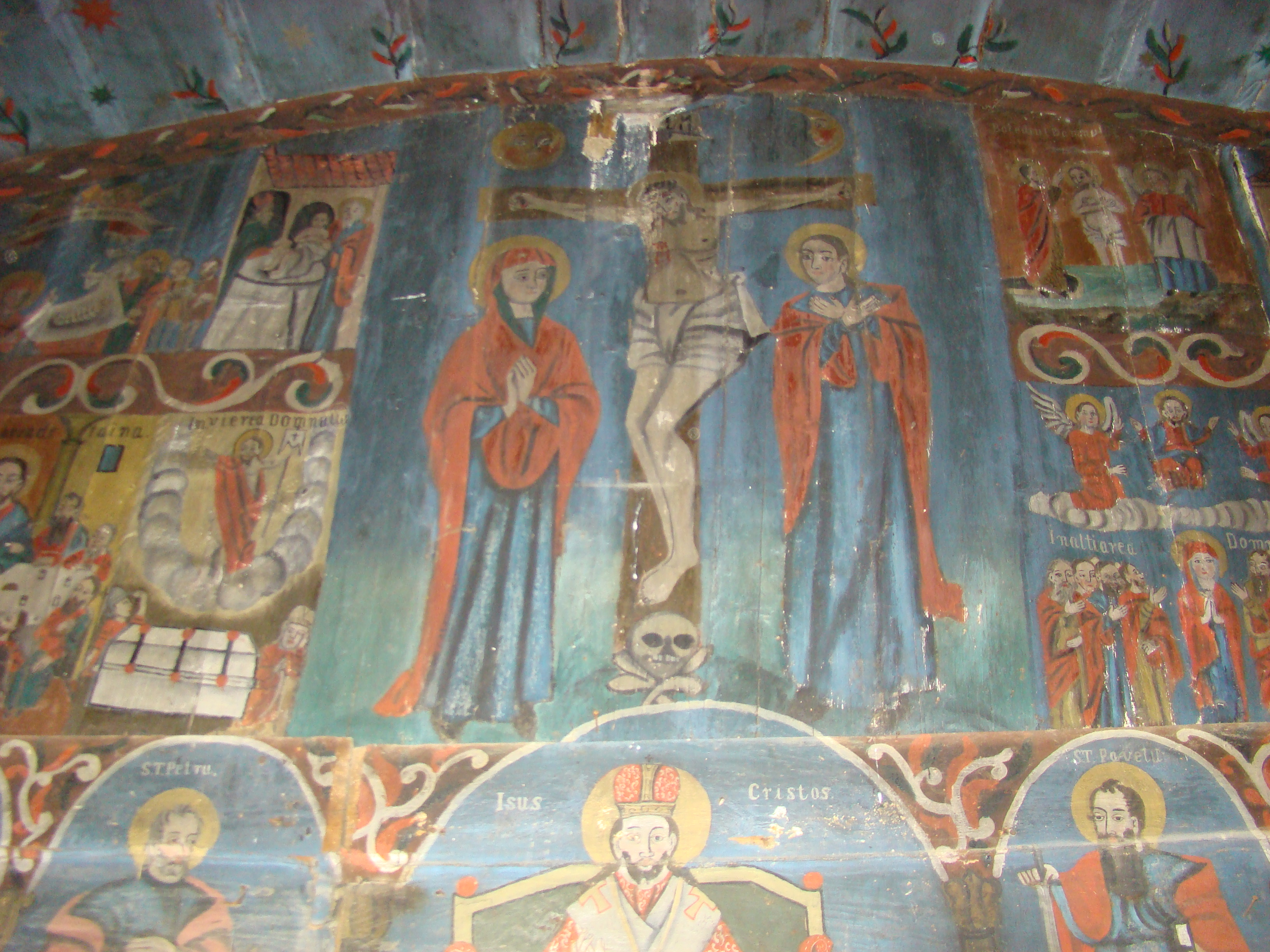
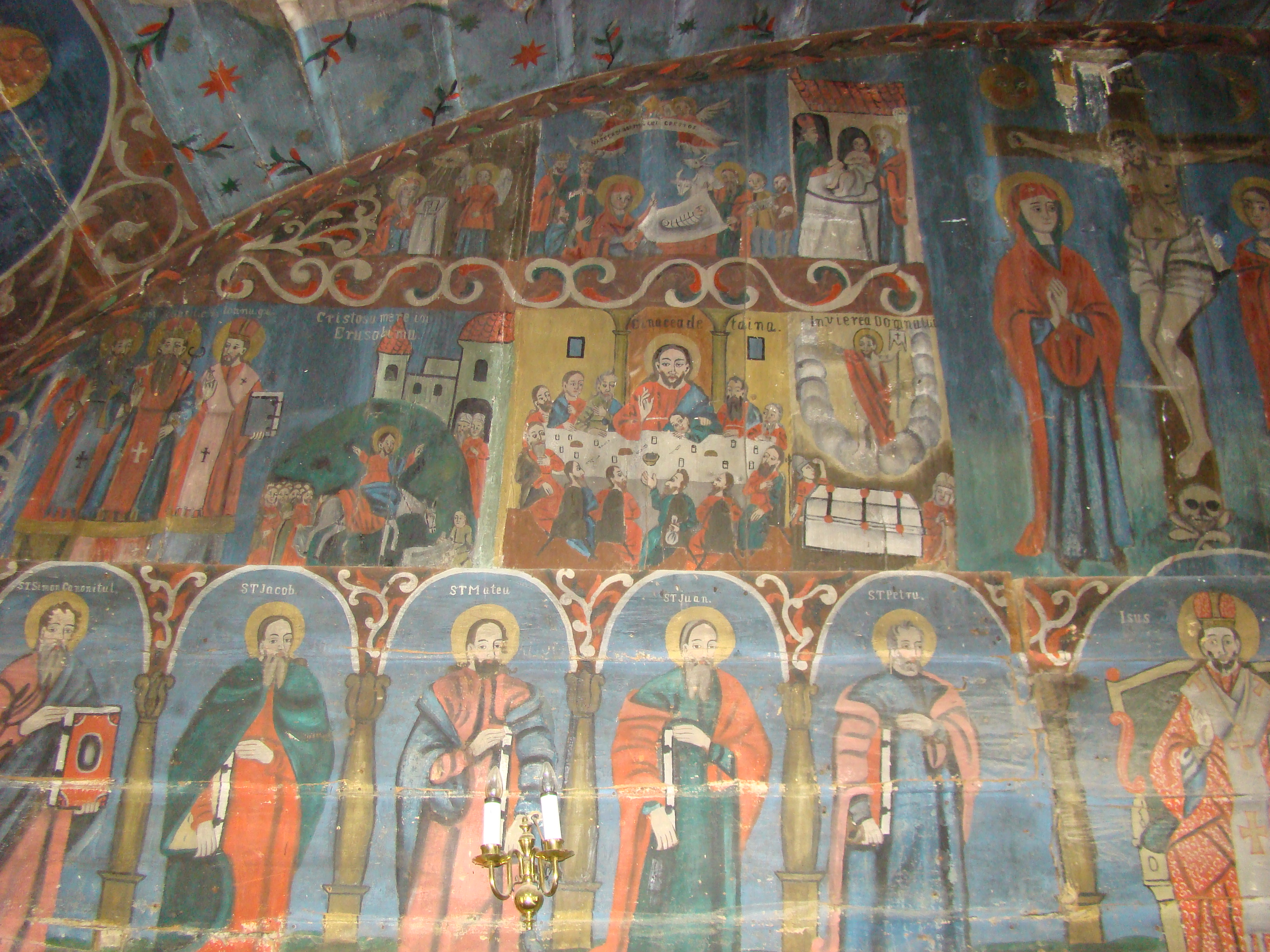
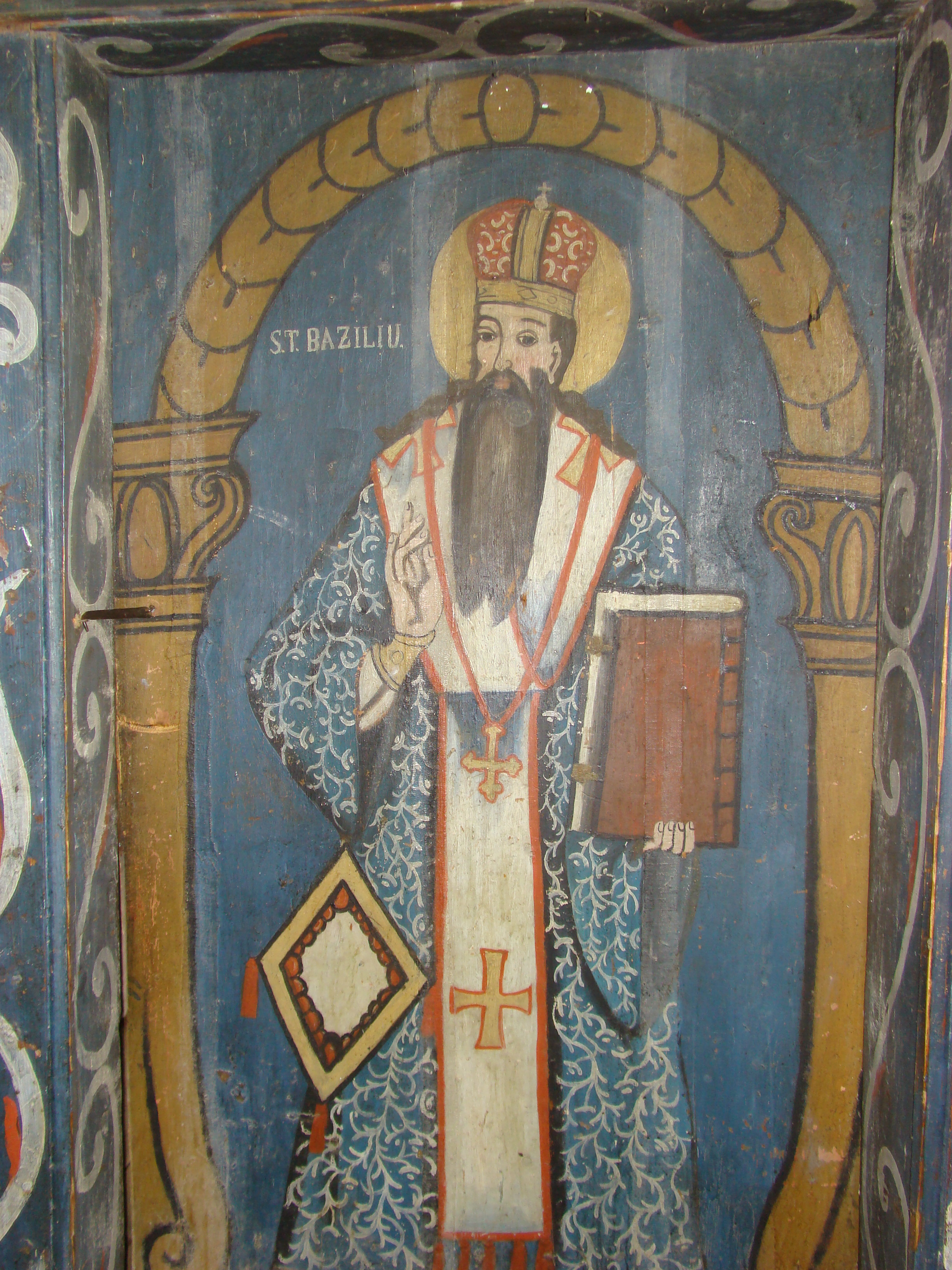
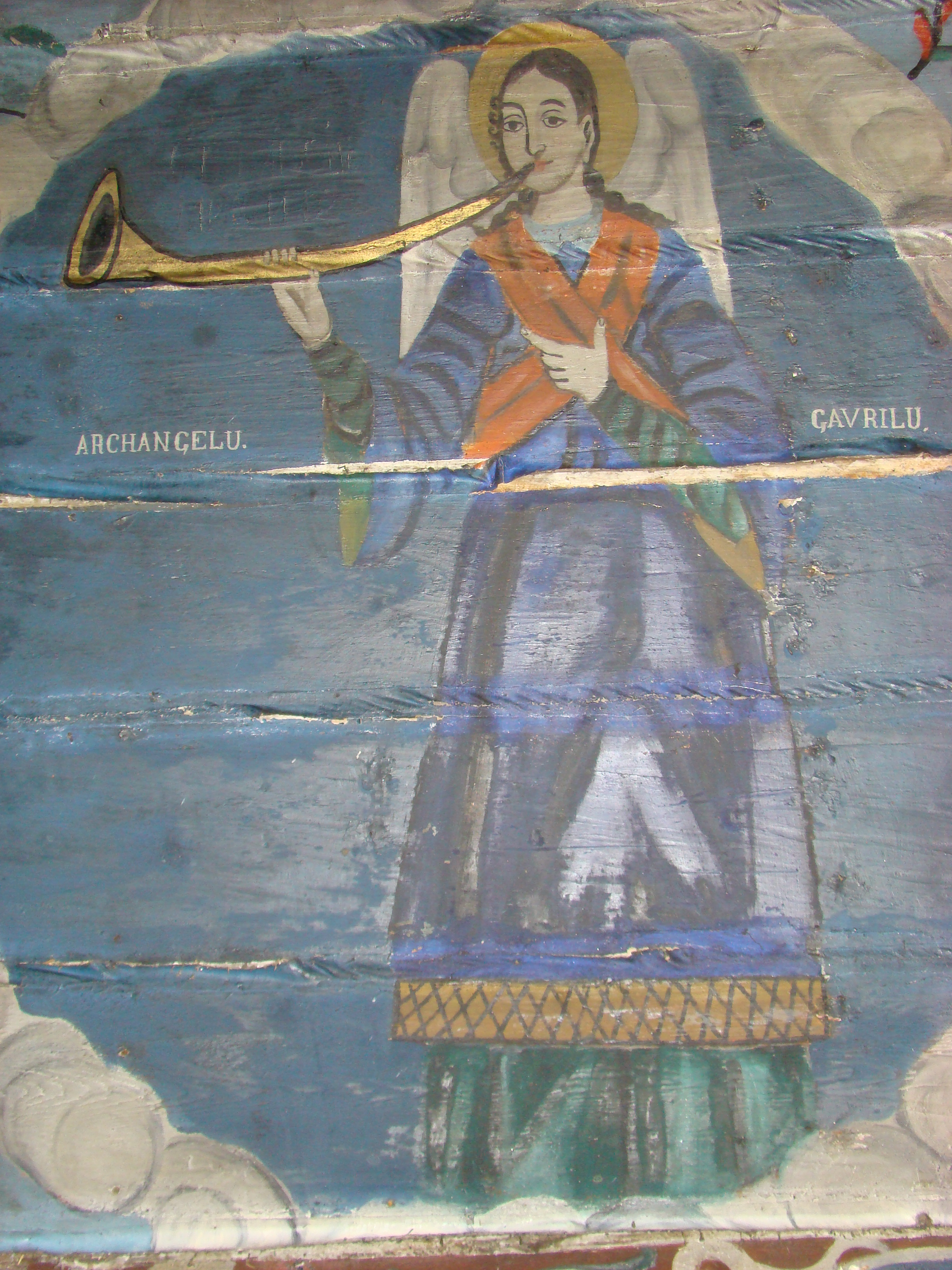
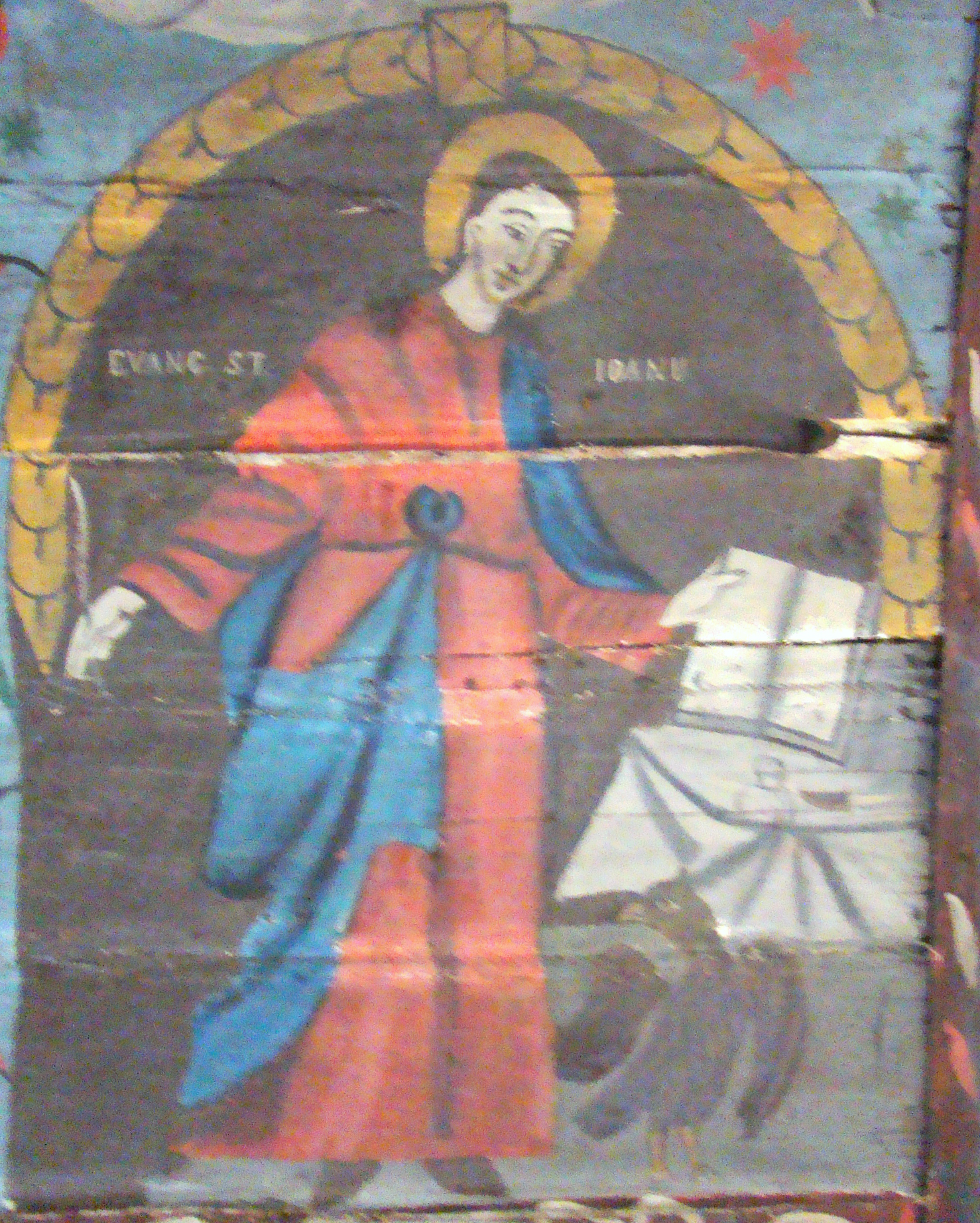
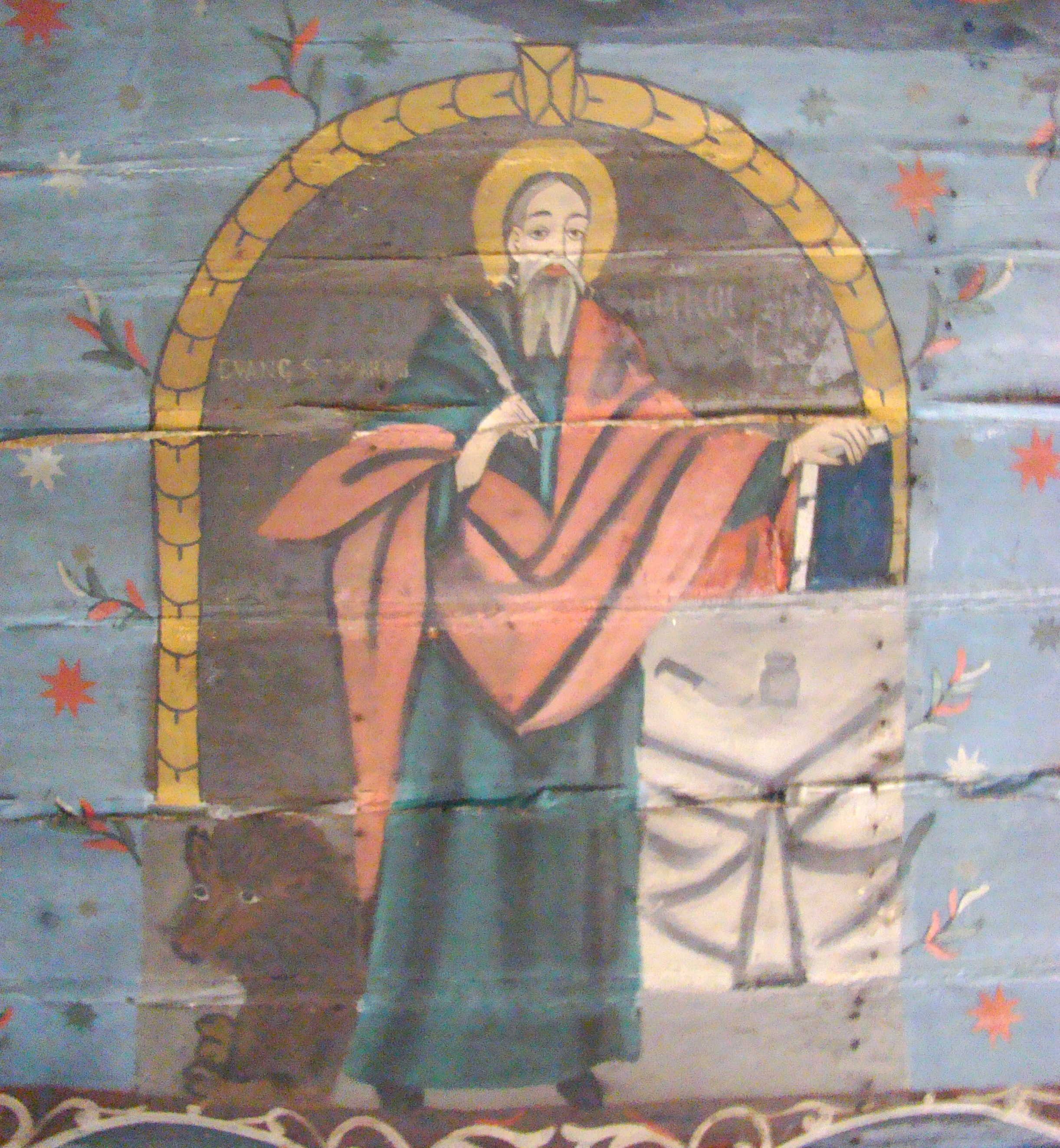
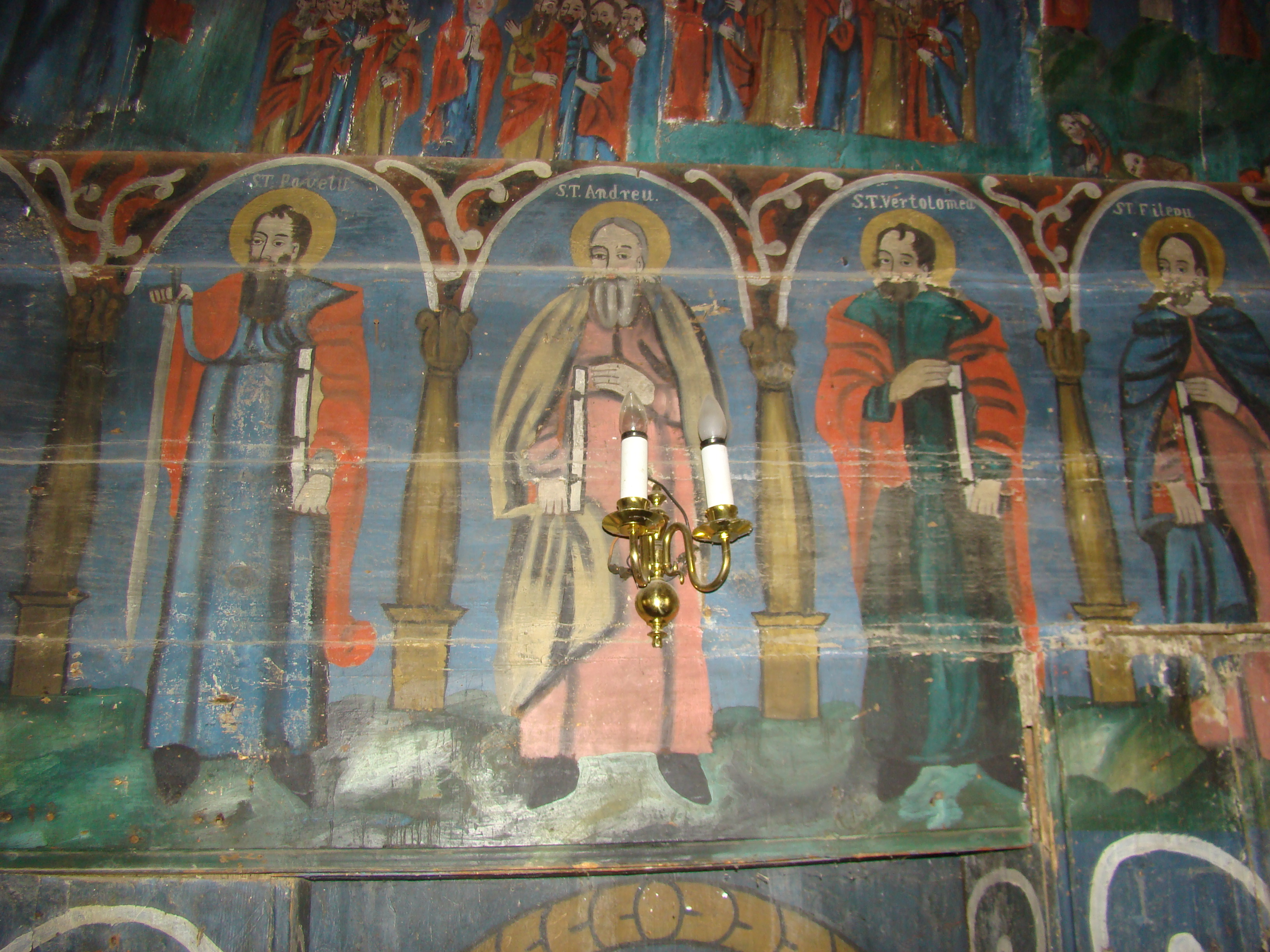
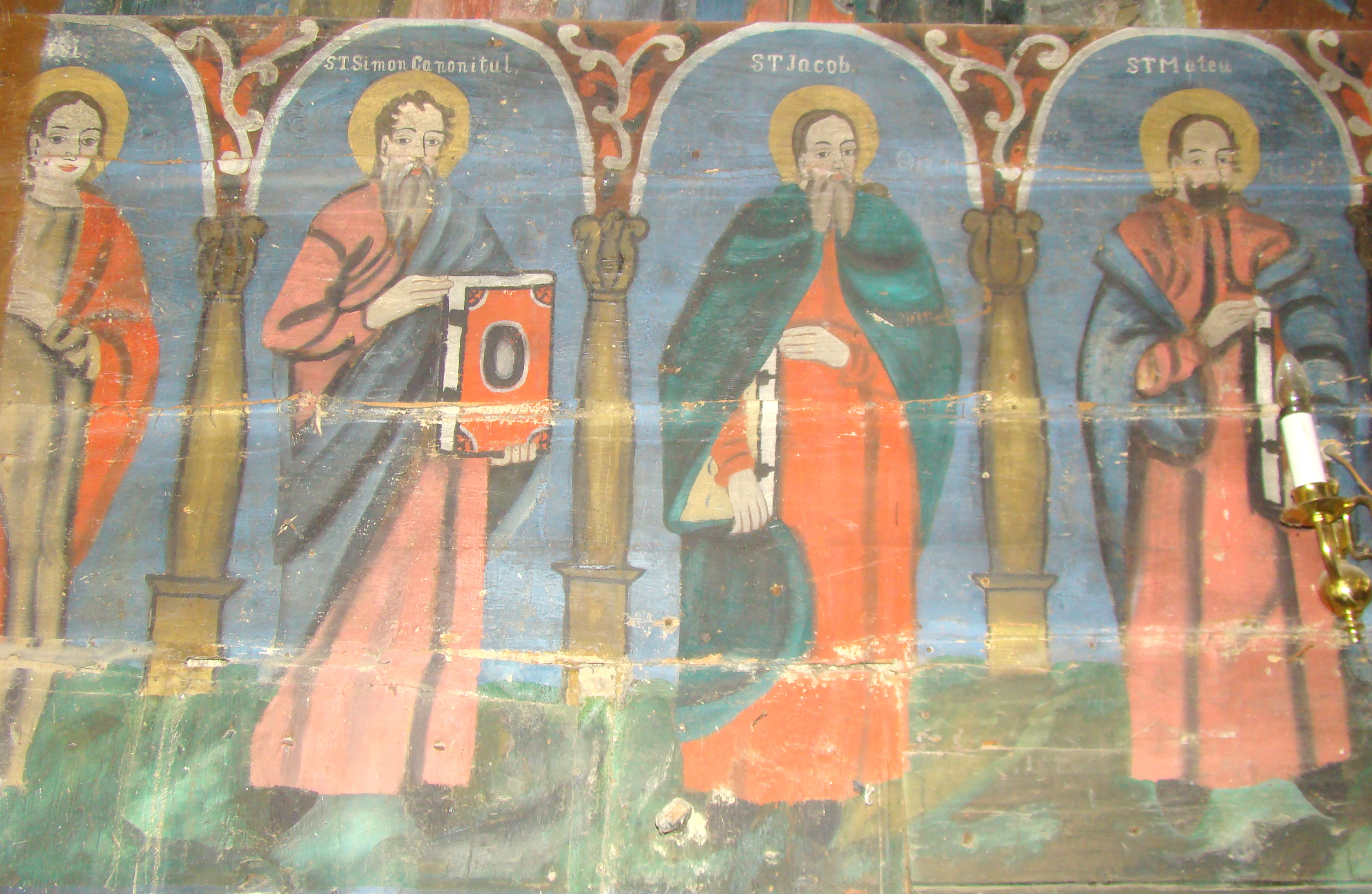
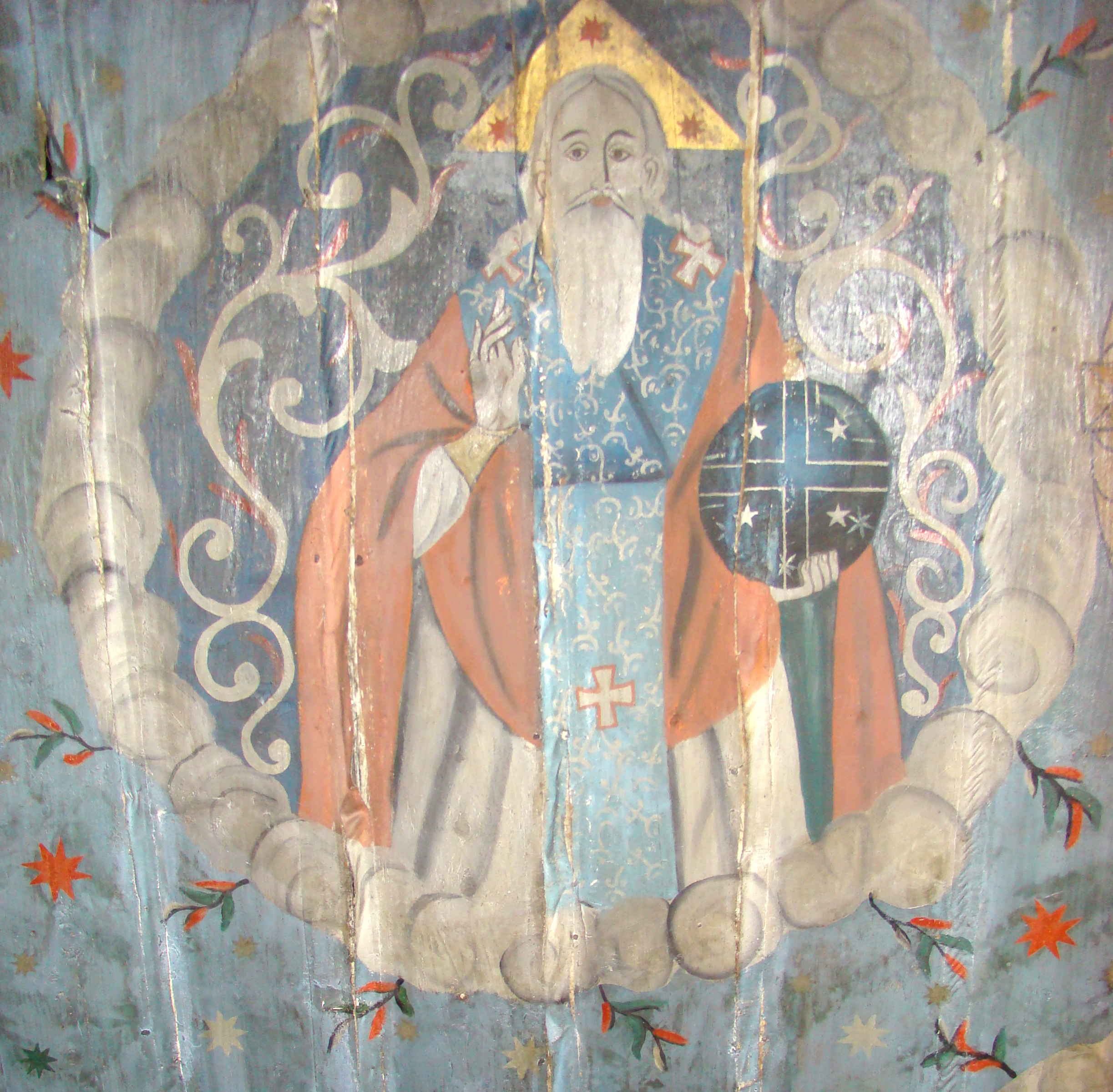
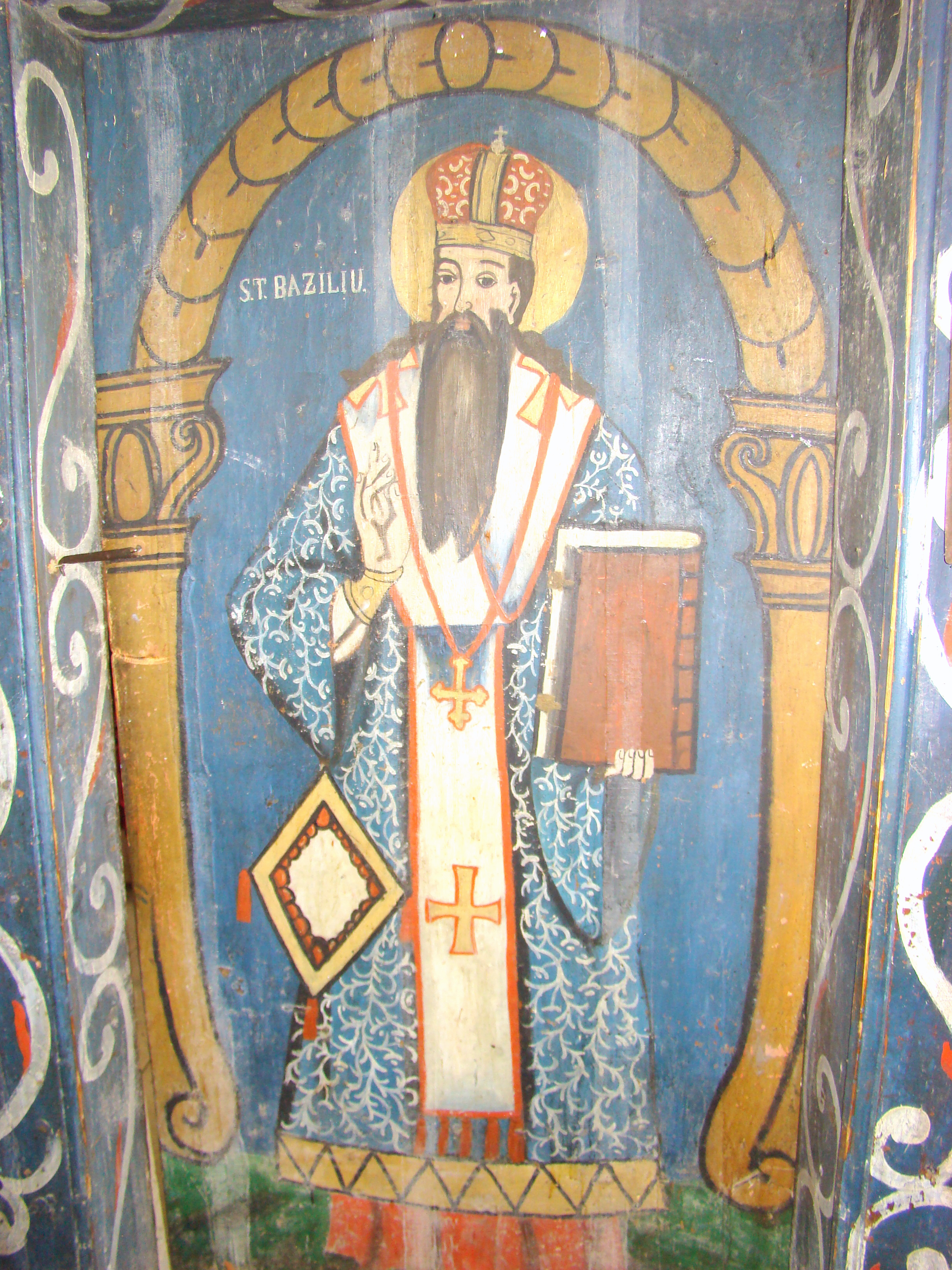
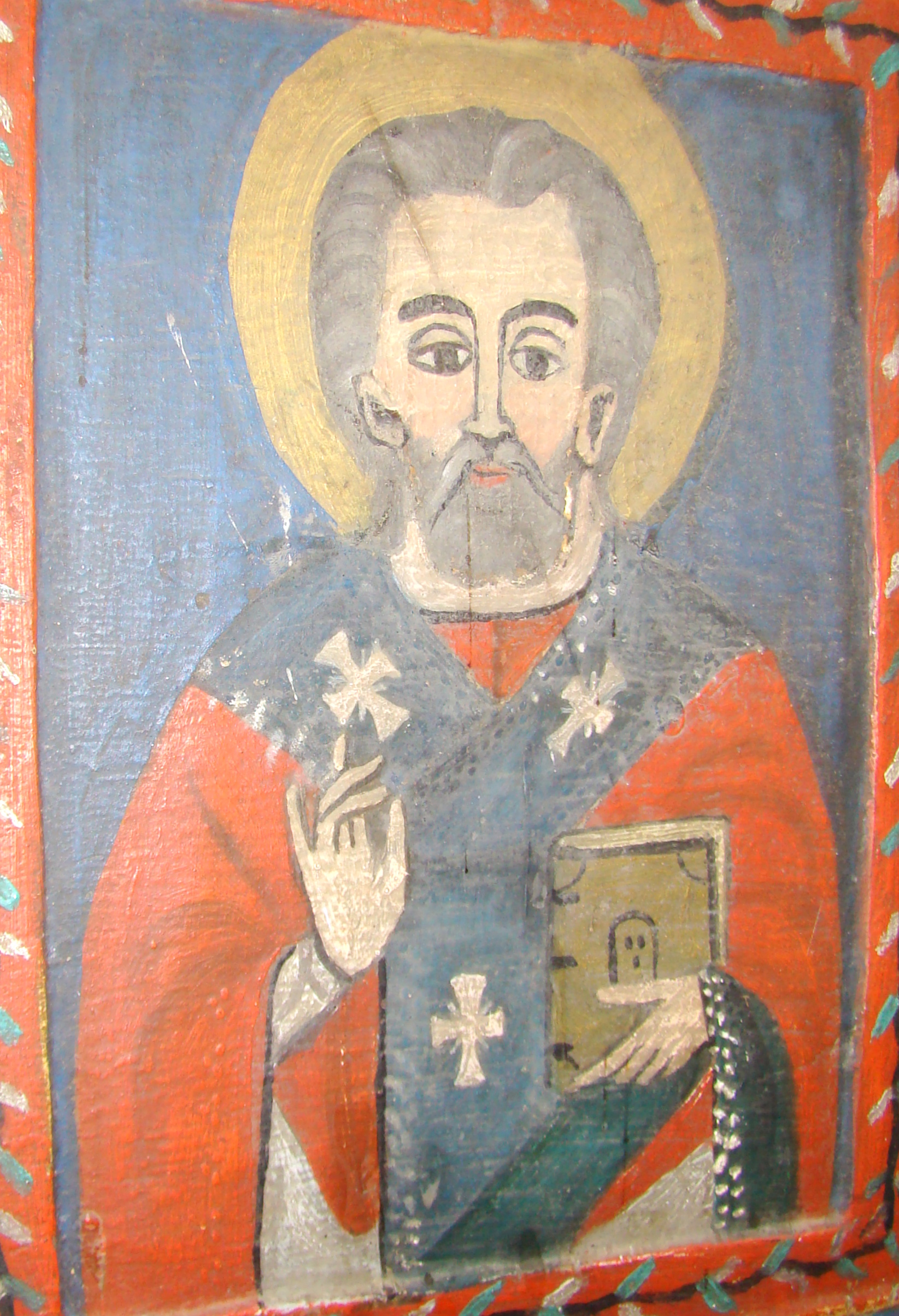
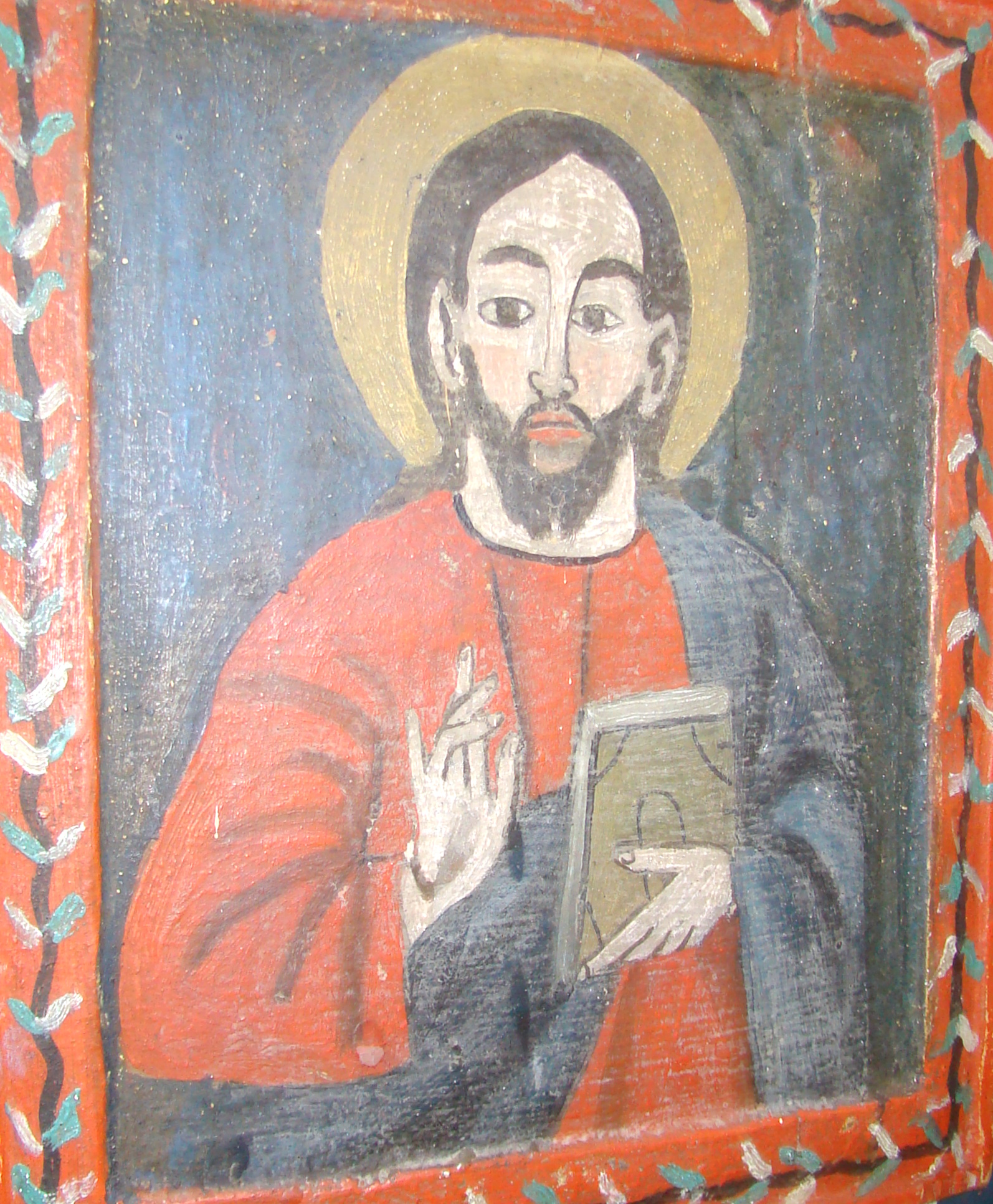
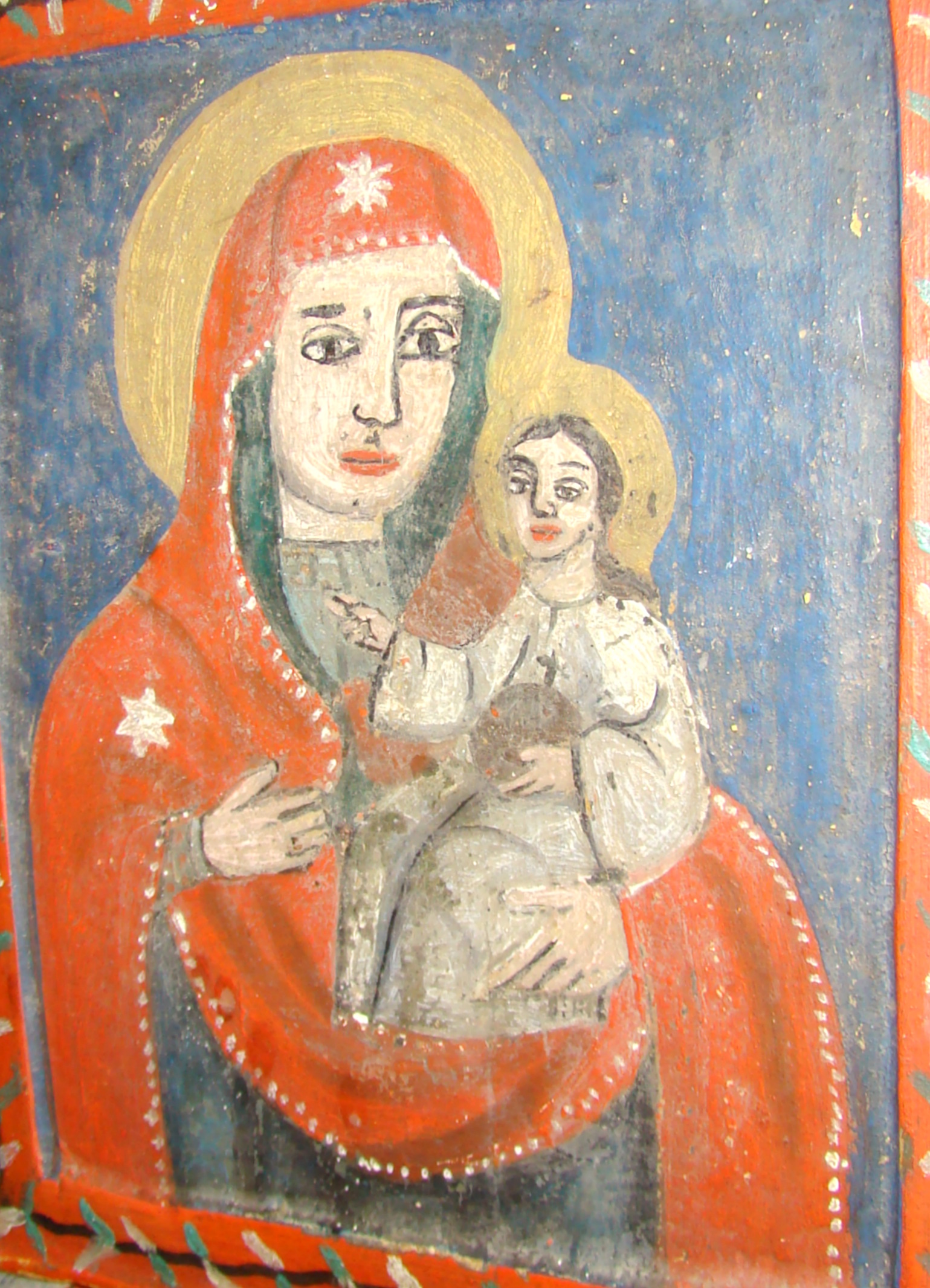
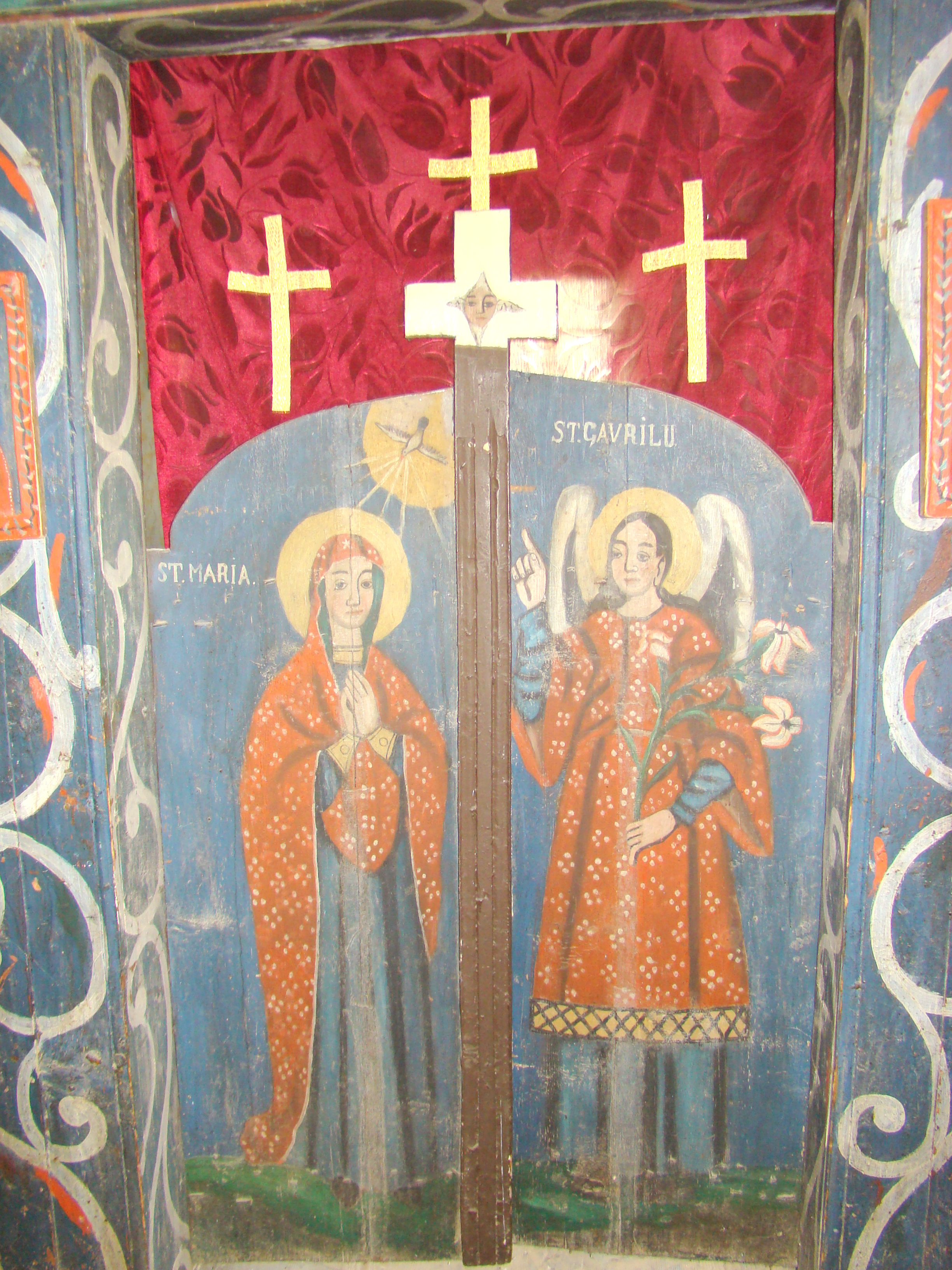
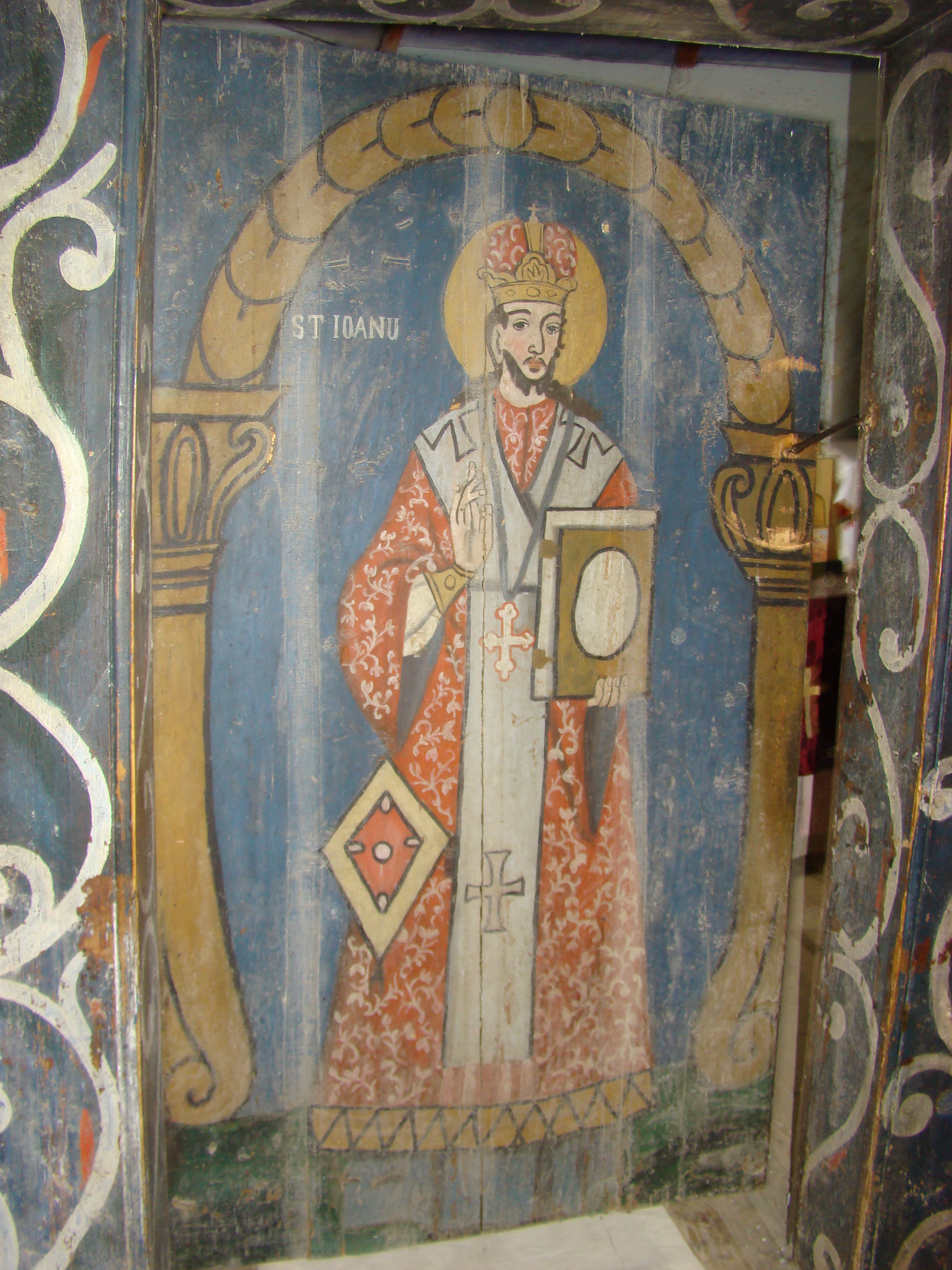
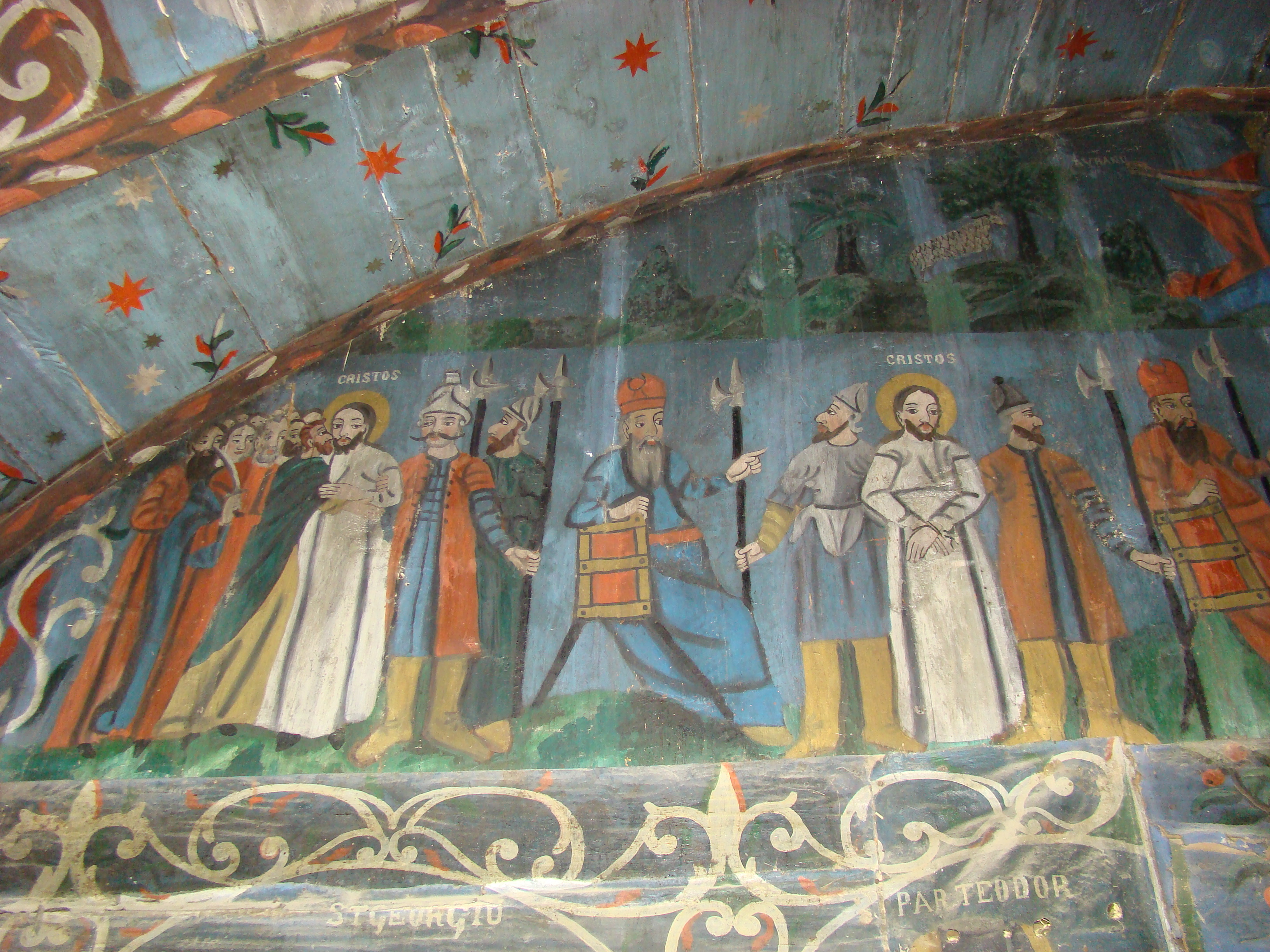
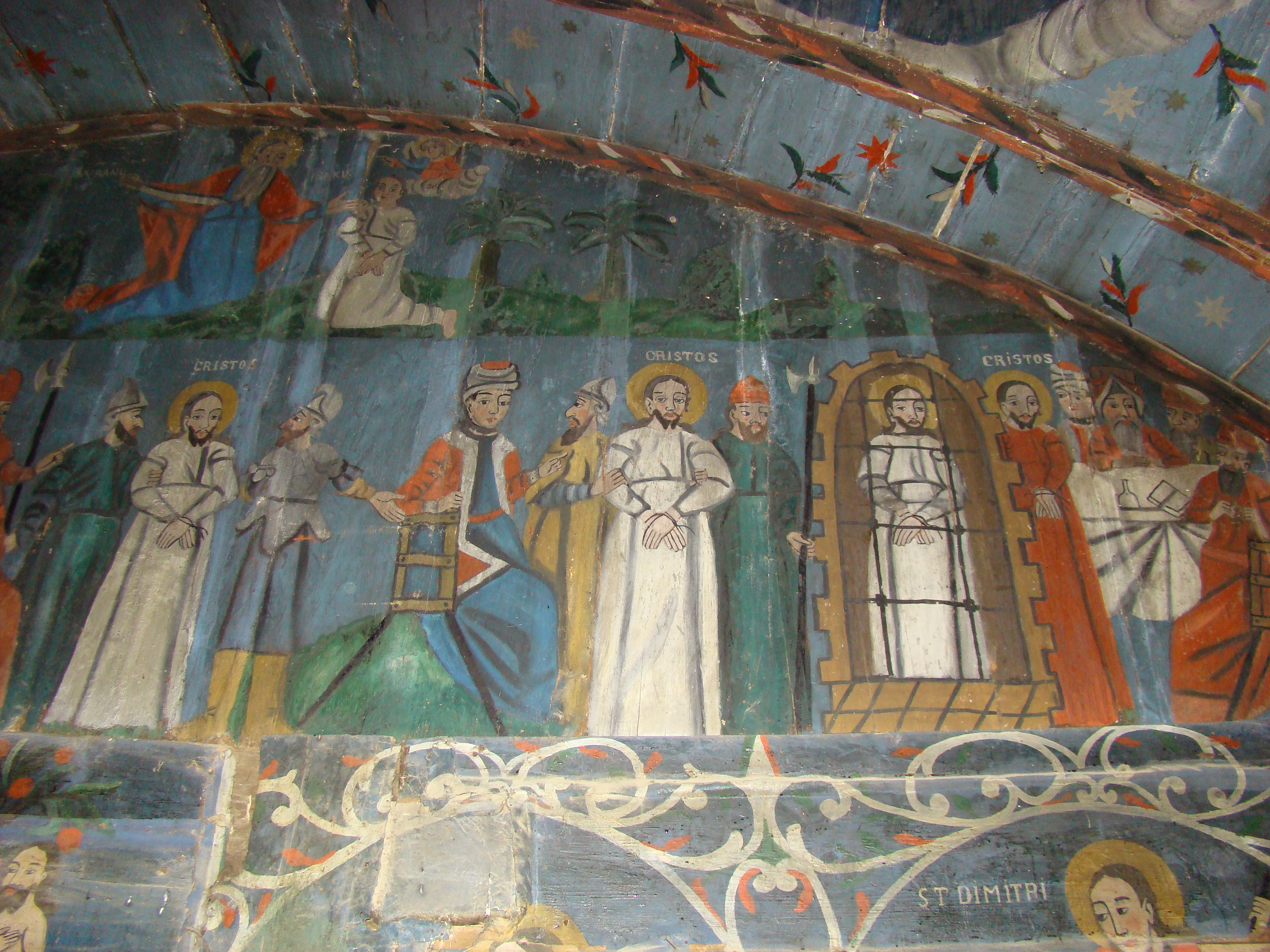
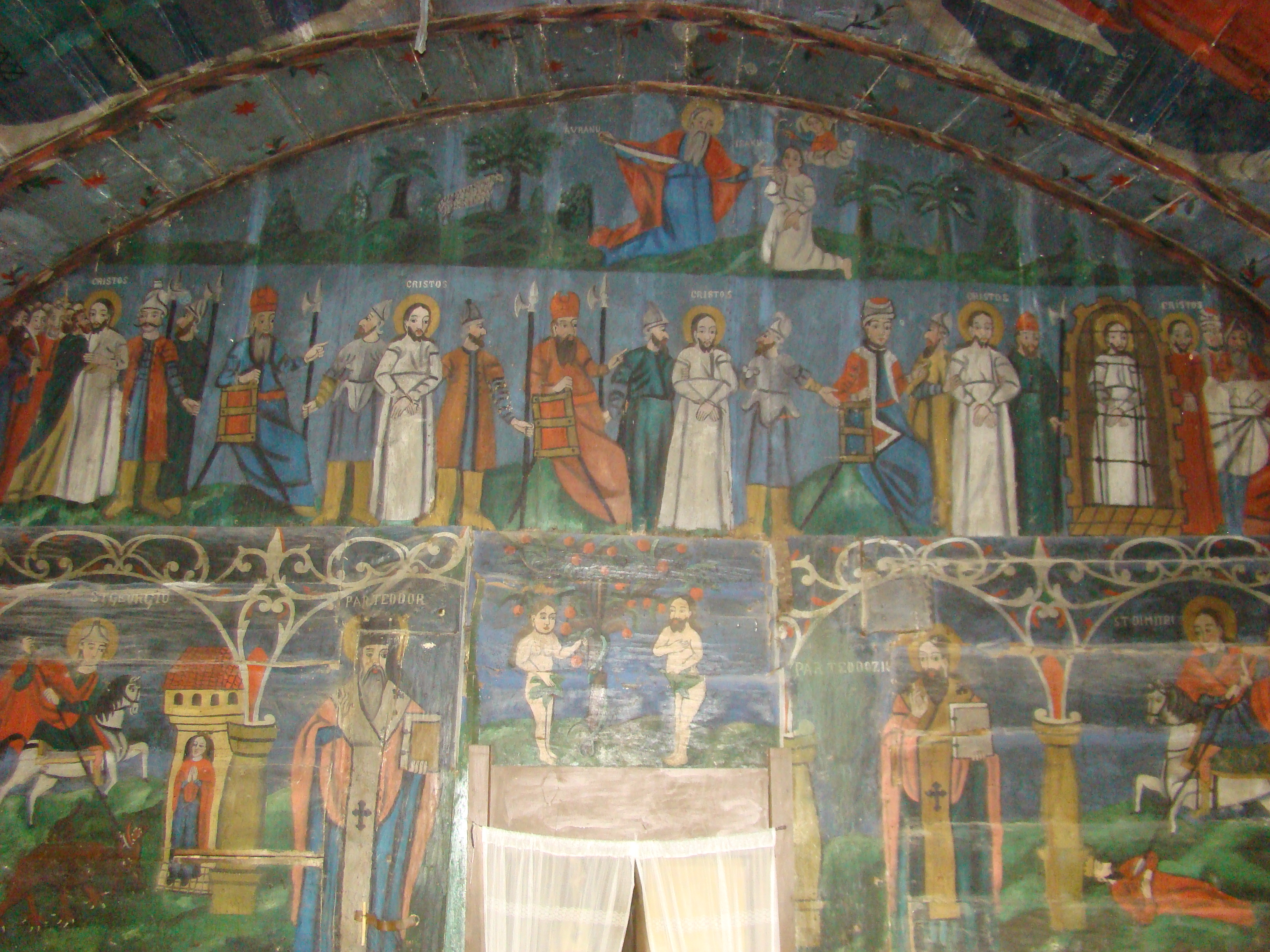
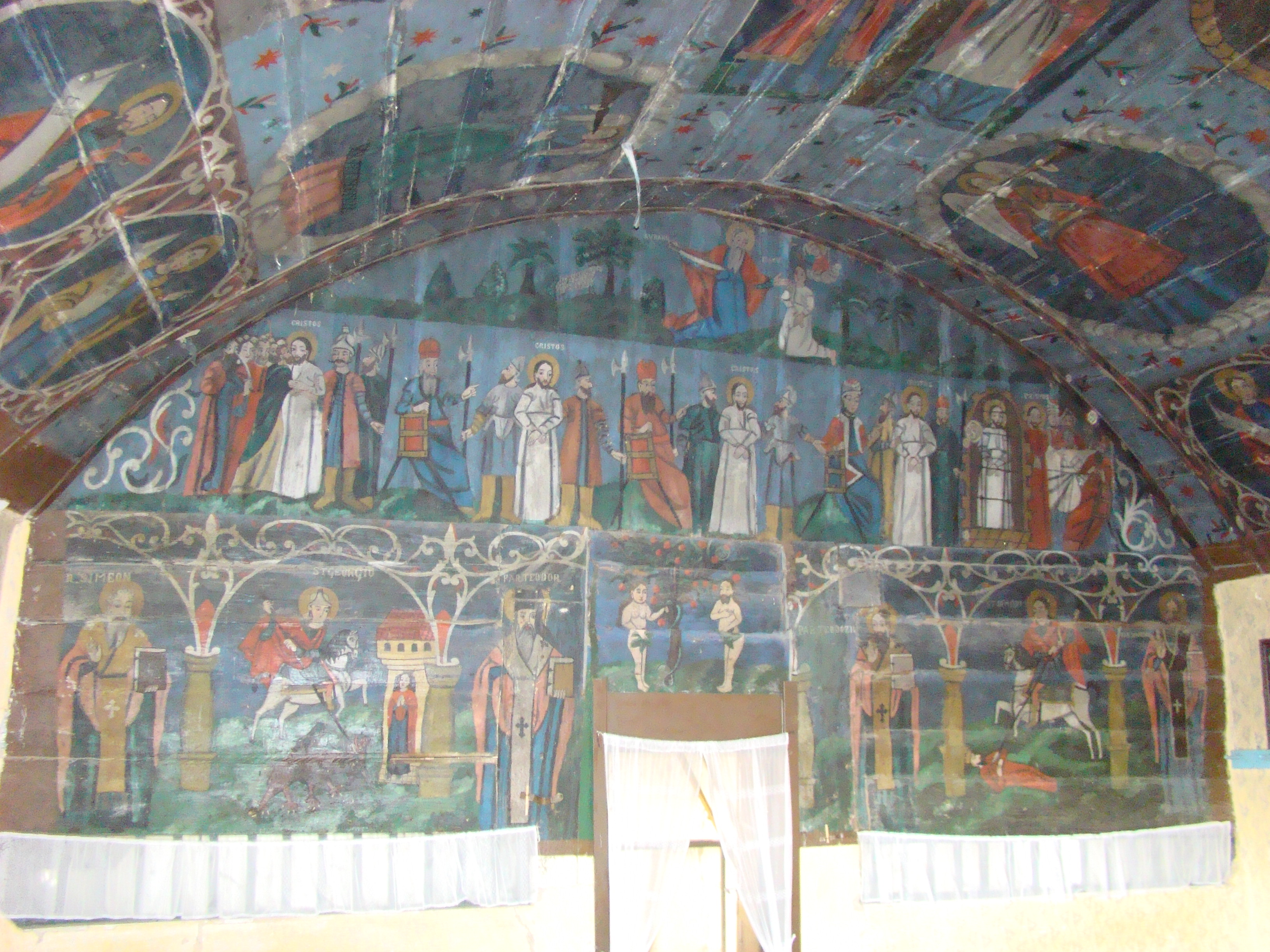
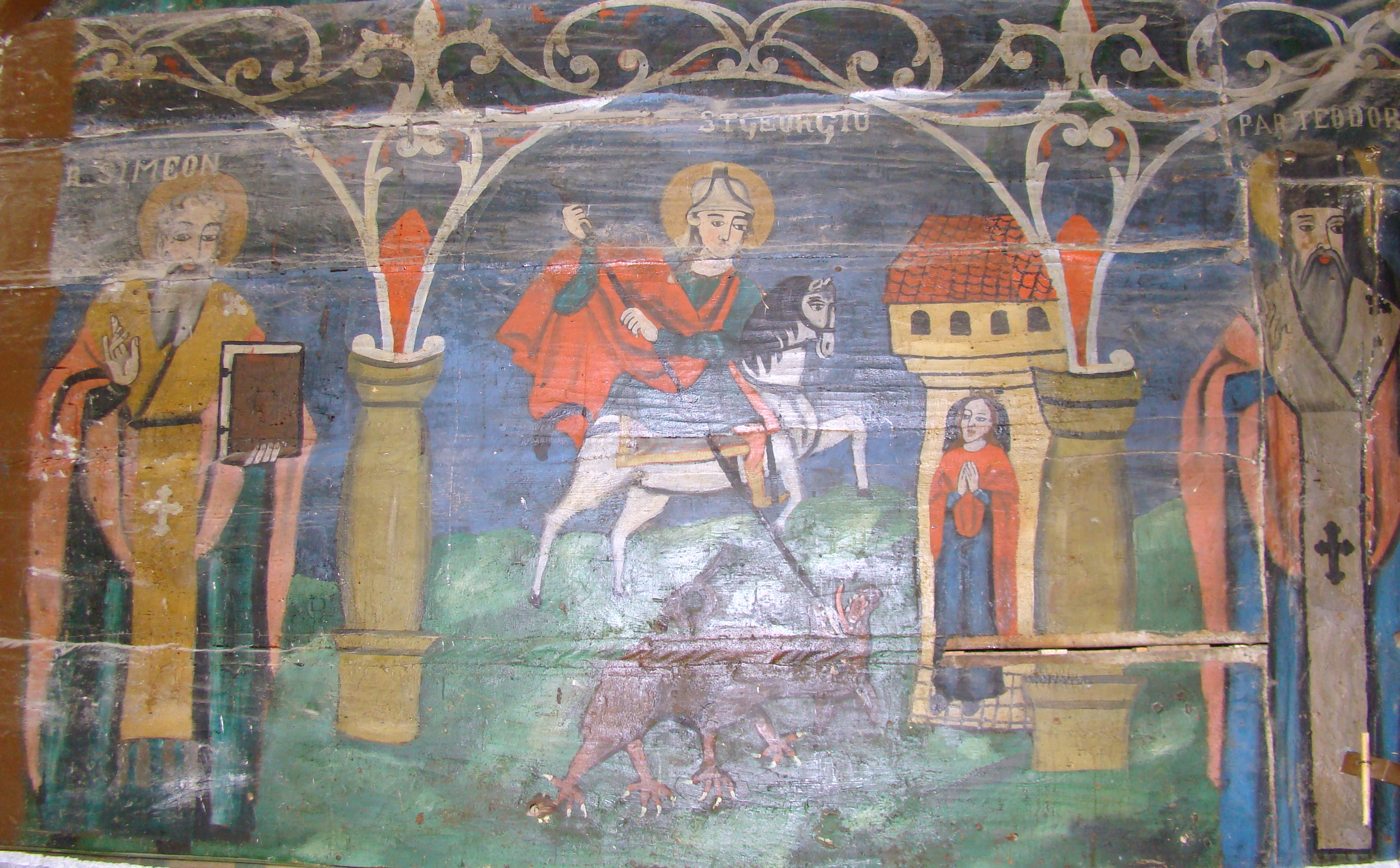
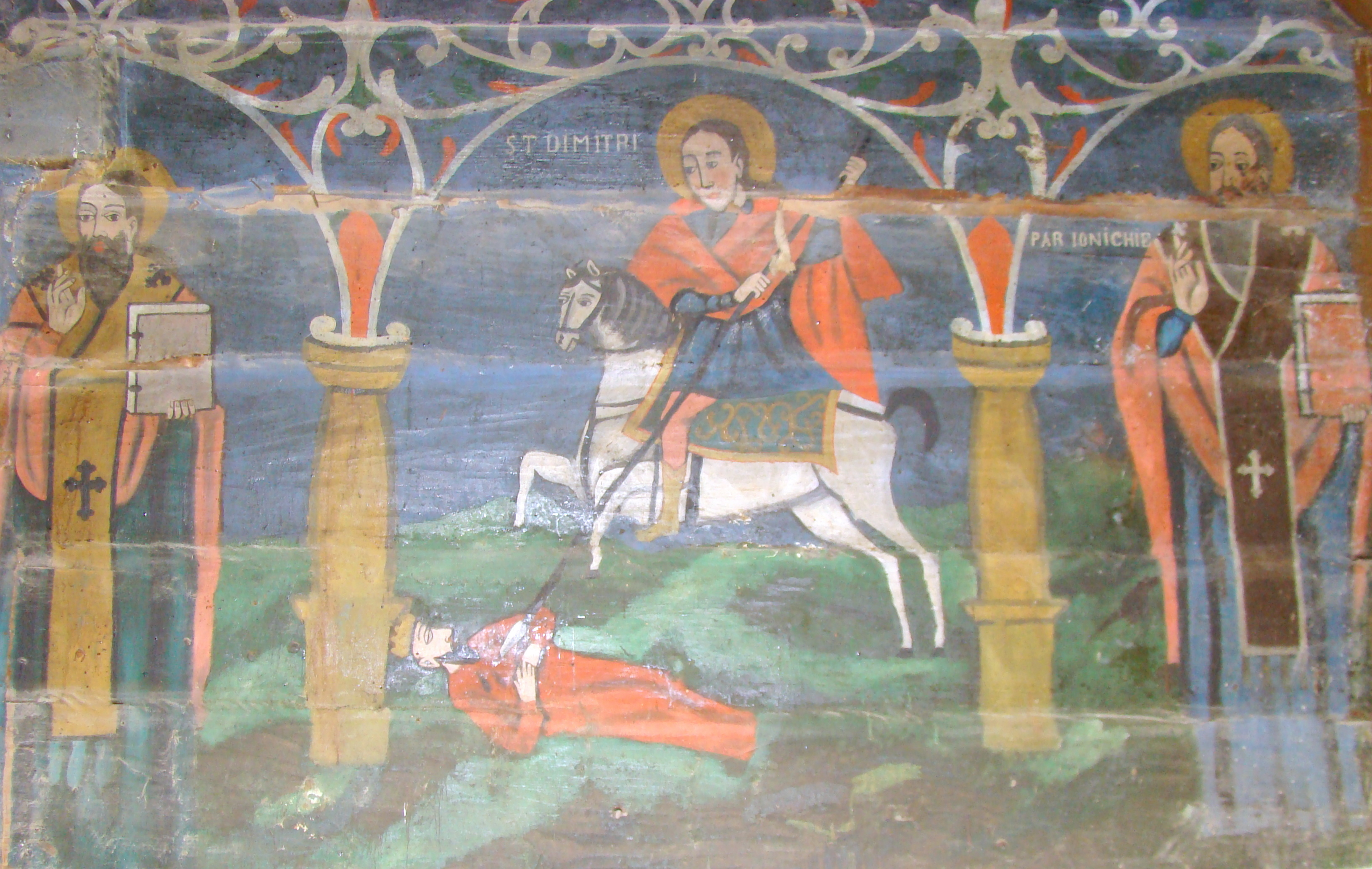
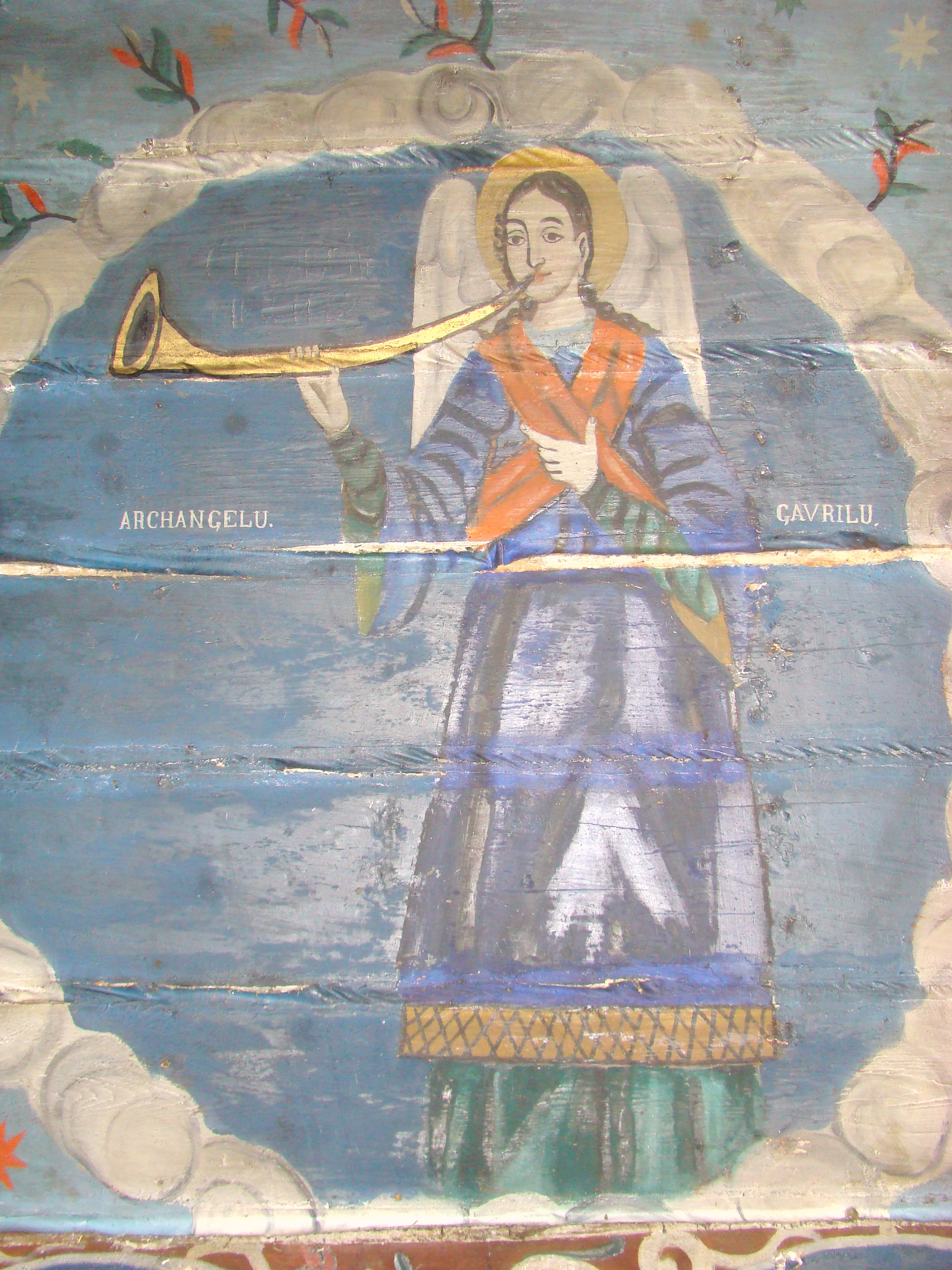
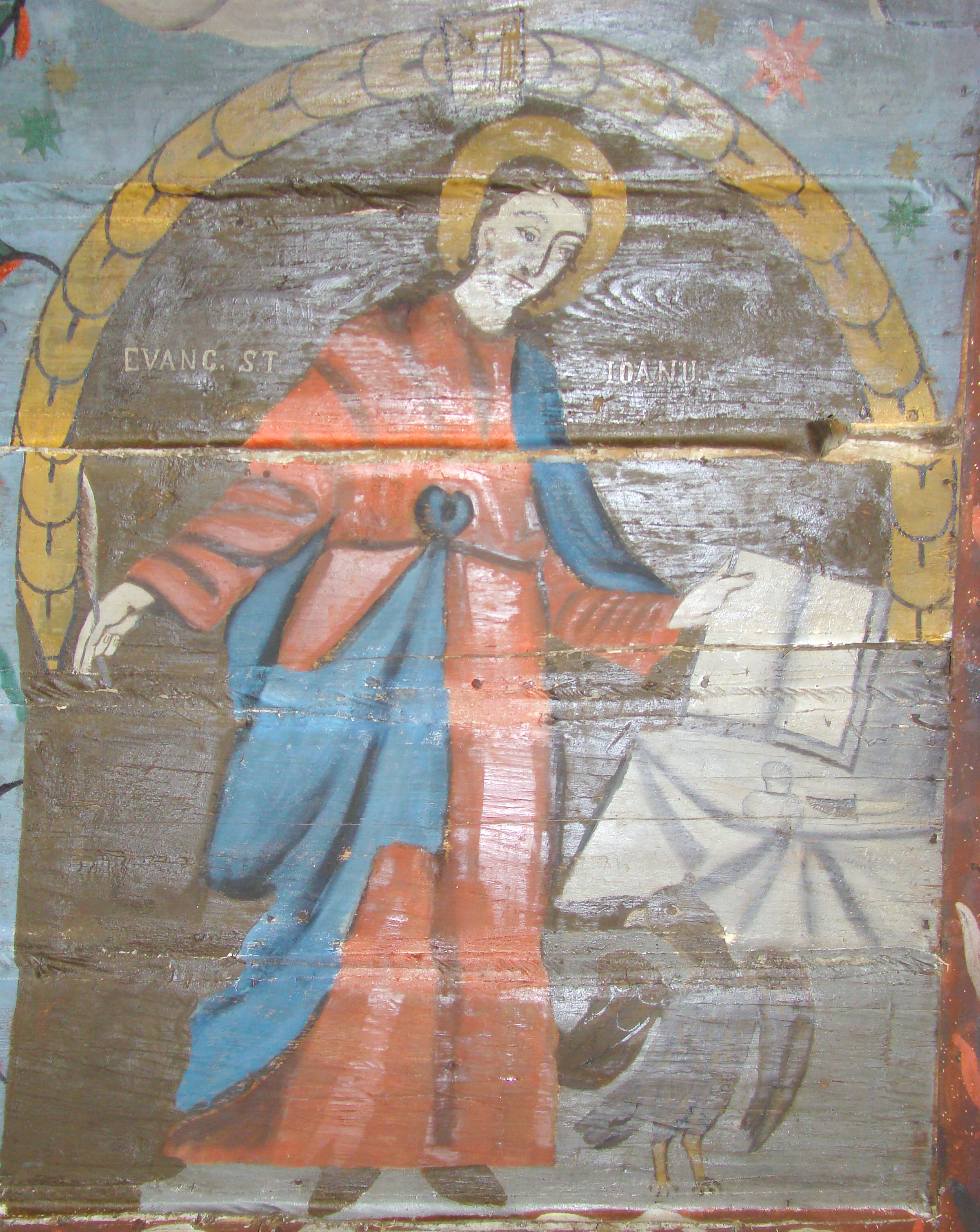
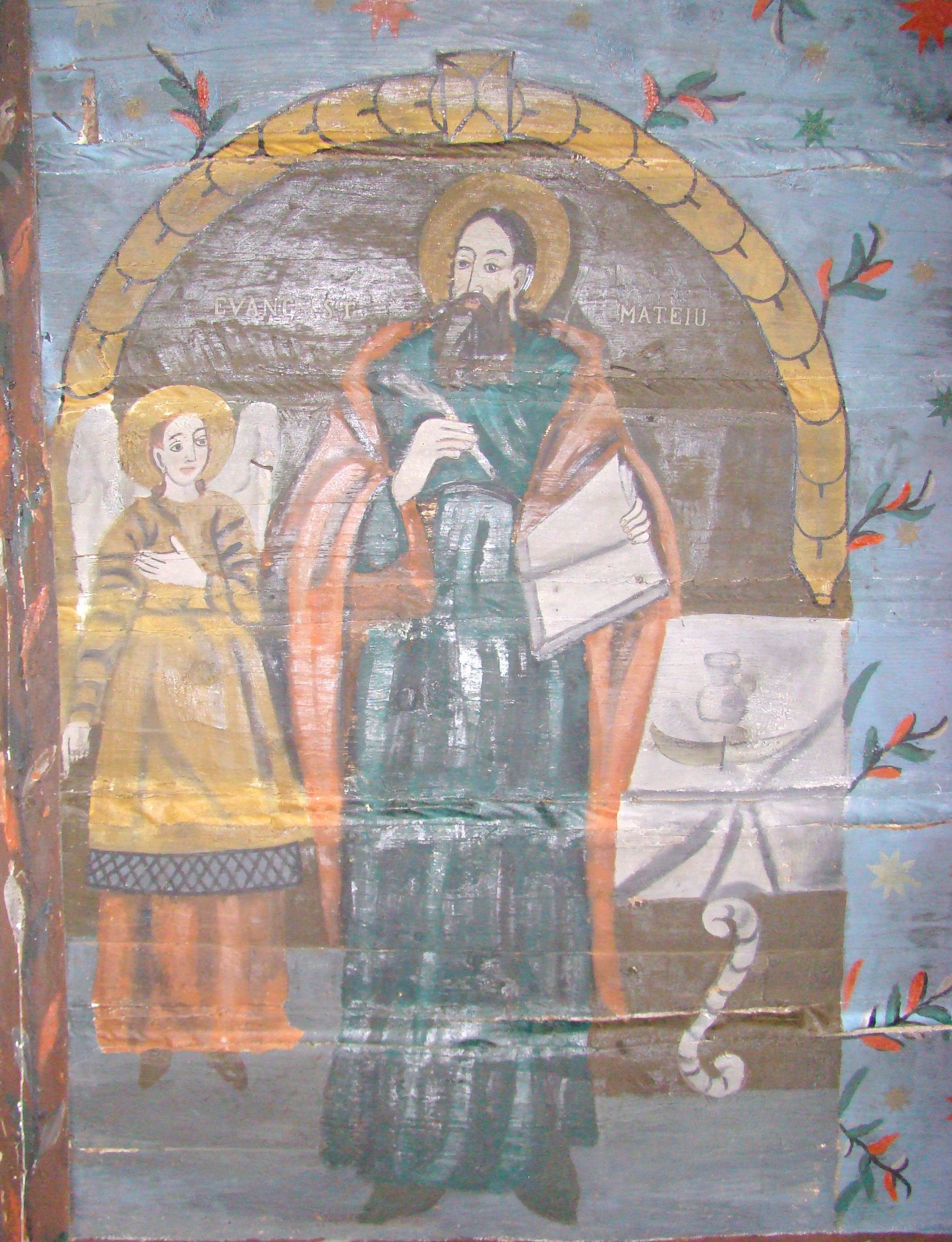
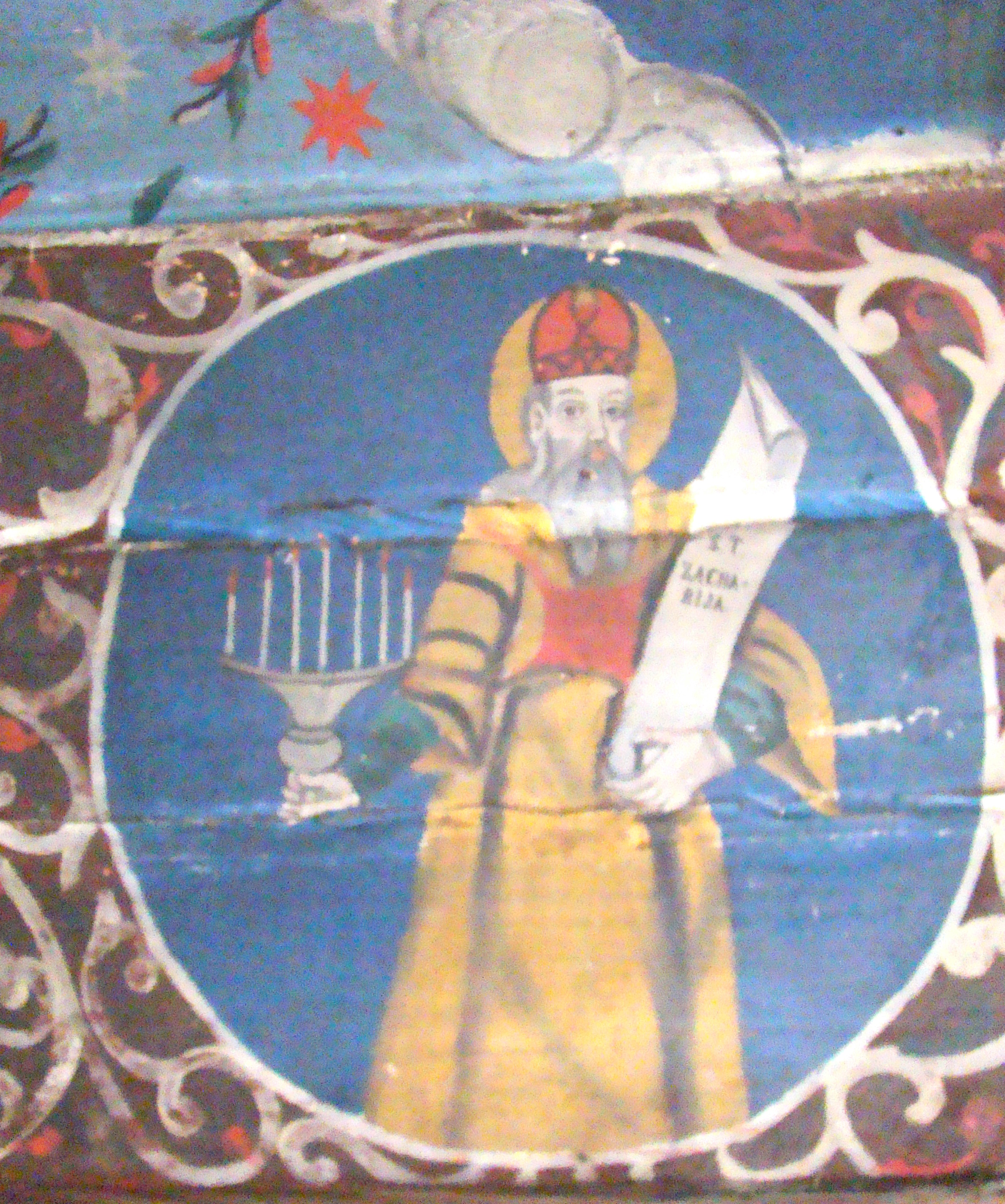
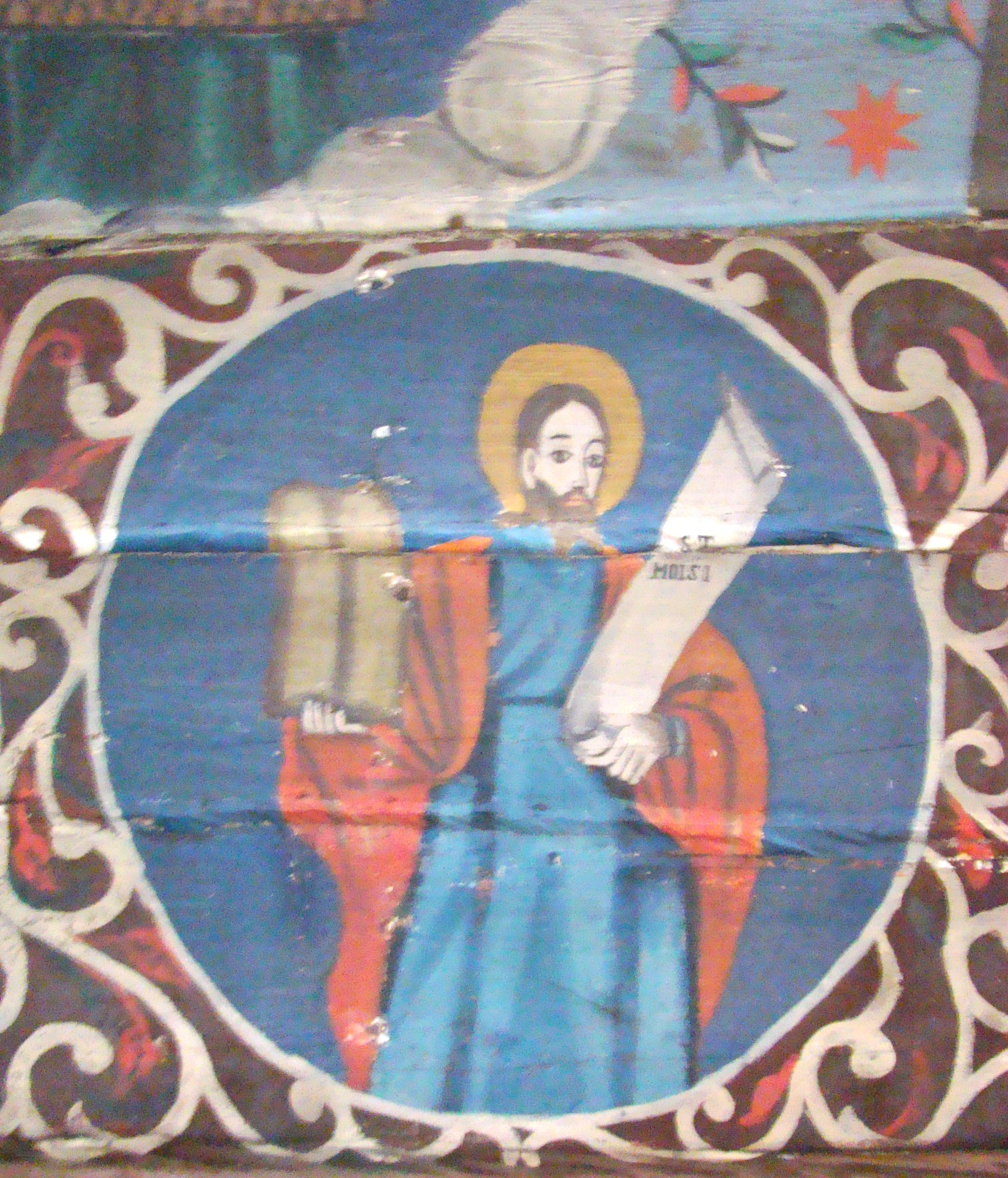
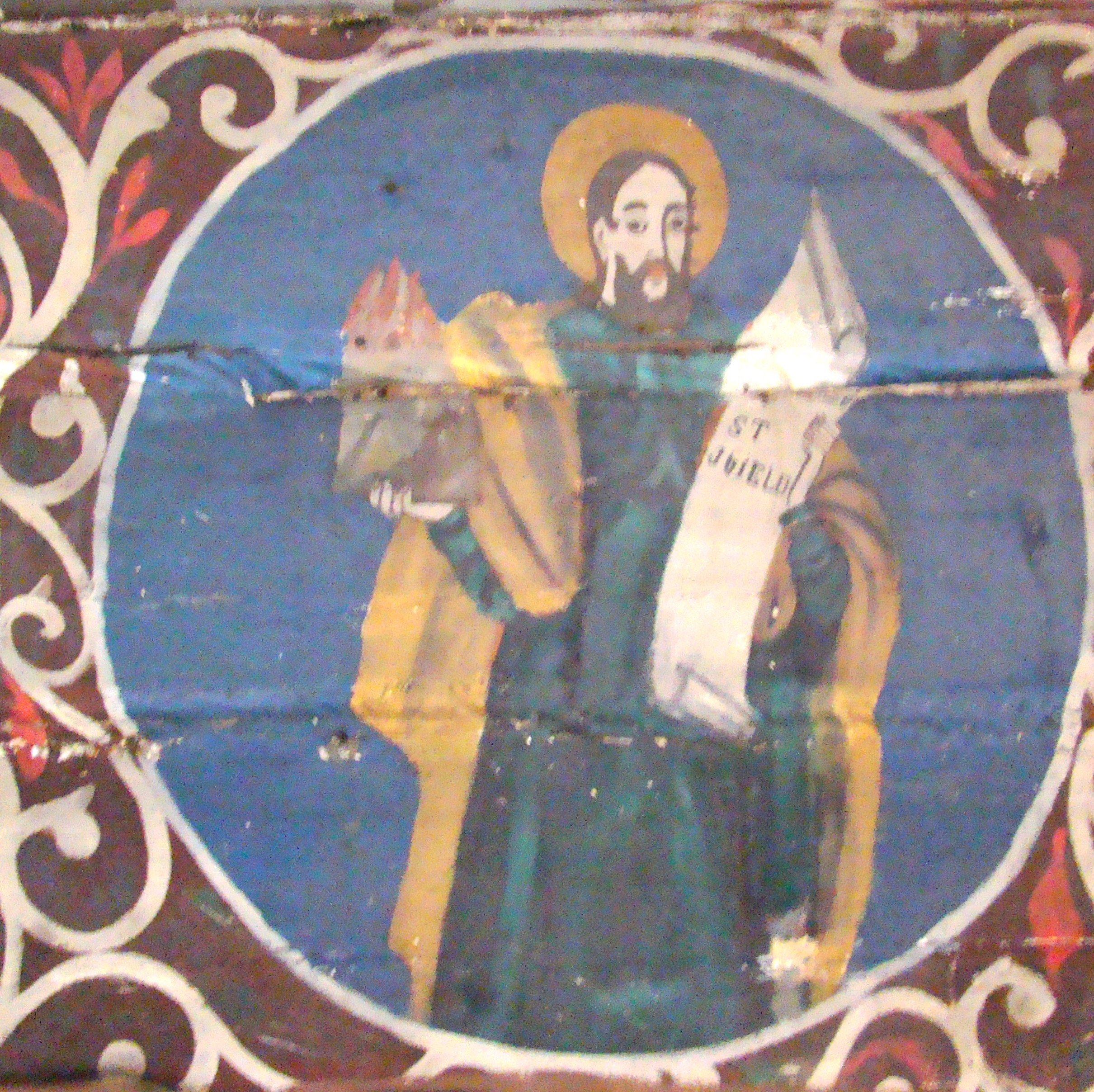
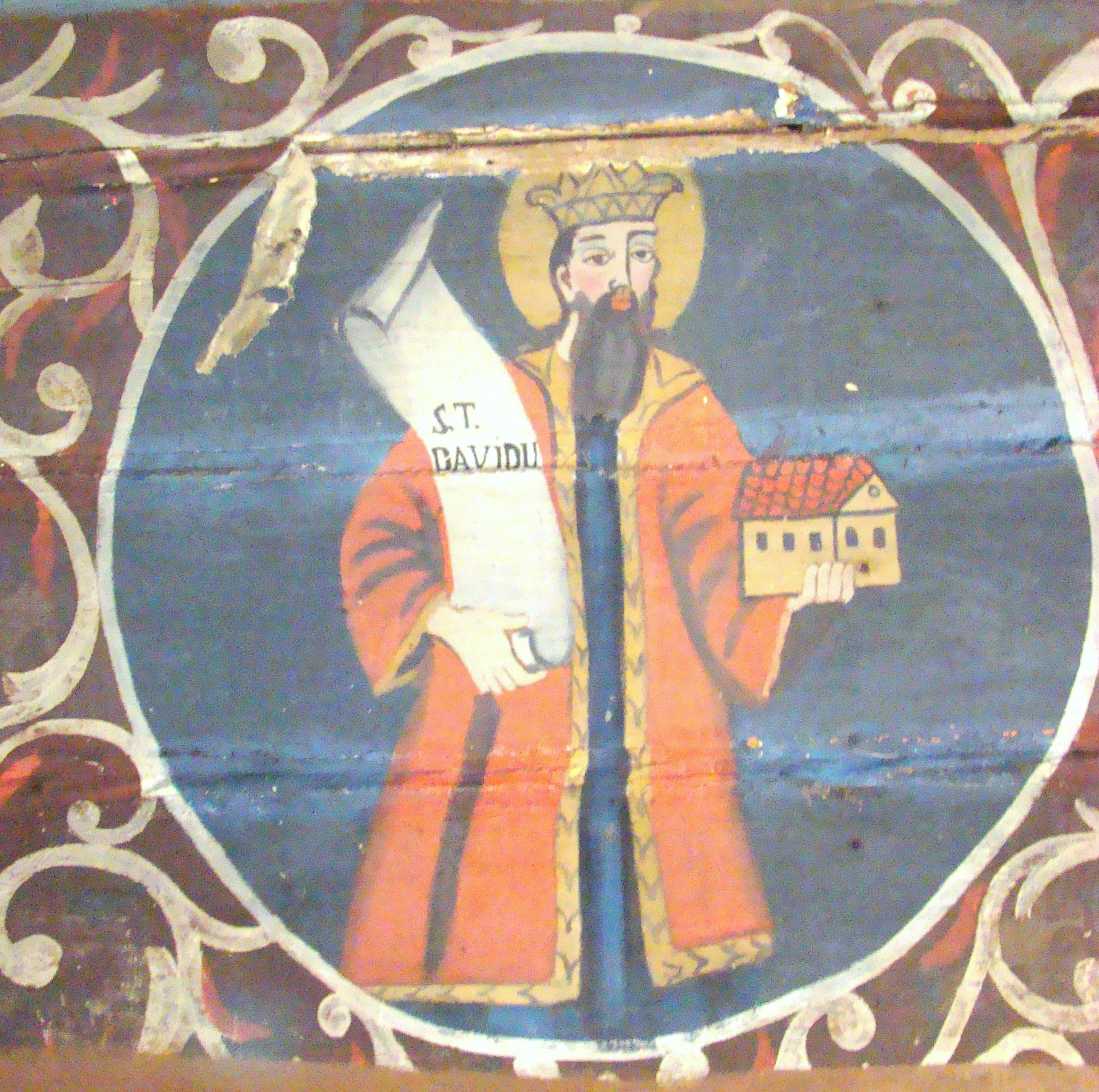
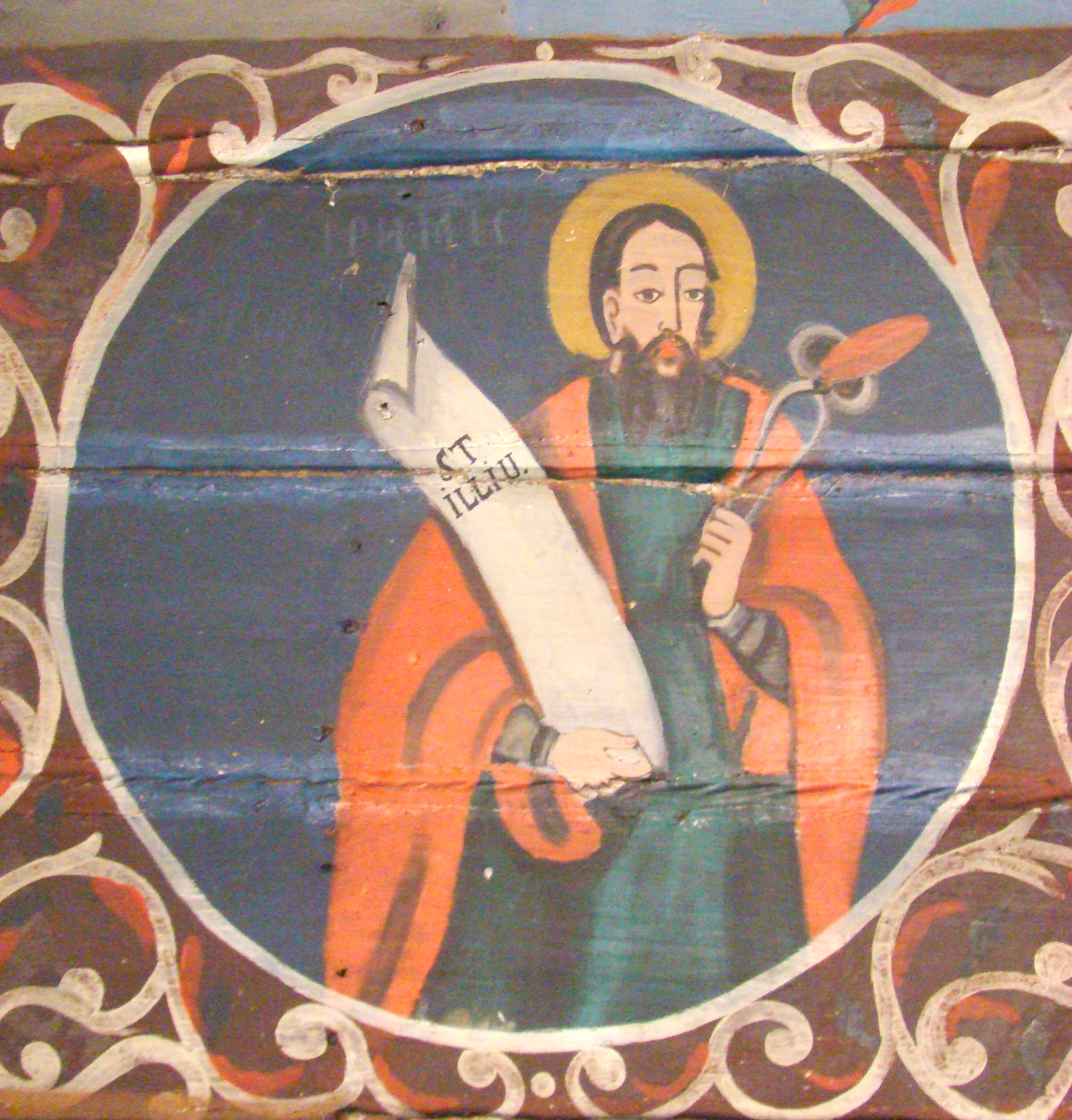
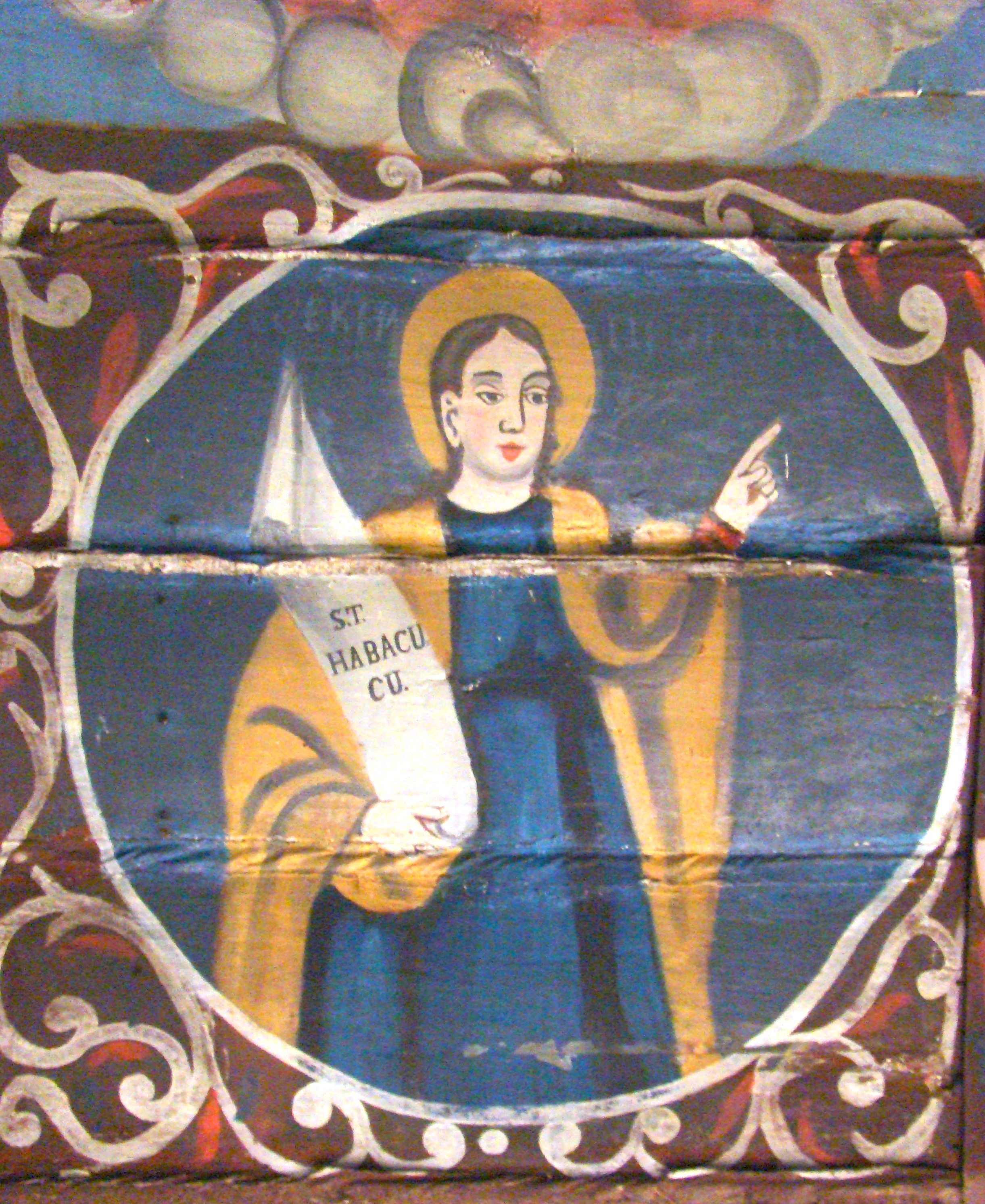
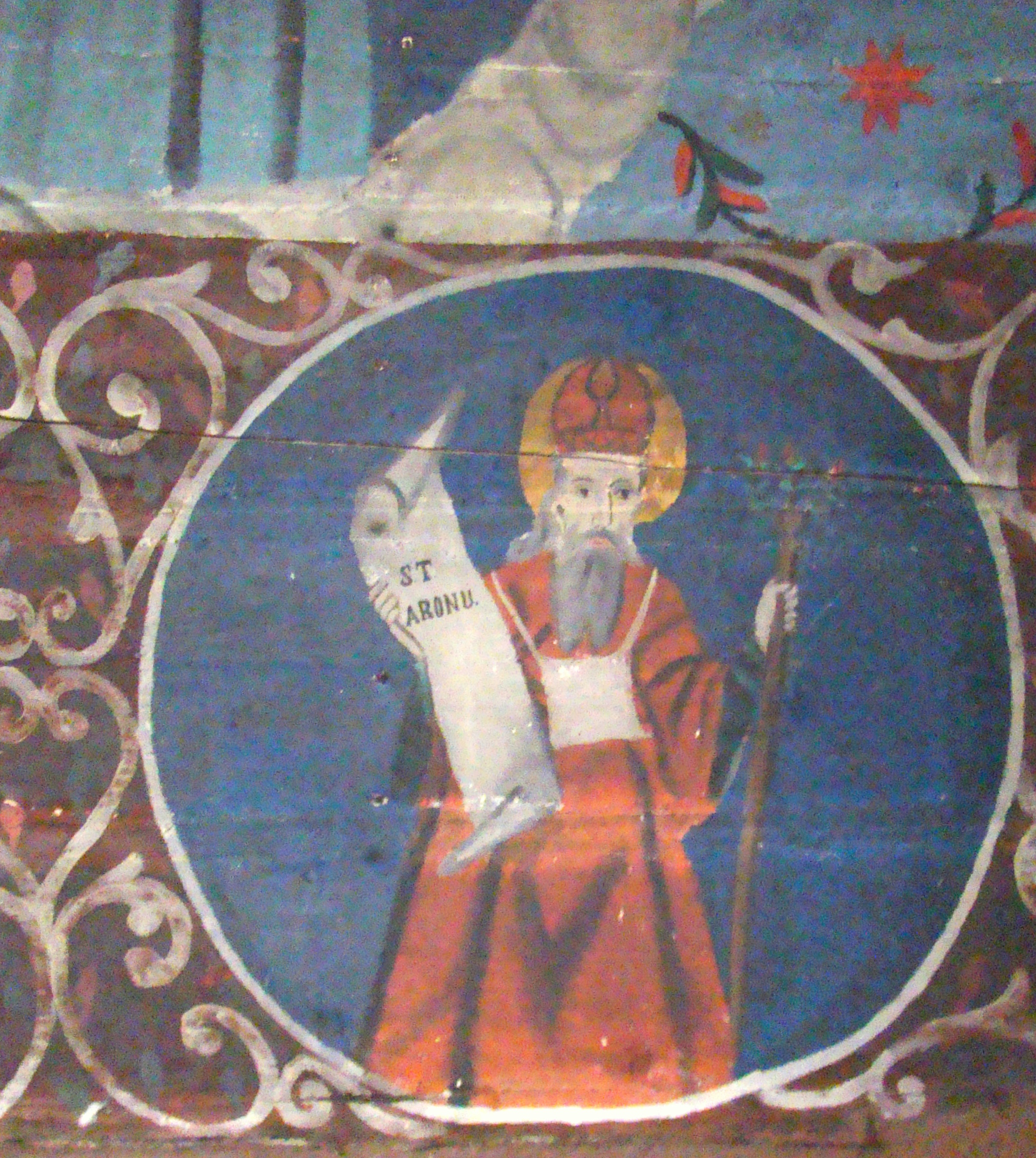
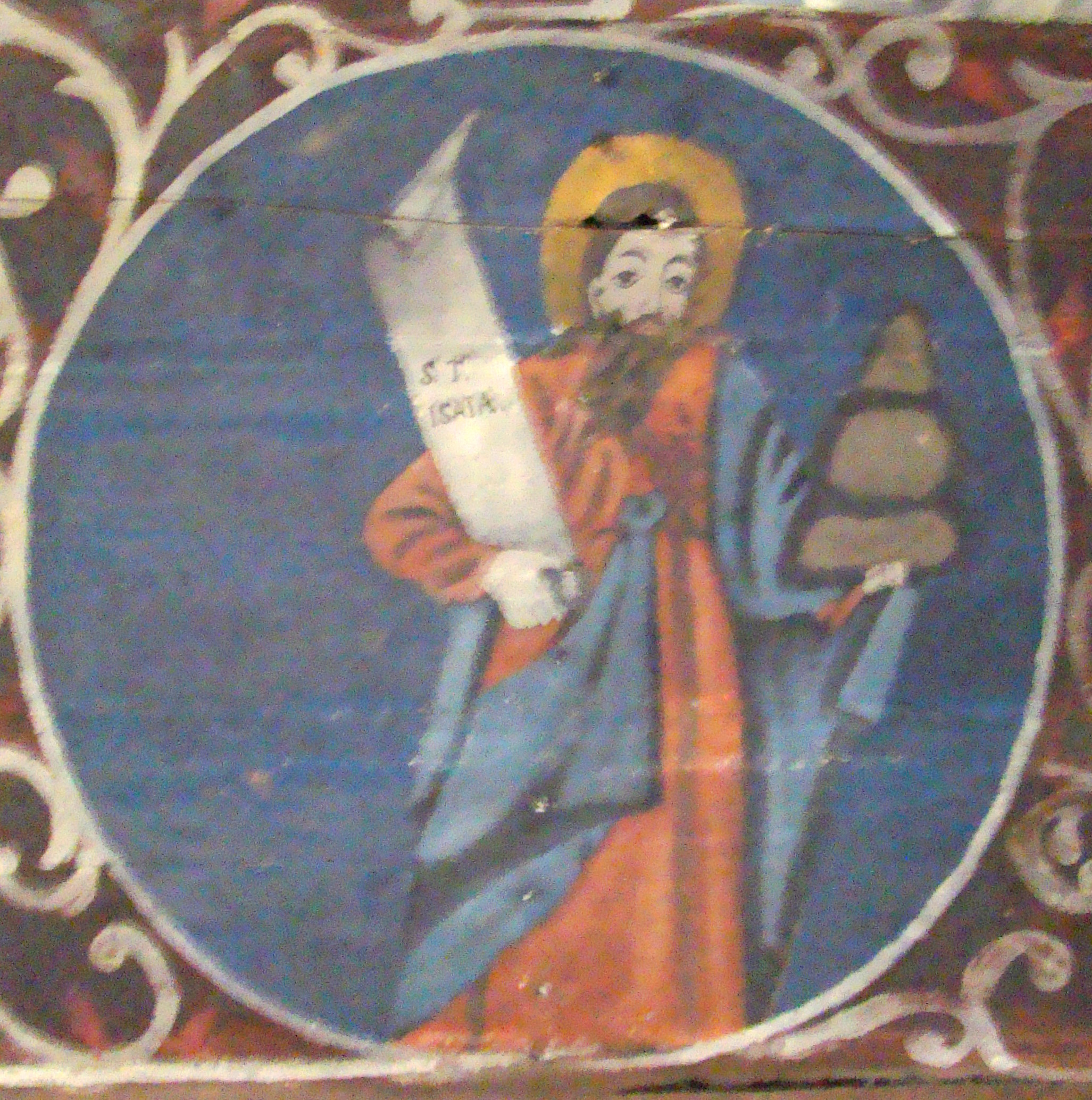
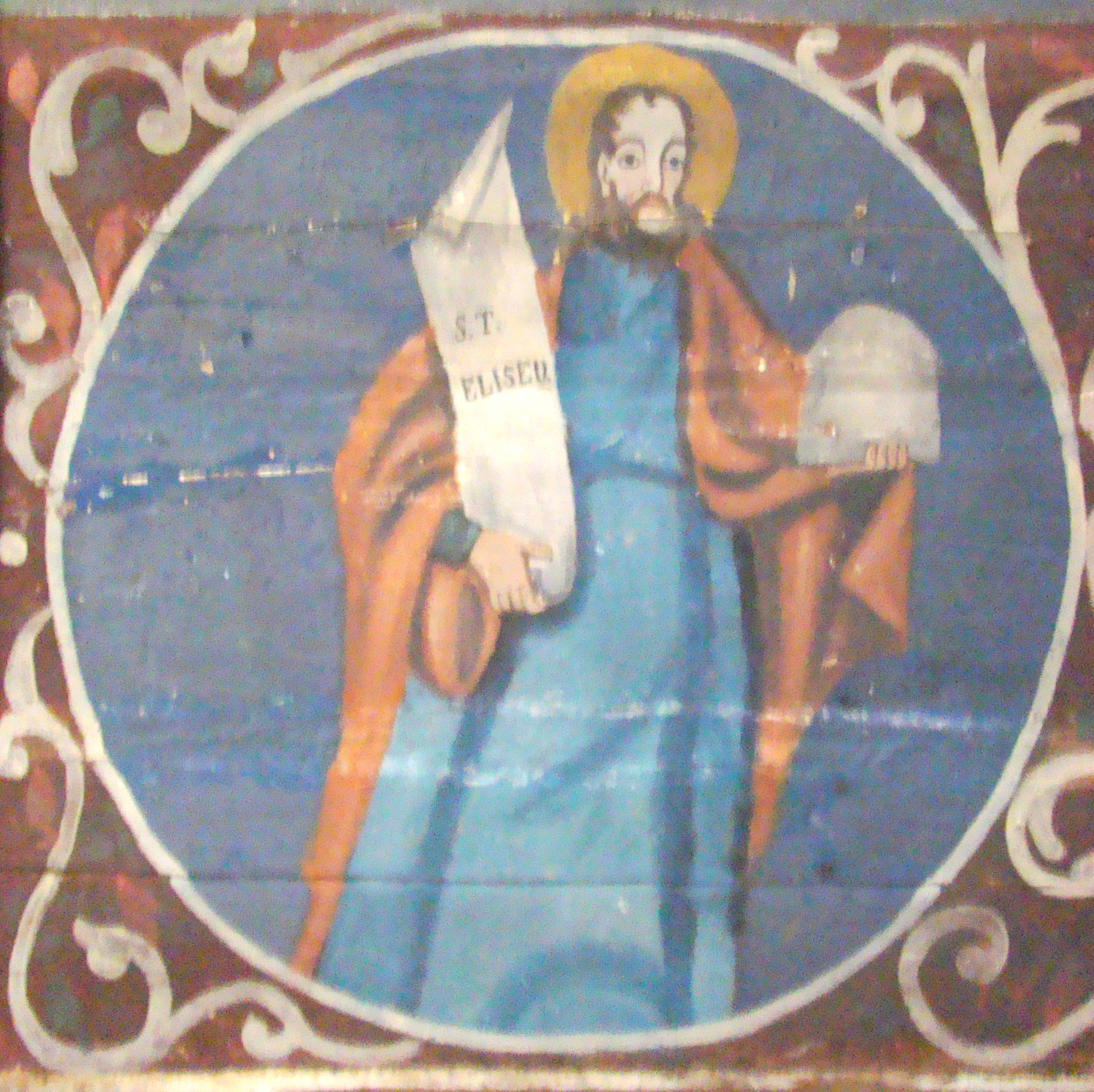
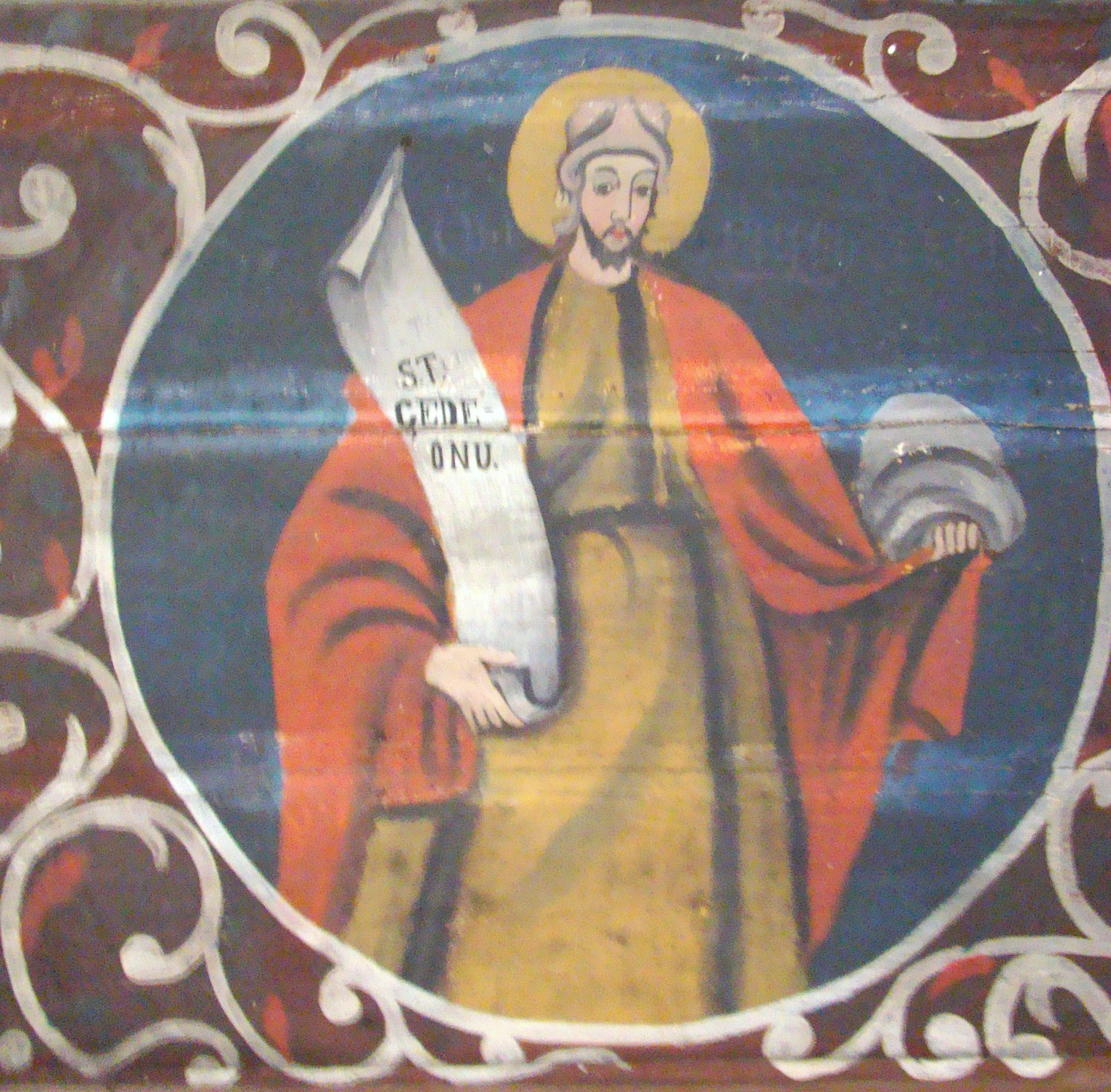
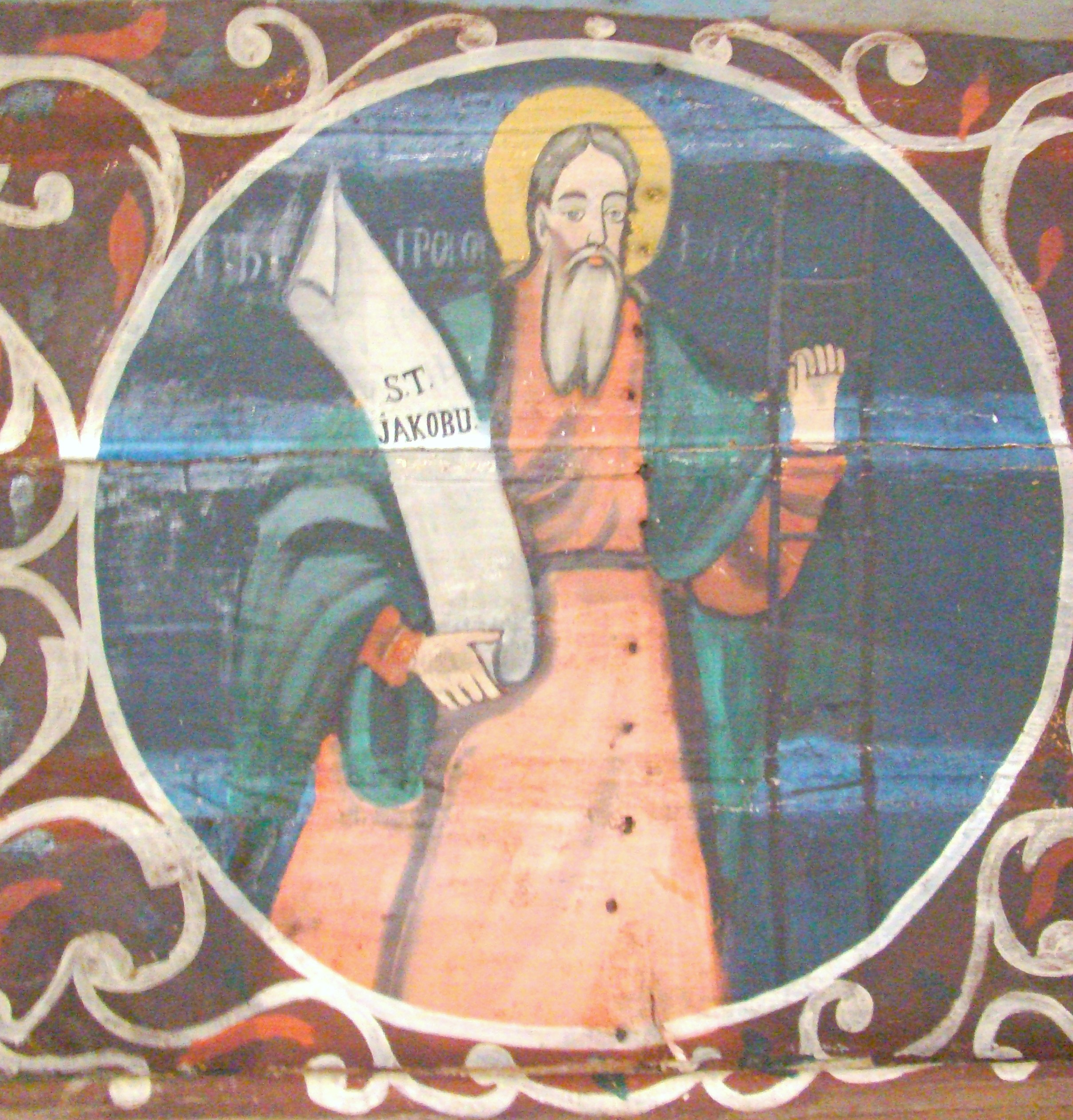
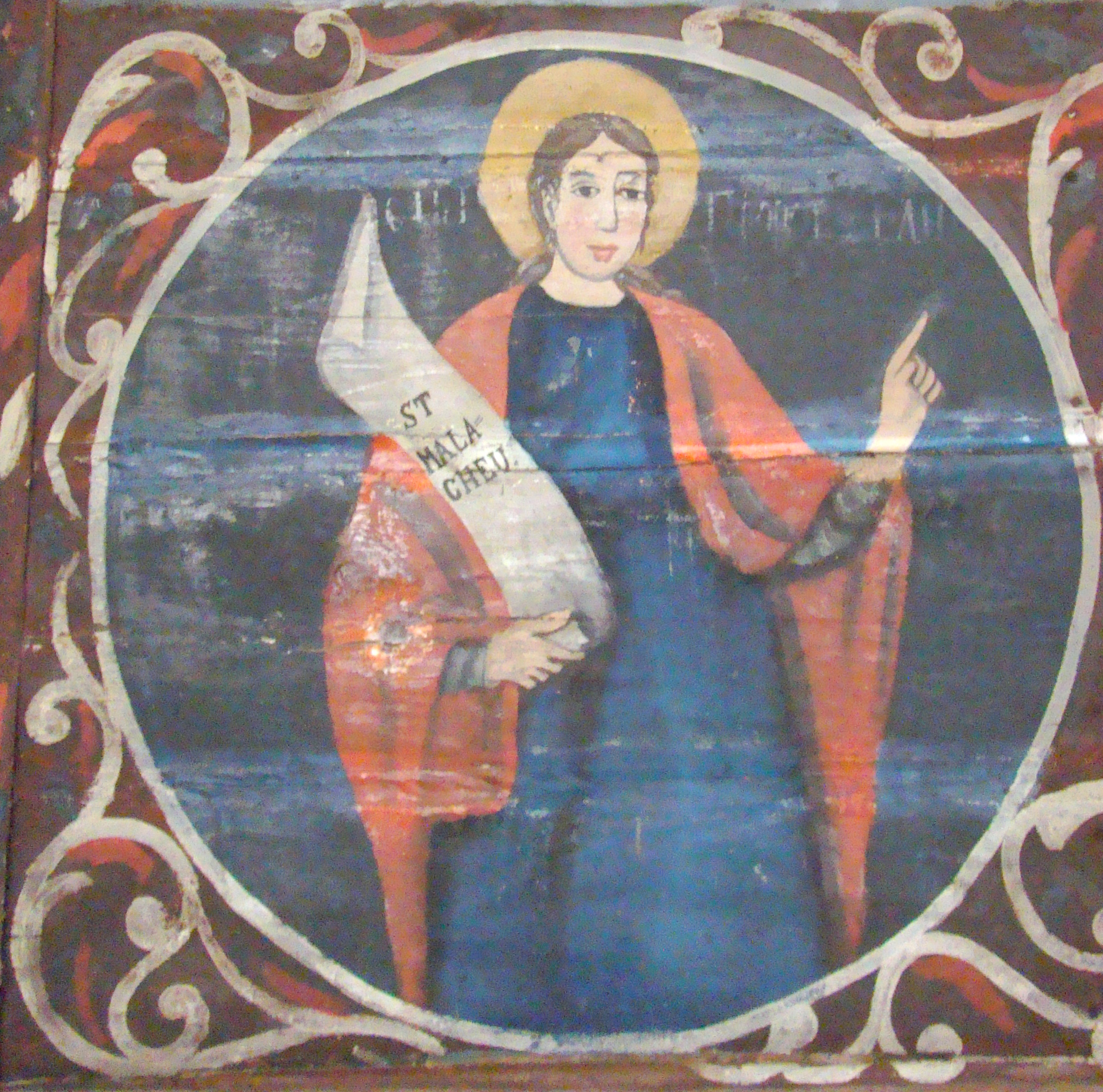
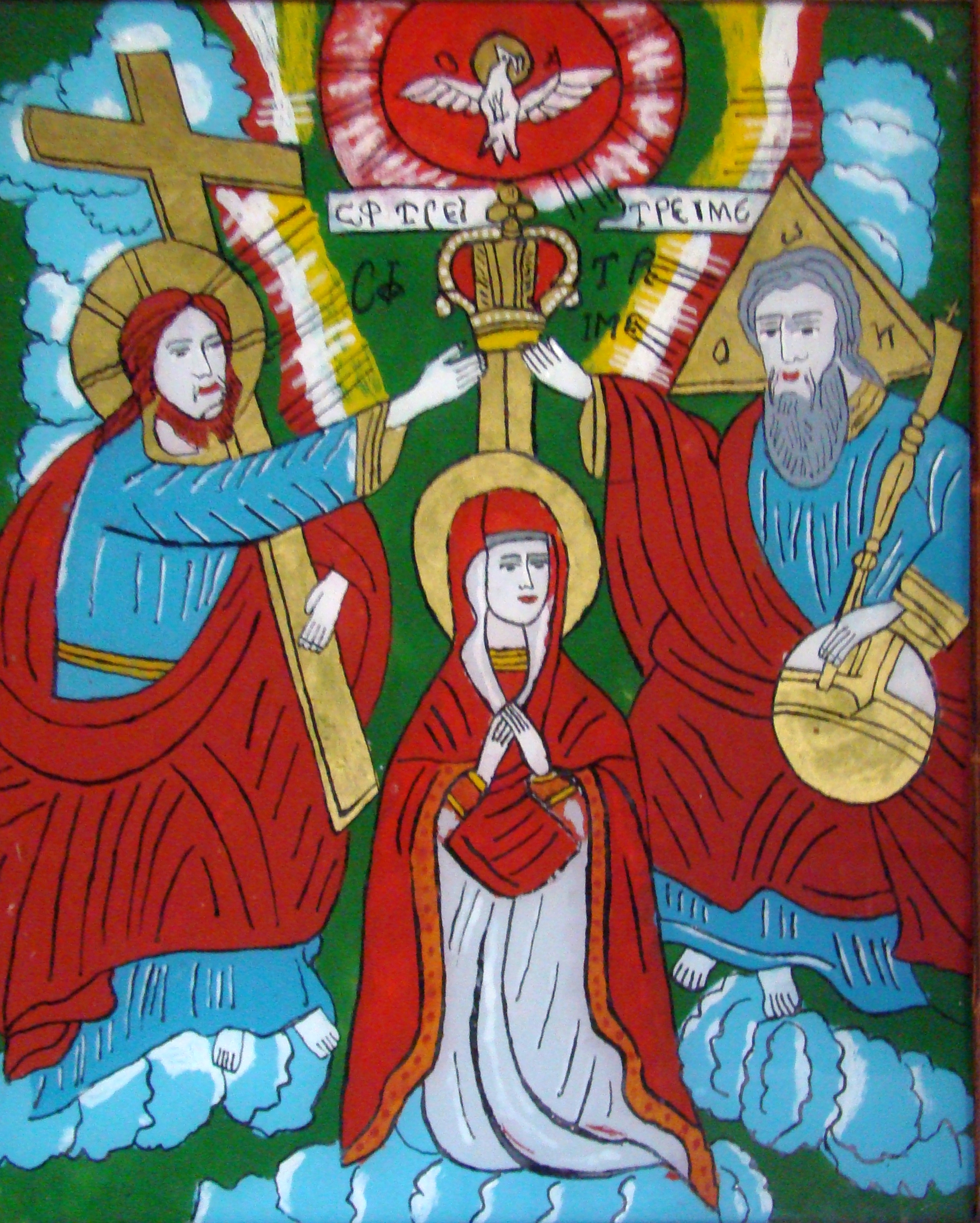
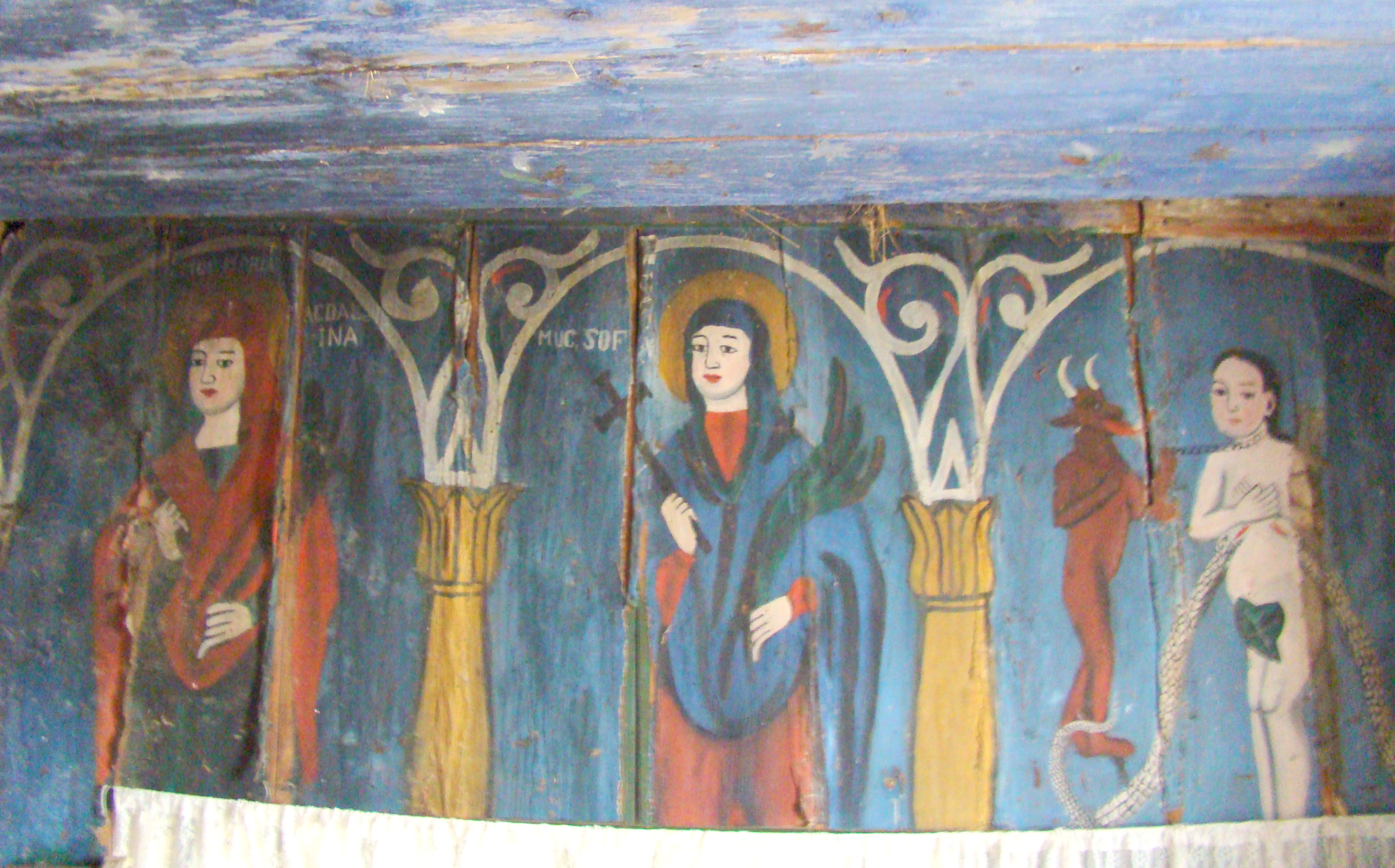
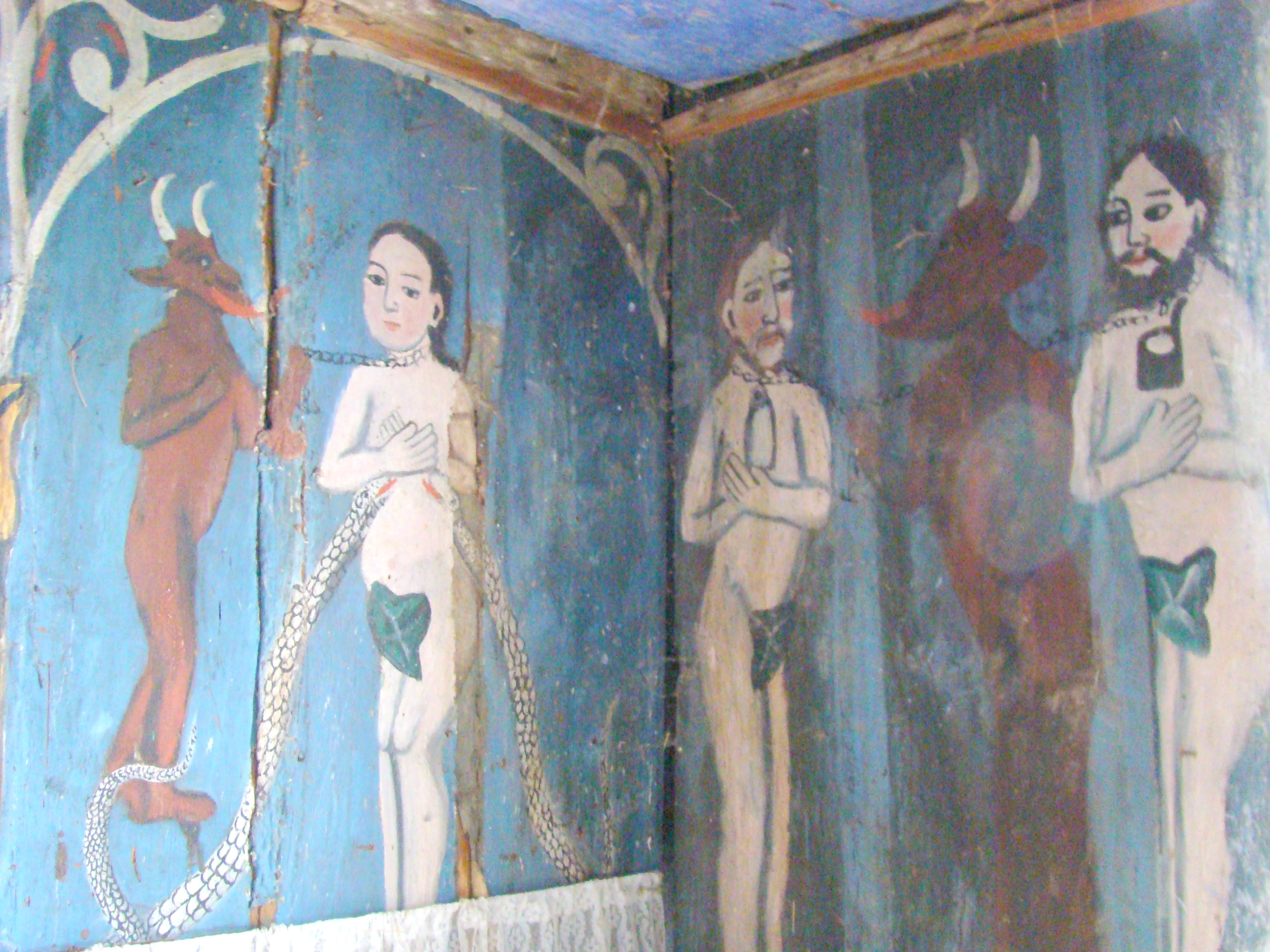
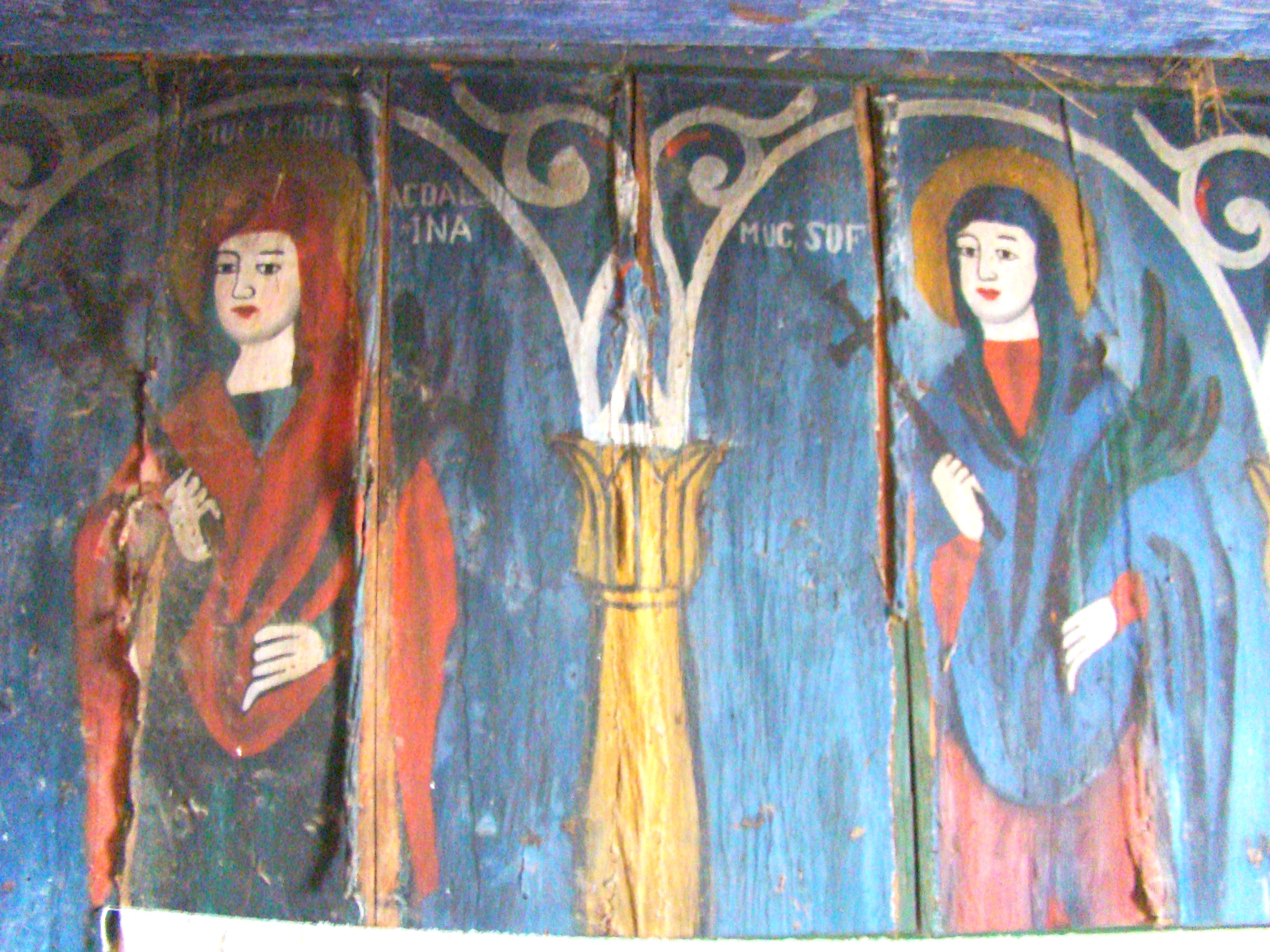
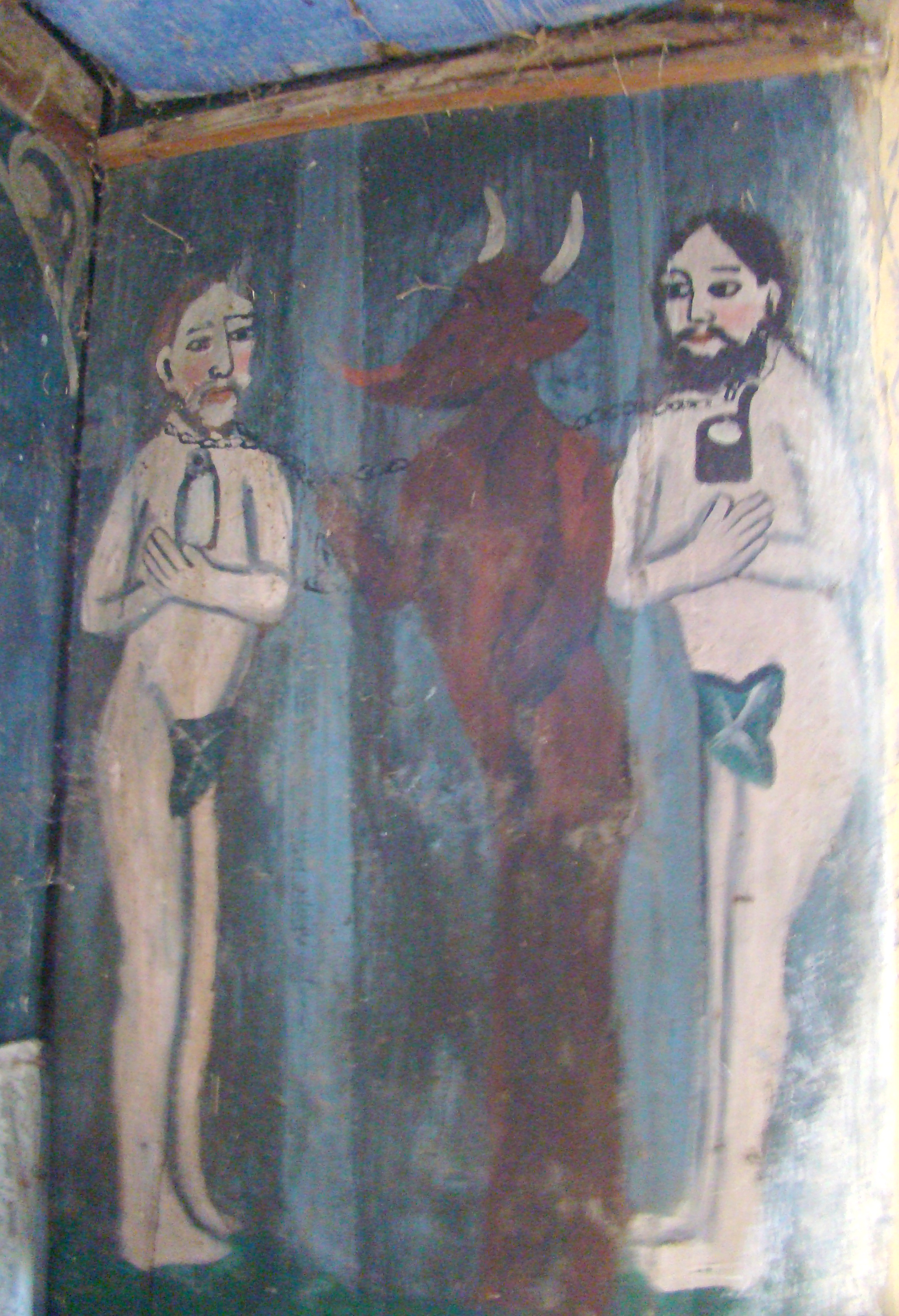
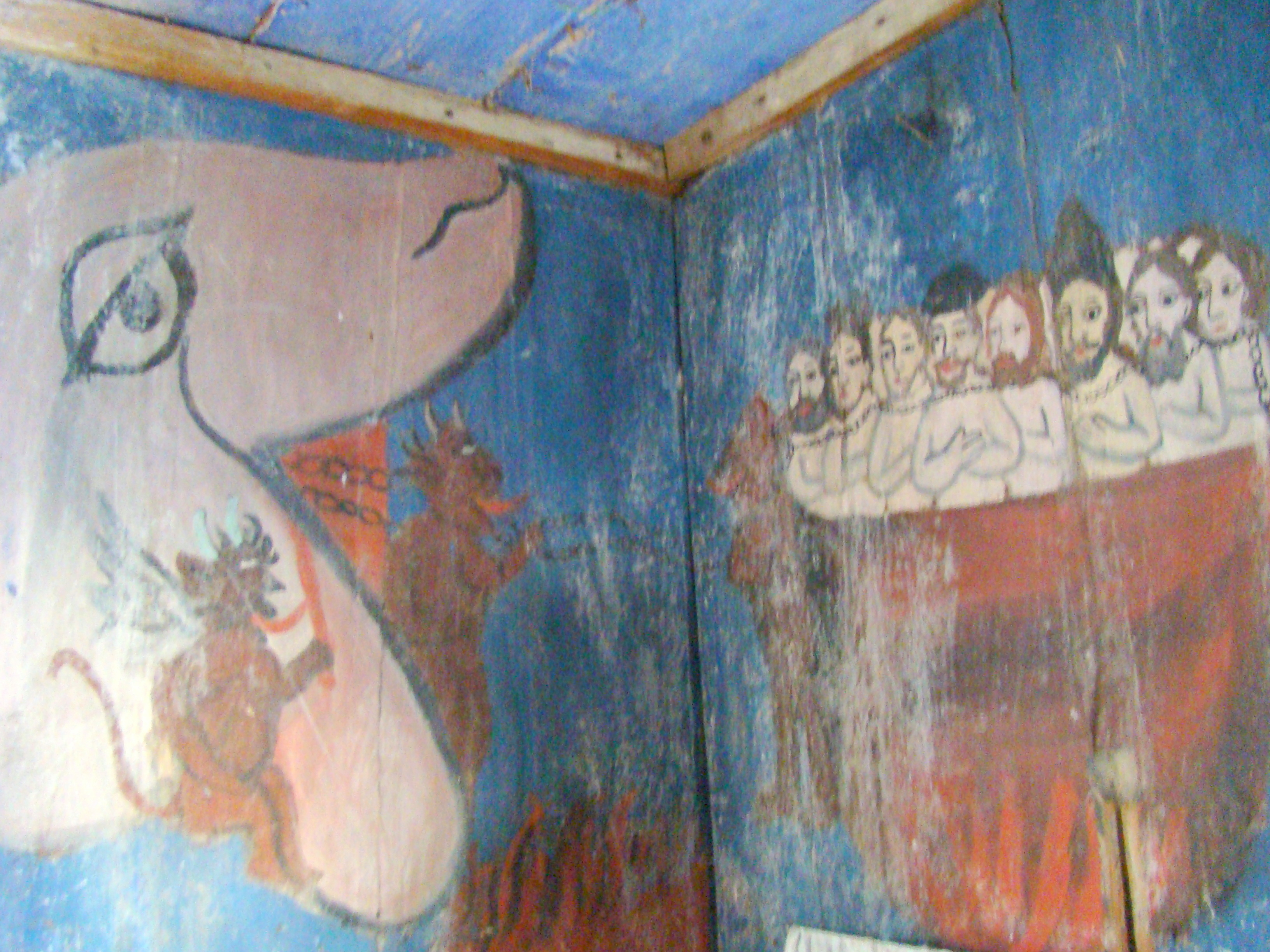
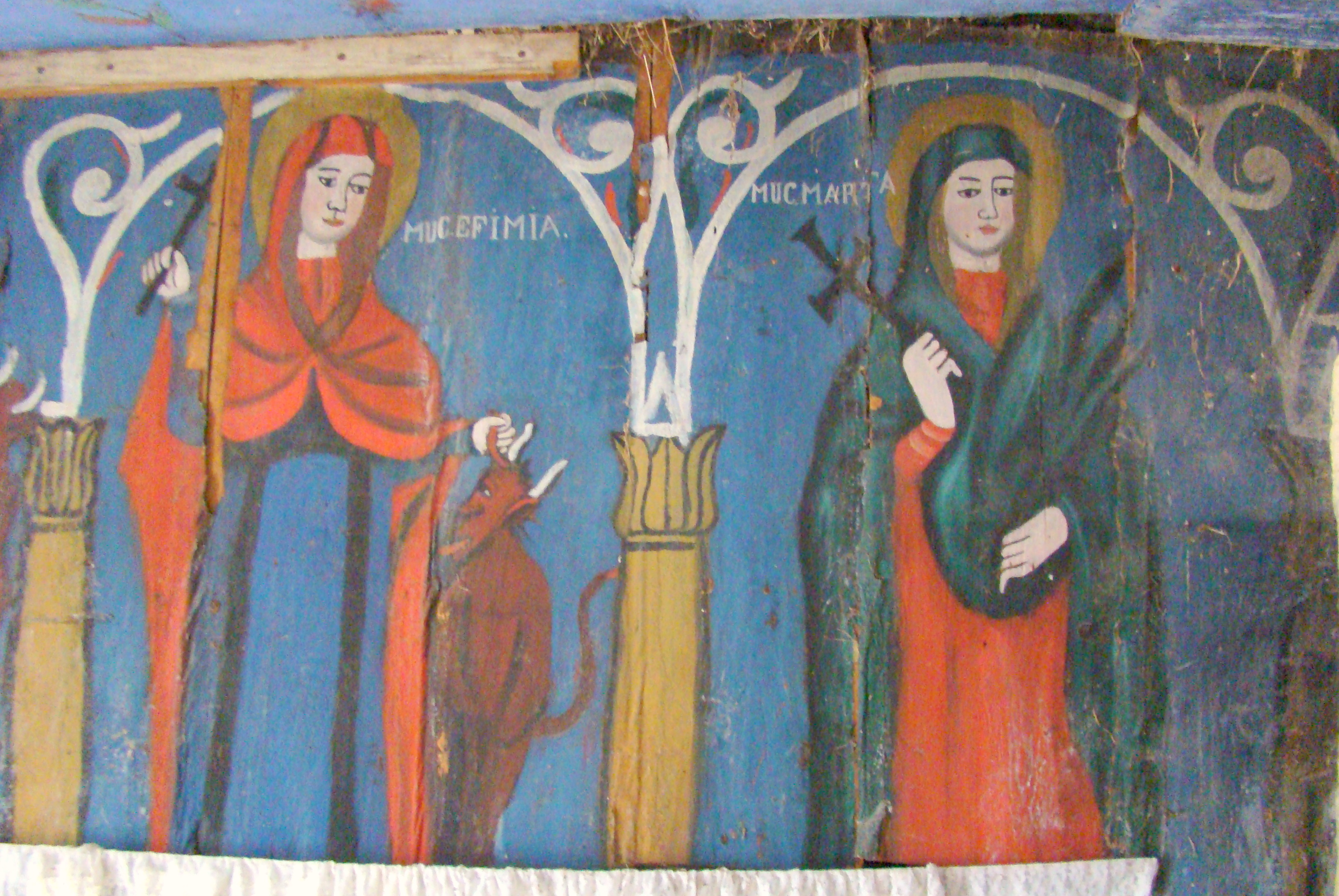
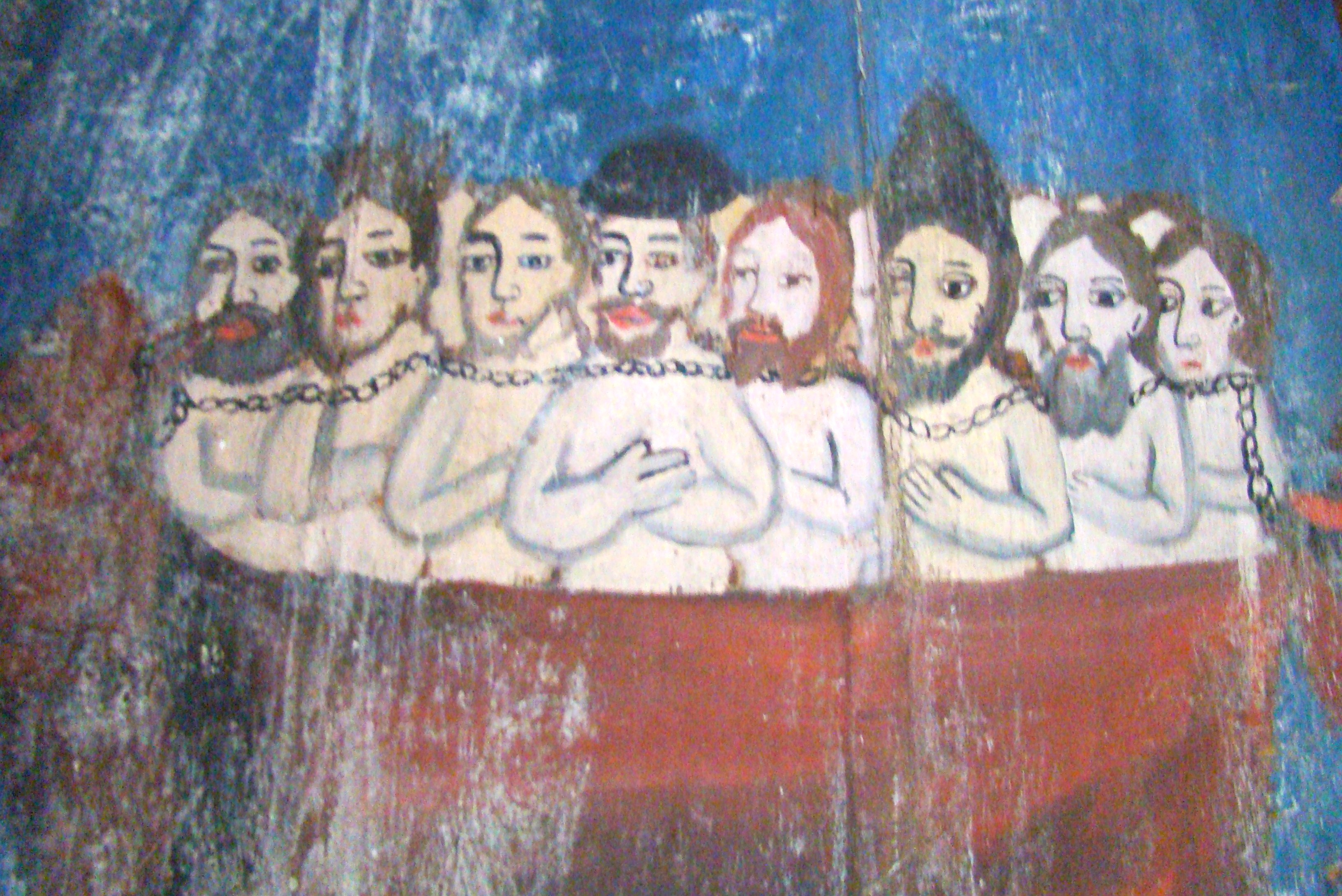
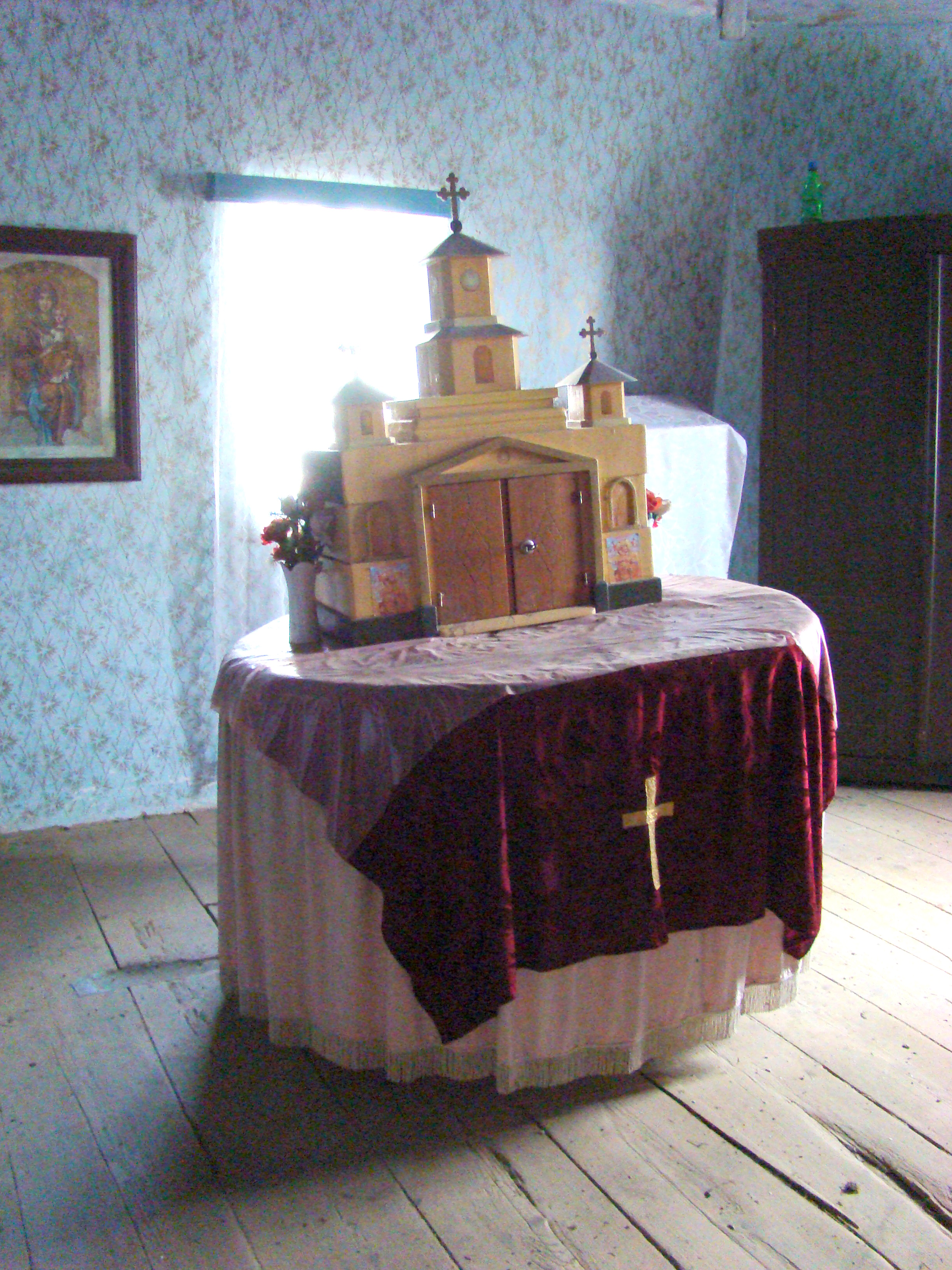
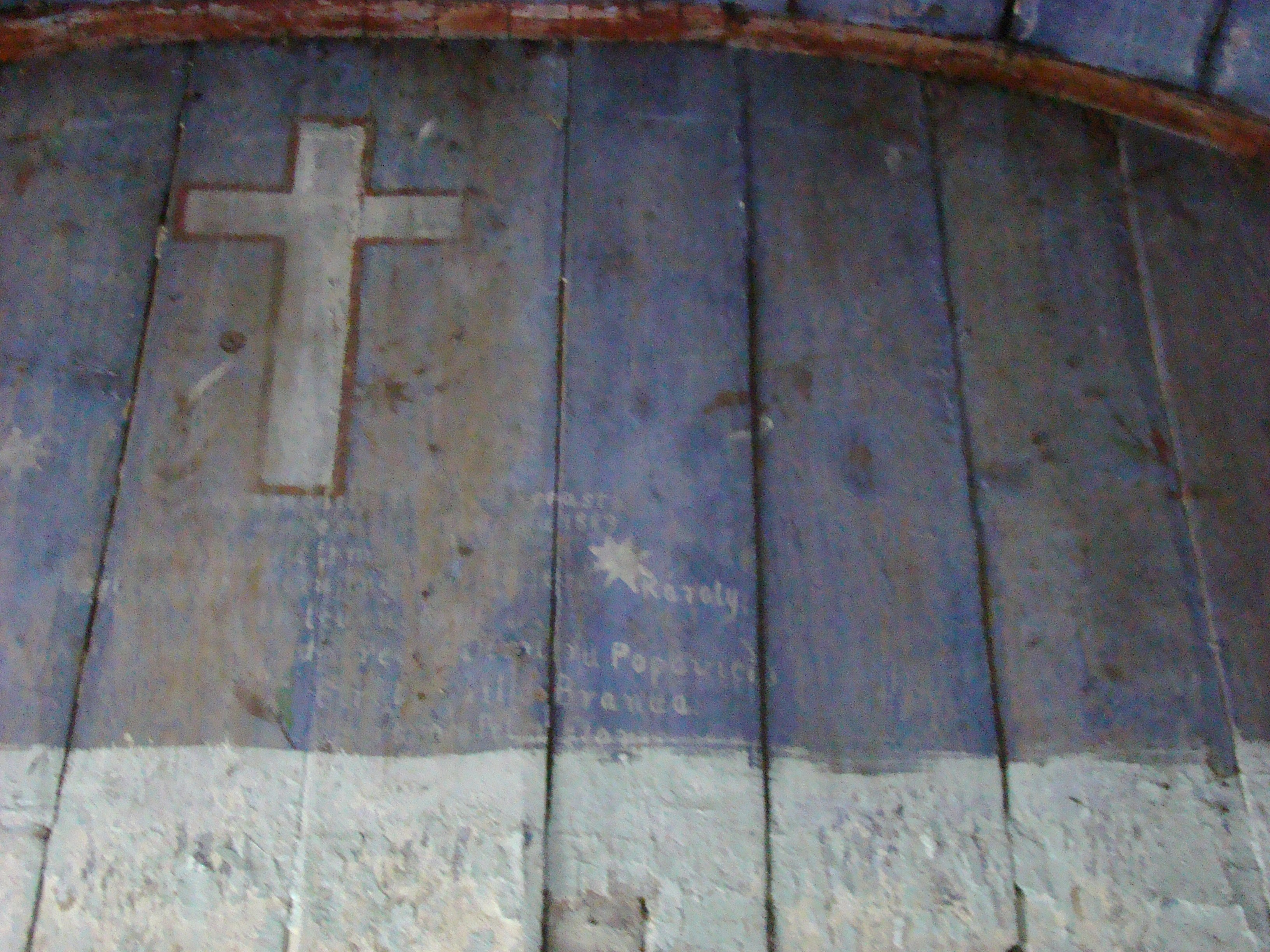

## Galerie de imagini, biserica nouă de zid

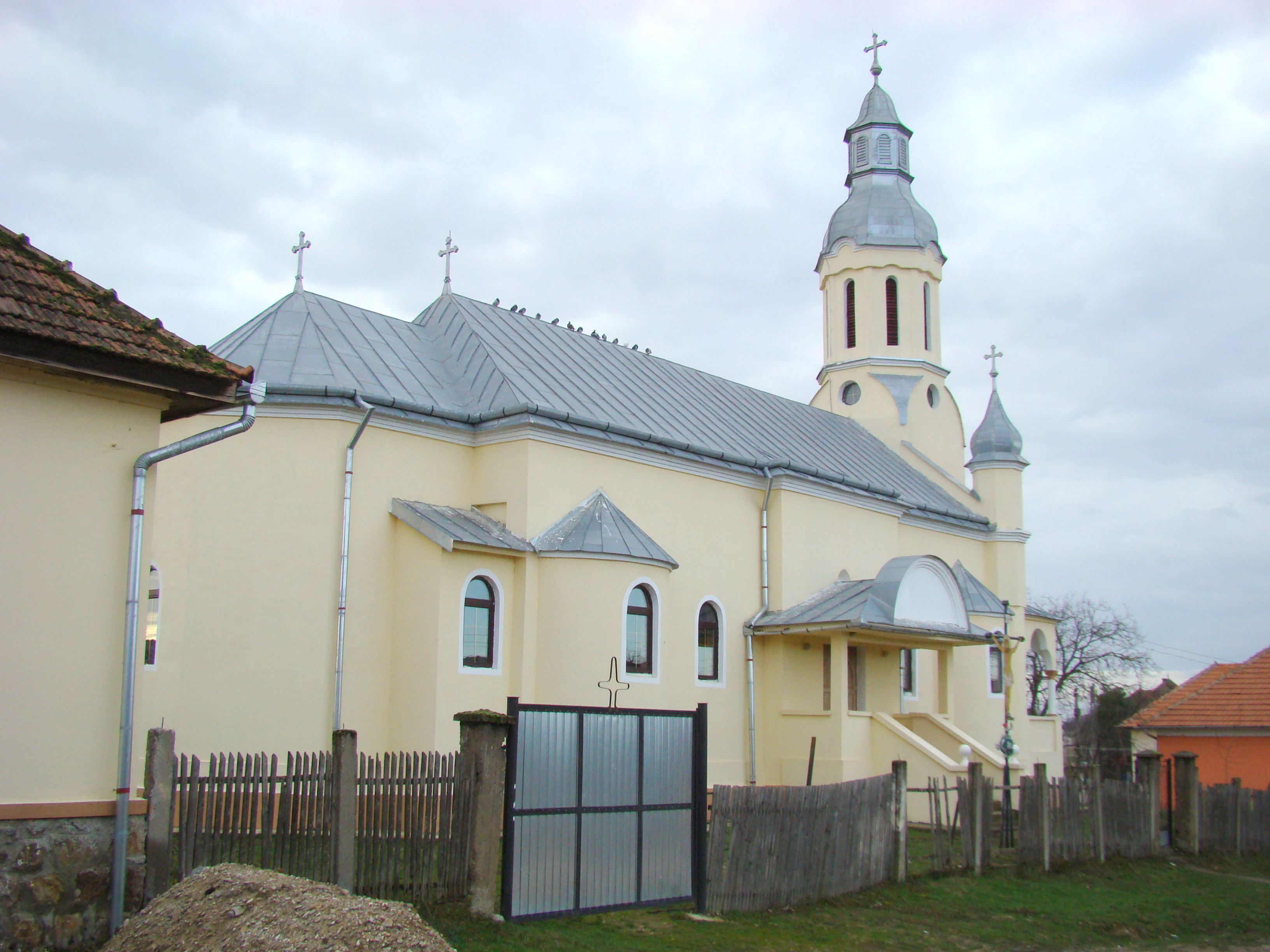
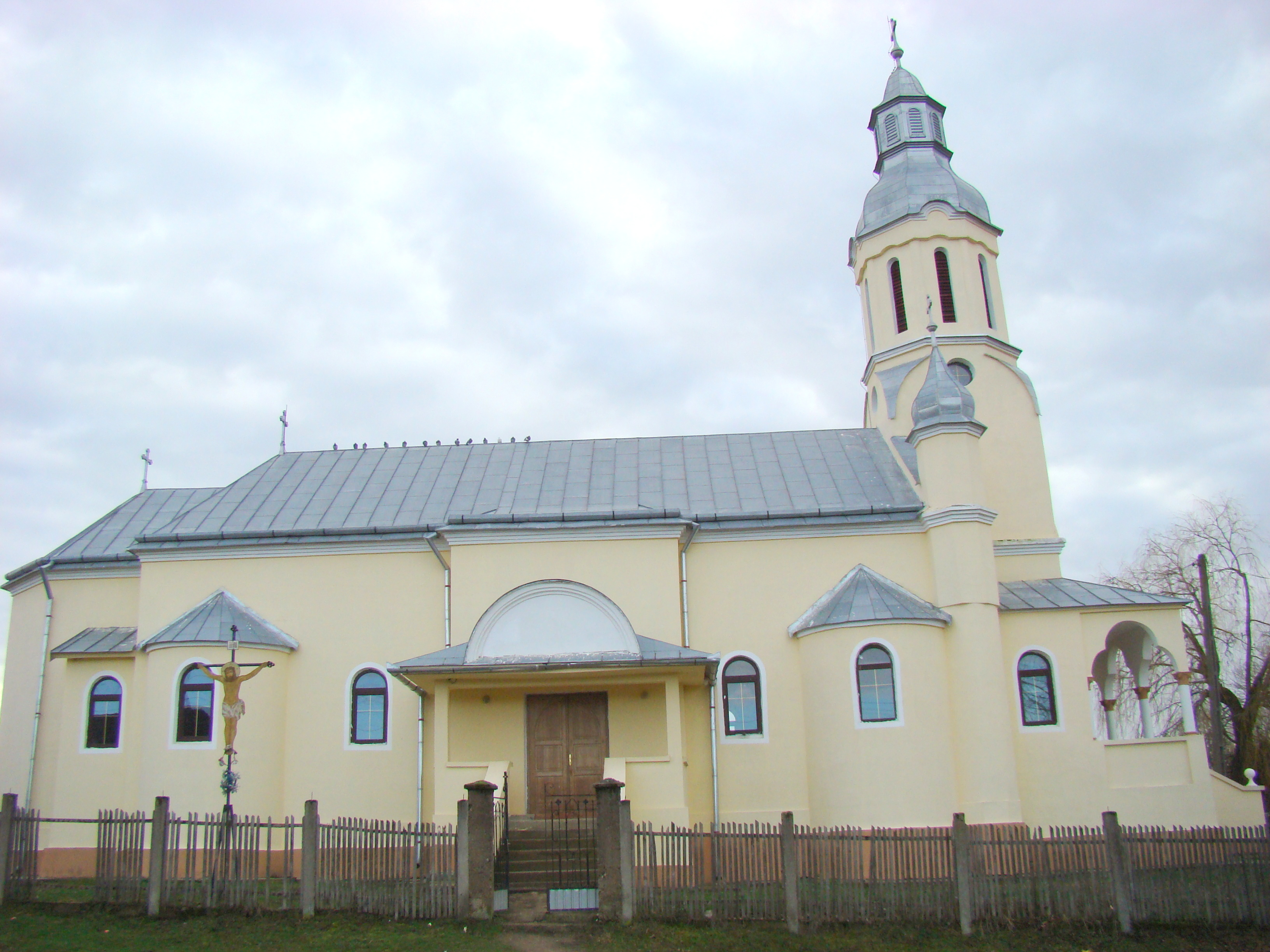
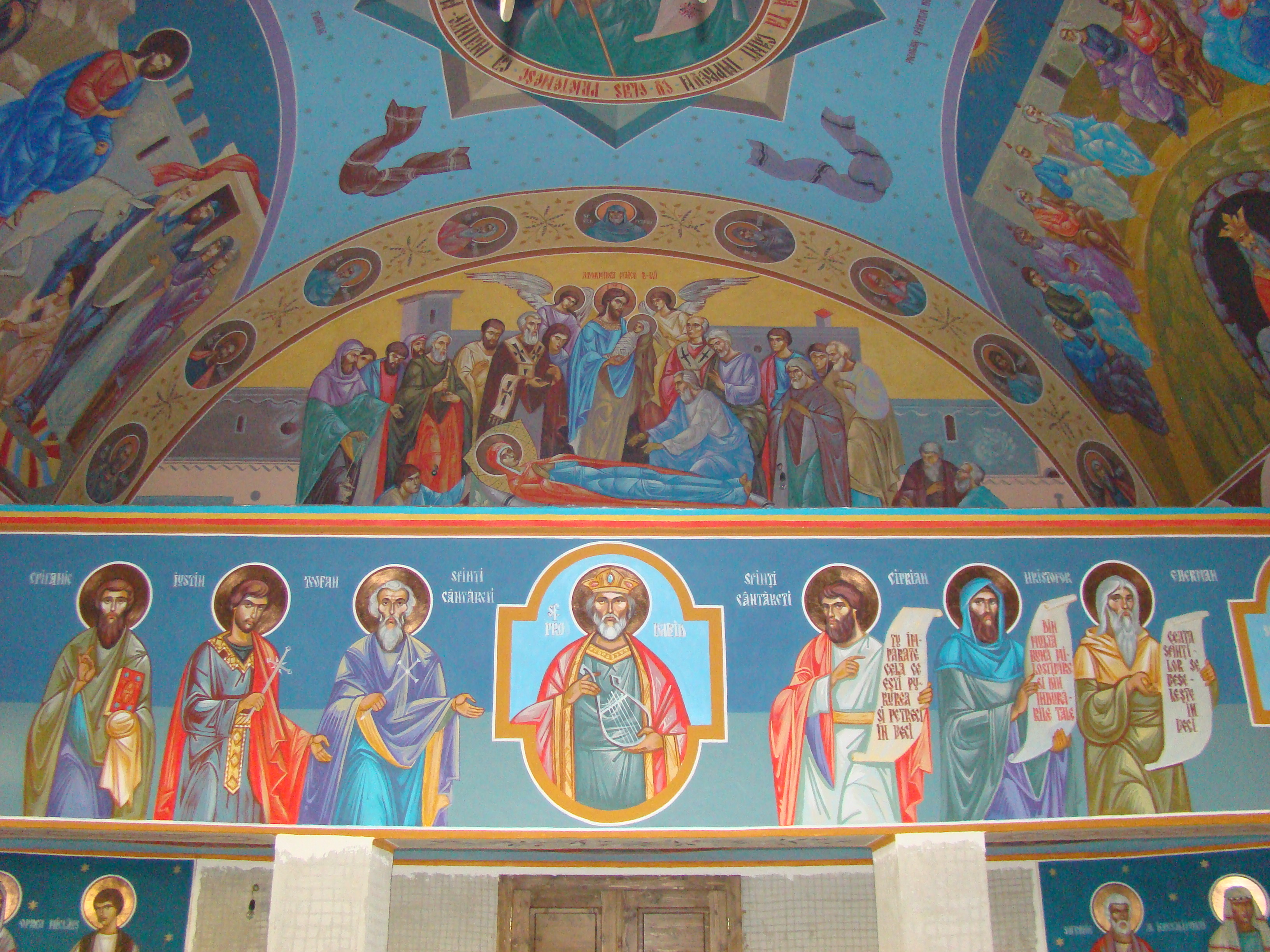
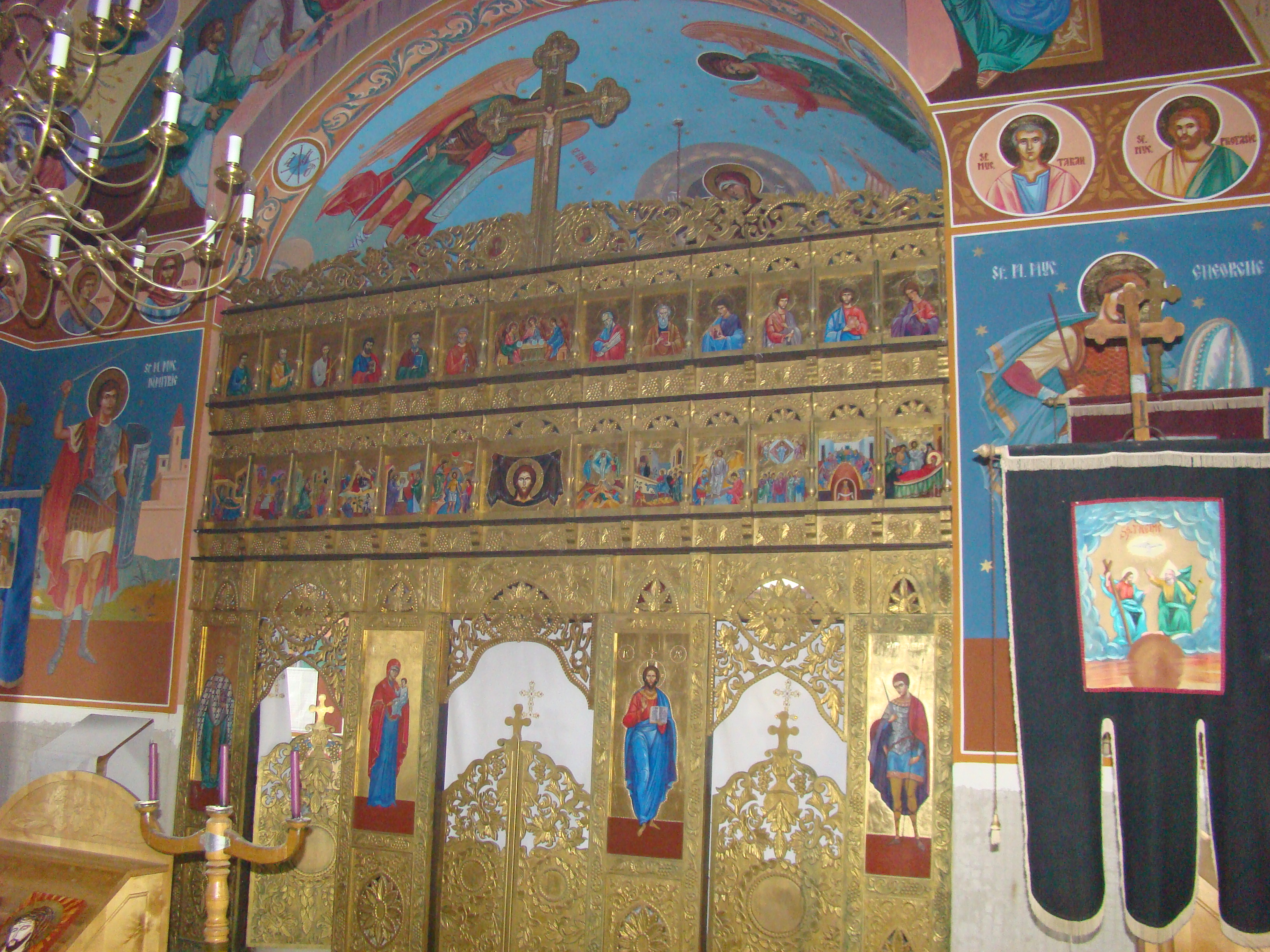
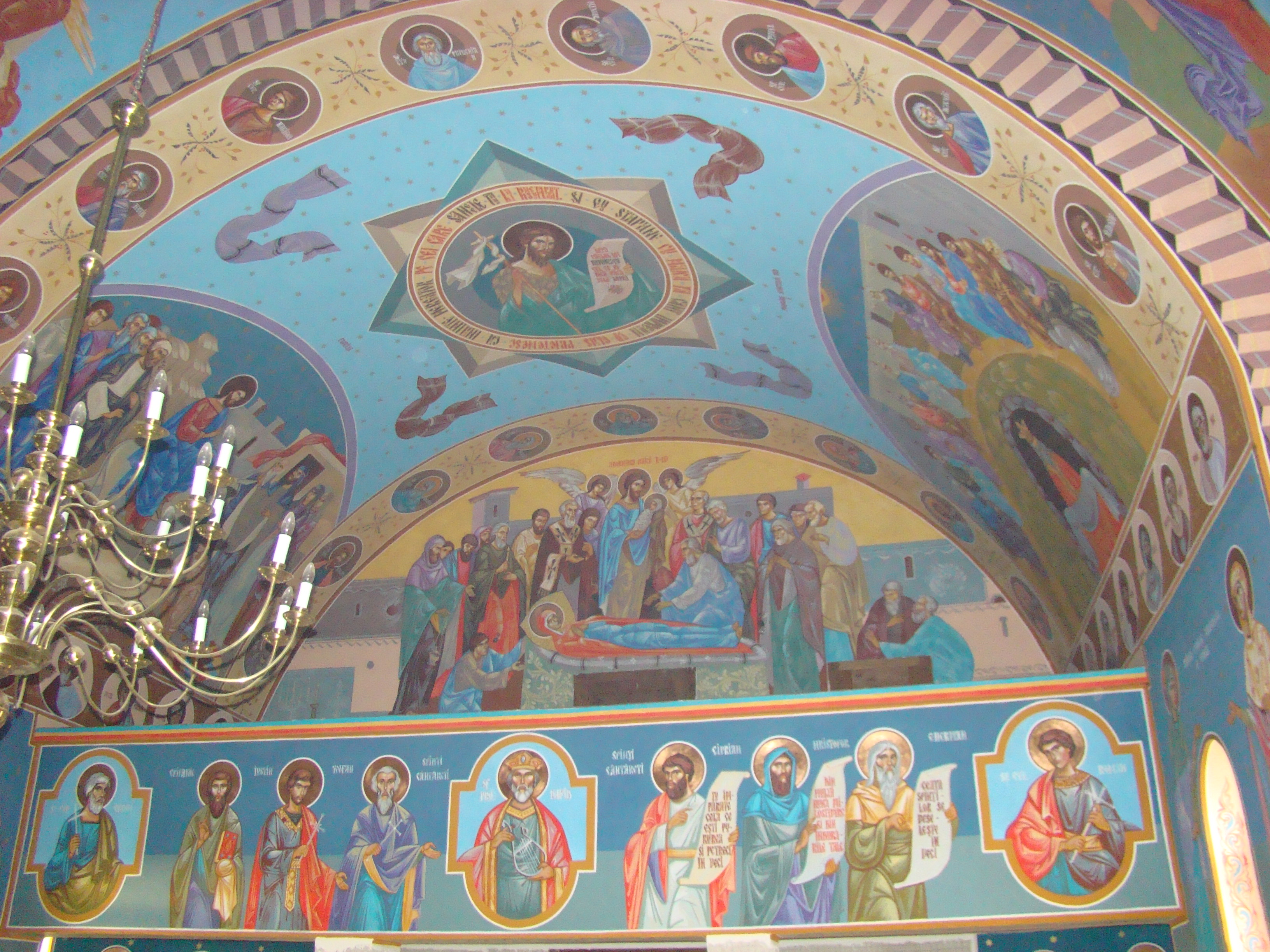
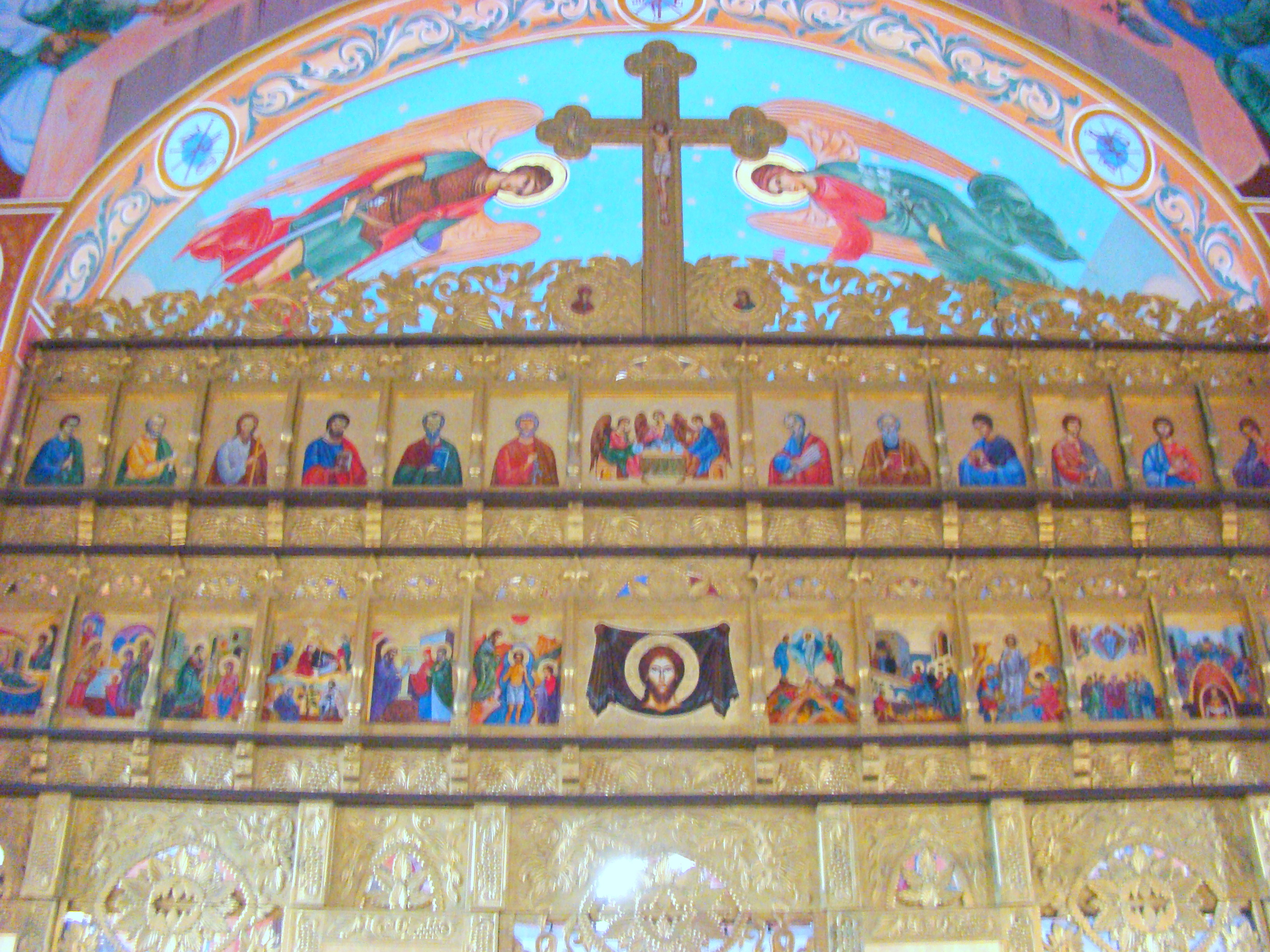
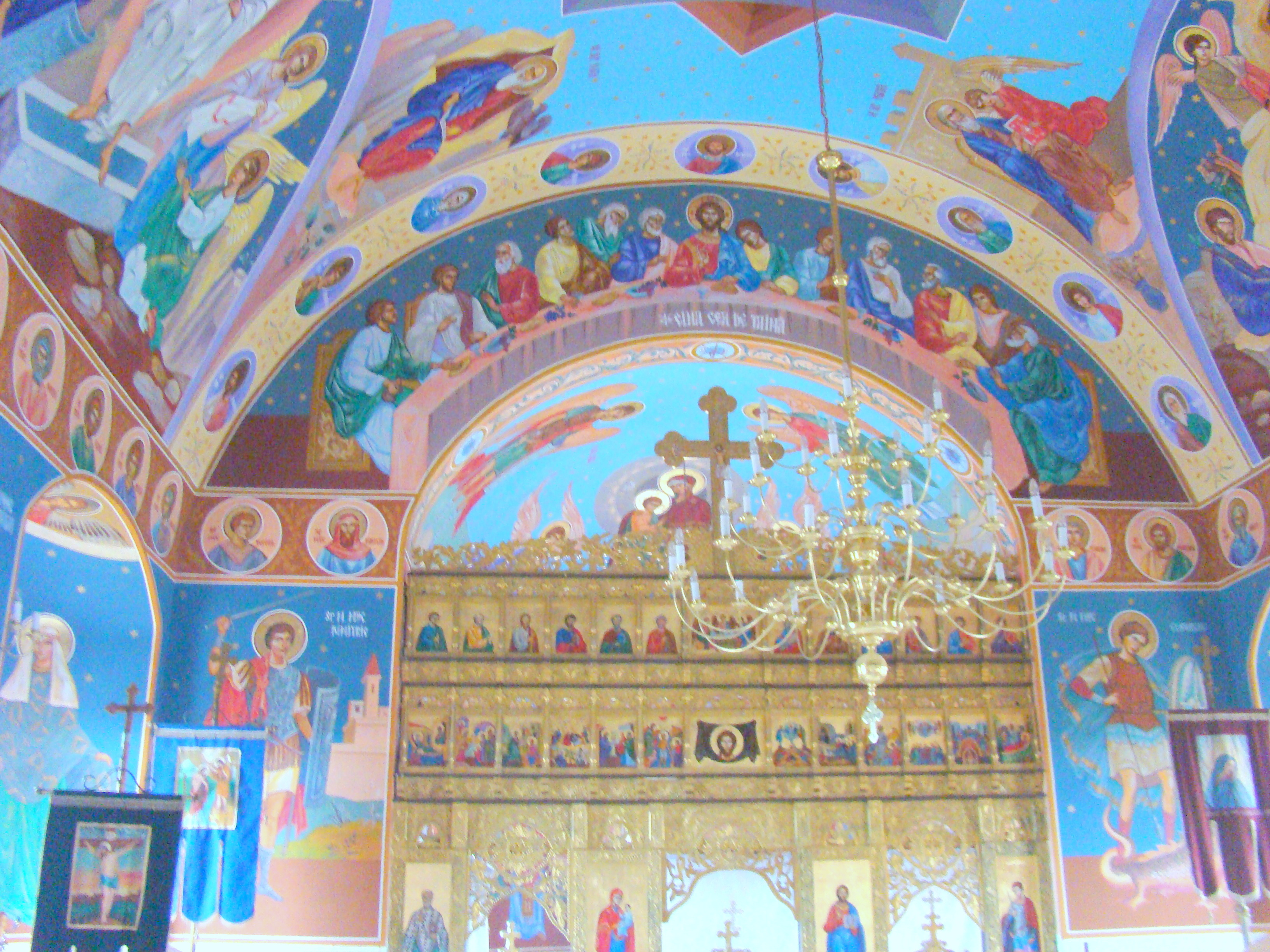
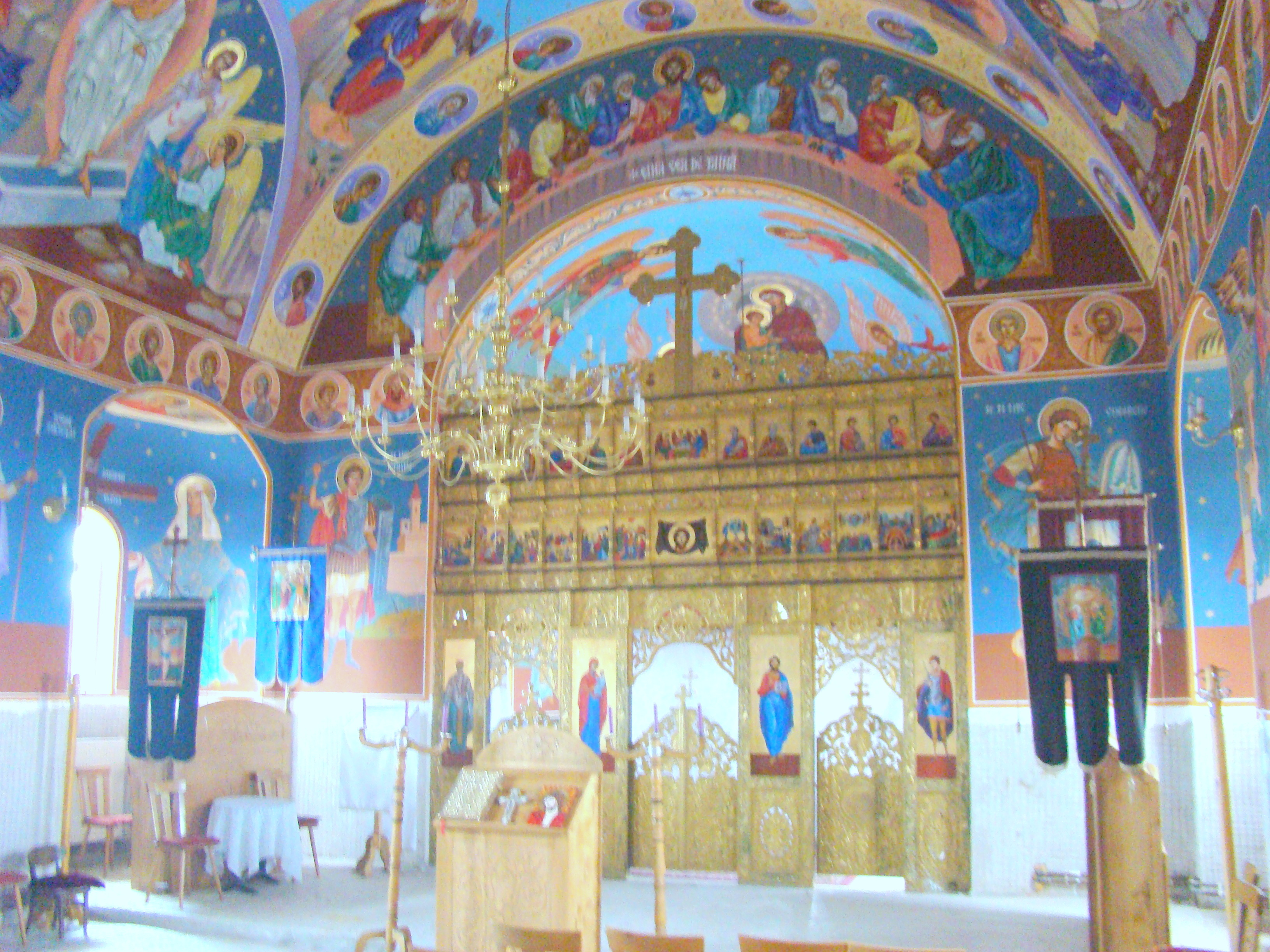
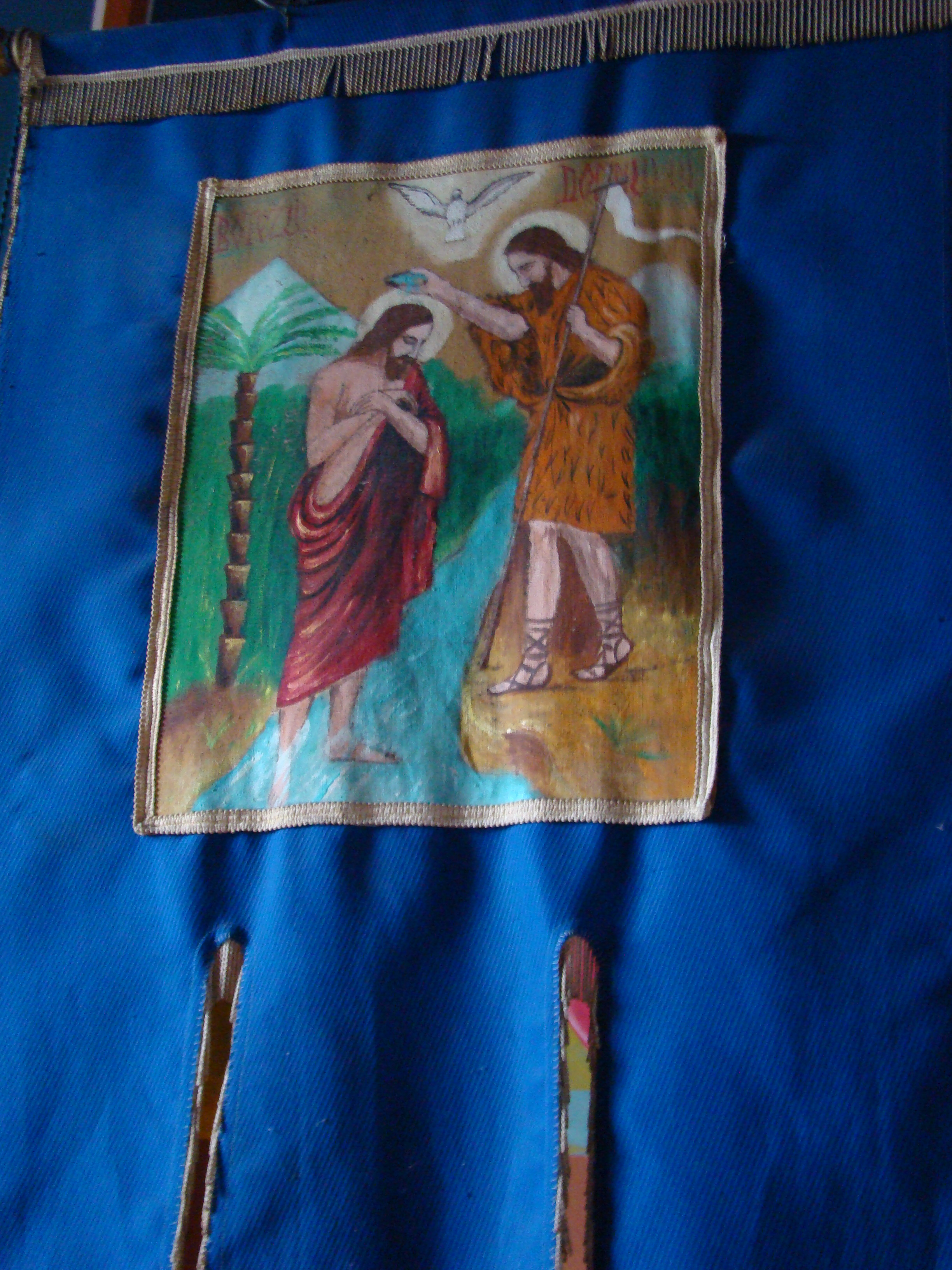
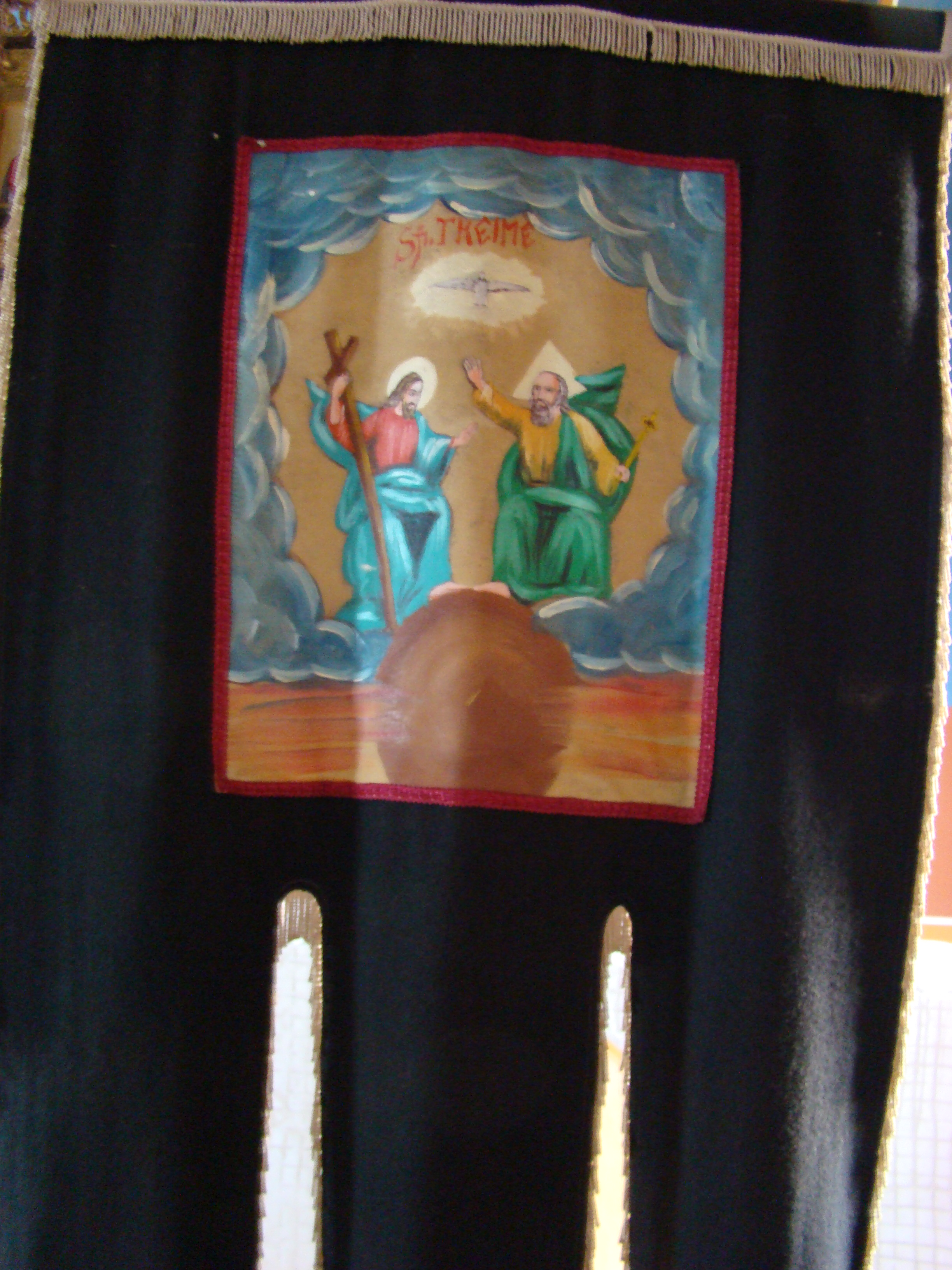
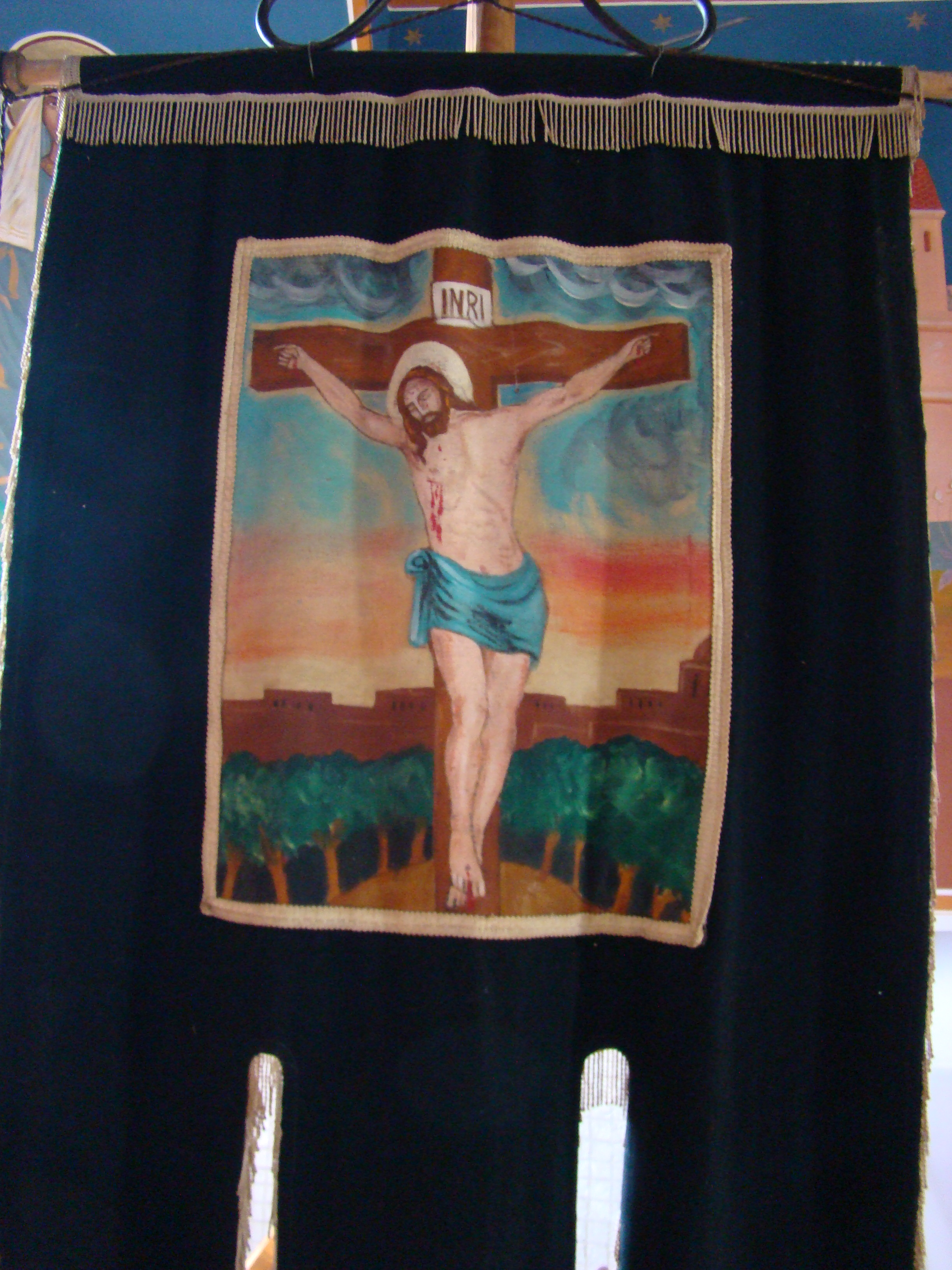